# 畫廊 (柏林)
畫廊（德語：Gemäldegalerie）是位於德国柏林的一座艺术博物馆，拥有欧洲13世纪至18世纪的古畫大師的作品 ，包括杜勒、老盧卡斯·克拉納赫、老漢斯·霍爾拜因、羅希爾·范德魏登、揚·范艾克、拉斐爾、波提且利、提香、卡拉瓦喬、彼得·保羅·魯本斯、林布蘭和維米爾等人的傑作。畫廊於1830年对外开放，目前的藏品規模是近兩百年來努力的成果。

## 建築
畫廊自1998年起就位於柏林文化廣場的西南角，由慕尼黑建築師海因茨·希爾默（Heinz Hilmer）和克里斯托夫·薩特勒設計建造的現代建築內，內部由72個展間組成，占地2平方公里。

## 畫廊的歷史
畫廊自1830年開放，當時位於柏林舊博物館，後因館藏空間的不足，於1998年6月12日搬遷至目前新址。

## 收藏
開館之初館藏近1,200幅畫作規模，其中160幅核心畫作是由博物館委員會於1815年購自義大利銀行家文琴佐·朱斯蒂尼亞尼的收藏，其中囊括許多義大利早期巴洛克風格的畫作，並有眾多卡拉瓦喬畫作（但其中三幅毀於二戰，目前僅存一幅），並於1821年從英國商人愛德華·索利手中購買677幅畫作，索利收藏眾多義大利文藝復興時期以及早期尼德蘭繪畫作品。而後於1874年從阿亨實業家巴托爾德·蘇爾蒙特手中購買了許多老德國繪畫，進一步擴充館藏。
二戰後期希特勒節節敗退，於1945年3月在蘇聯佔領柏林前幾周，畫廊將館藏約1,225幅畫作運至圖林根的鹽礦場中躲避戰火，其中434幅畫作放置於地表上的防空掩體內，同年5月德軍投降後畫作仍位於礦場中由蘇聯監管，但不幸的是地上掩體發生了數次火災，將部分館藏包含卡拉瓦喬的畫作在內的作品付之一炬。另外有數百幅畫作遭到蘇聯或美國士兵掠奪、沒收，並且至今仍未被歸還或下落不明。
目前，館藏有將近3,500多幅畫作，其中2,900為自有畫作，剩餘的為來自其他機構或私人的借展畫作。

## 主要館藏列表

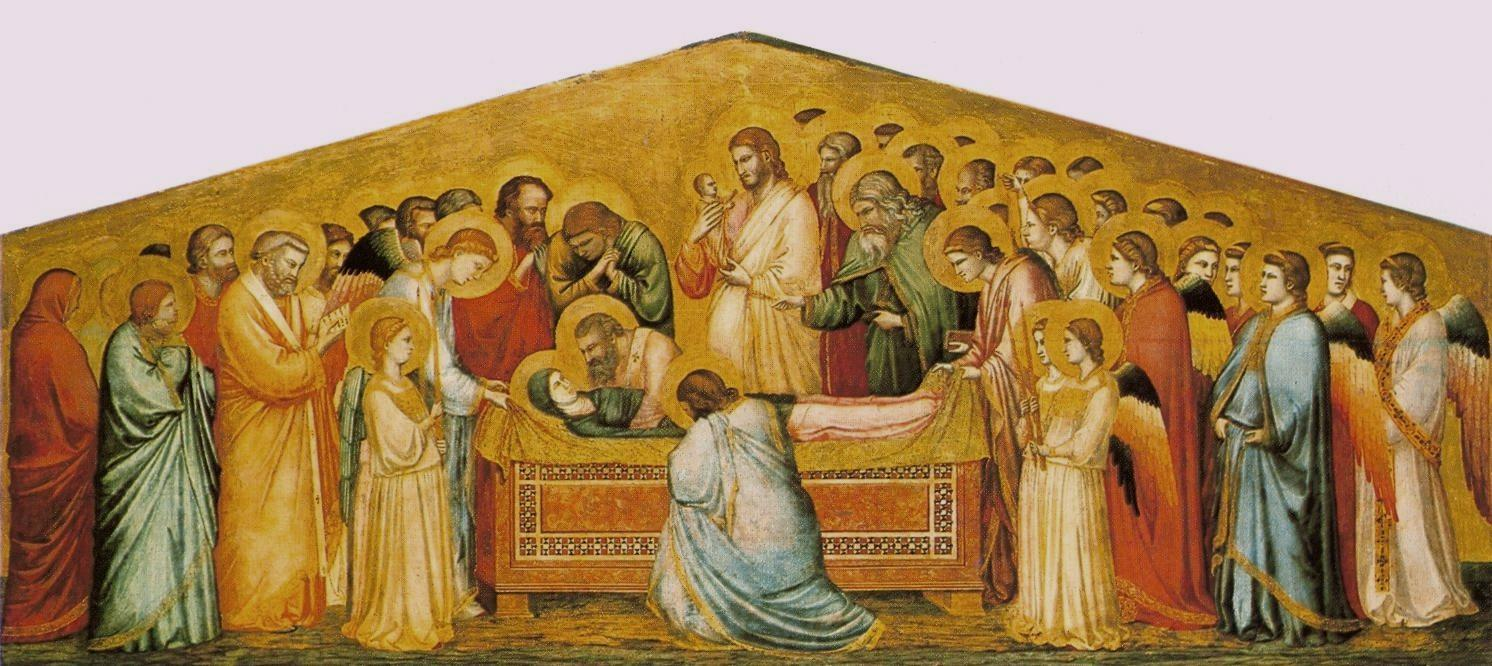
喬托的《聖母安眠（德语：Die Grablegung Mariae）》，75.8 × 179.7cm，約作於1310年，1914年始藏
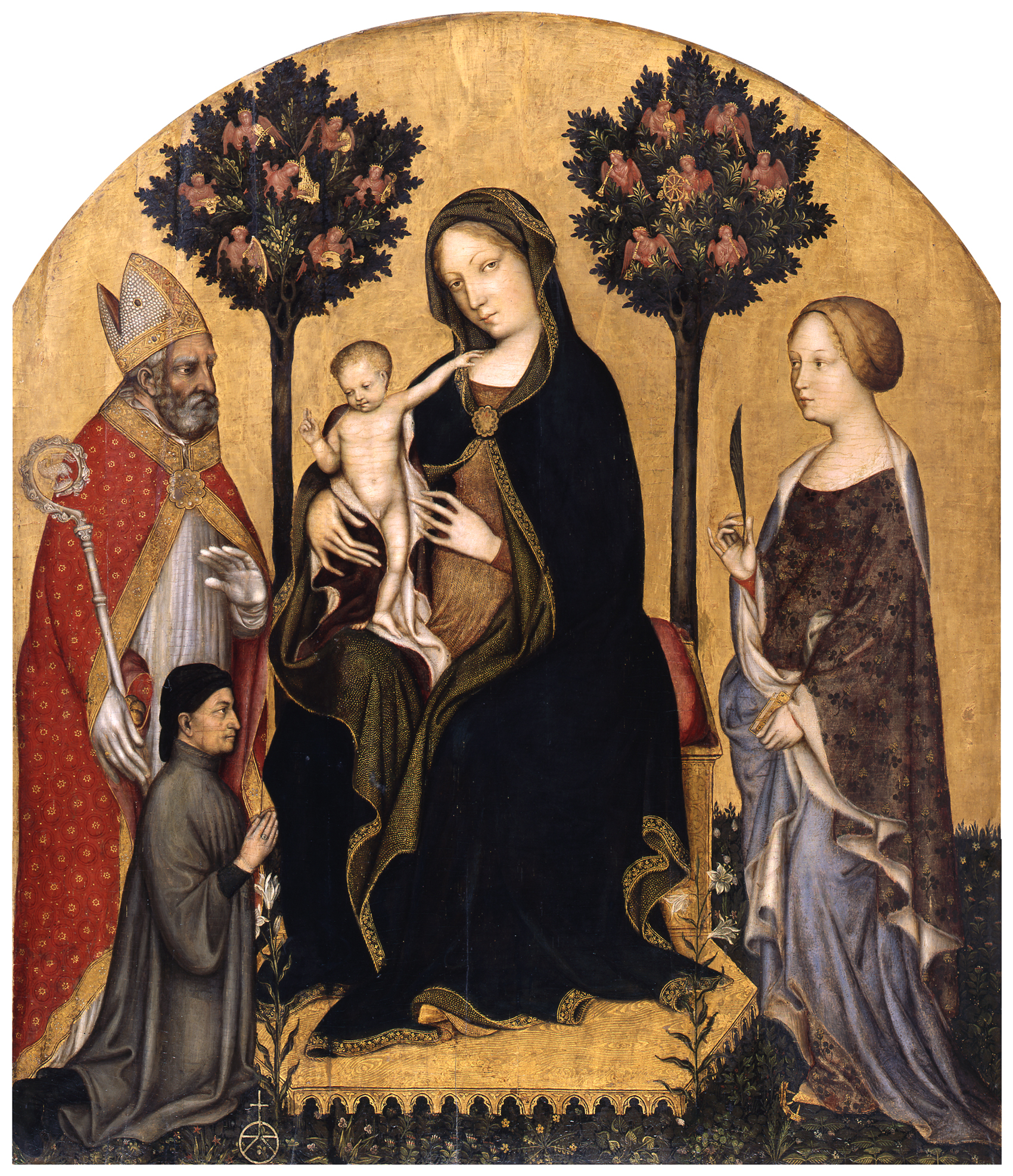
詹蒂萊·達·法布里亞諾（英语：Gentile da Fabriano）的《聖母子、兩位聖人及捐贈者（英语：Madonna and Child with Two Saints and a Donor）》，131 × 113cm，約作於1395-1400年，1837年腓特烈·威廉三世贈送
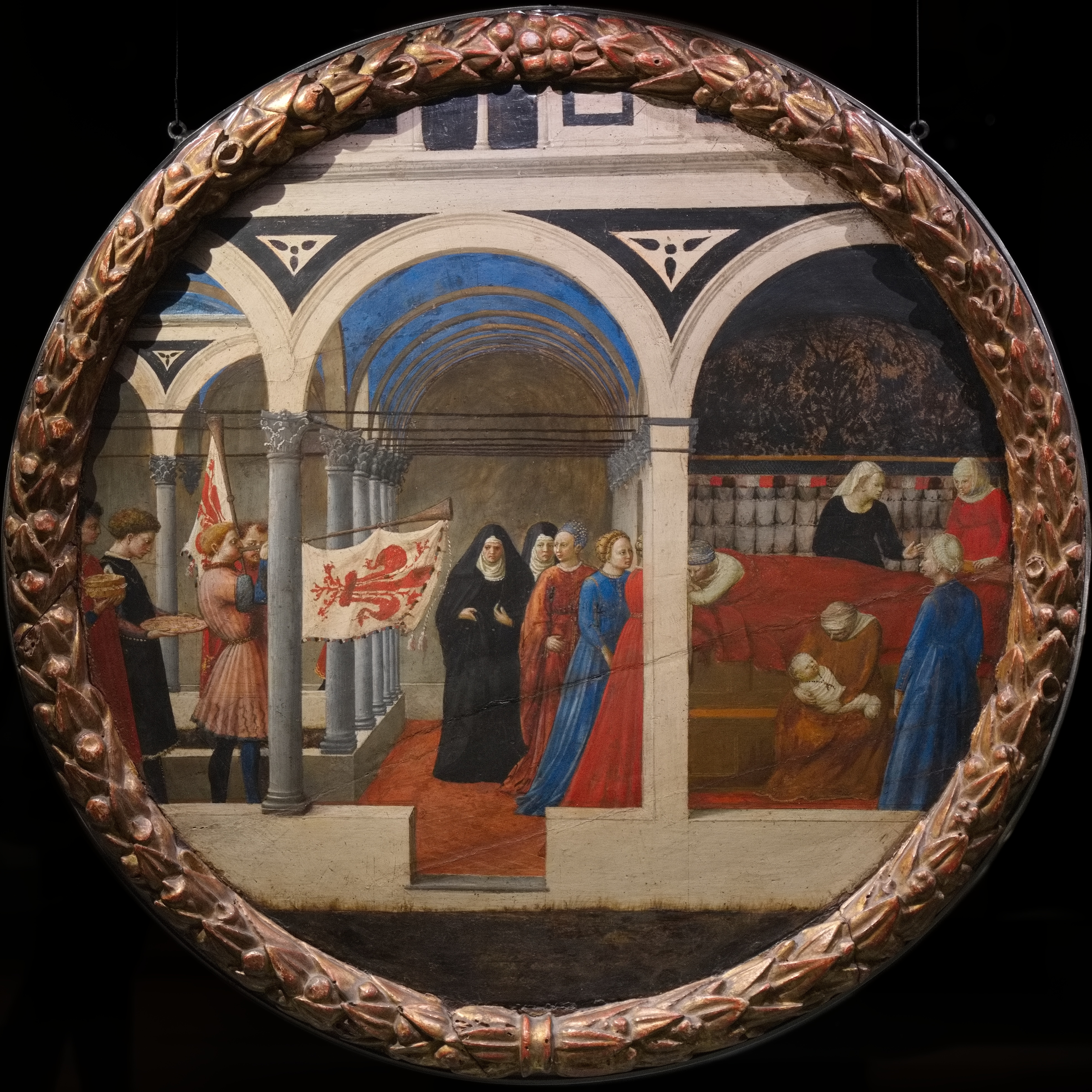
馬薩喬的《分娩托盤（英语：Desco da parto (Masaccio)）》，直徑56cm，約作於1430年，1883年始藏
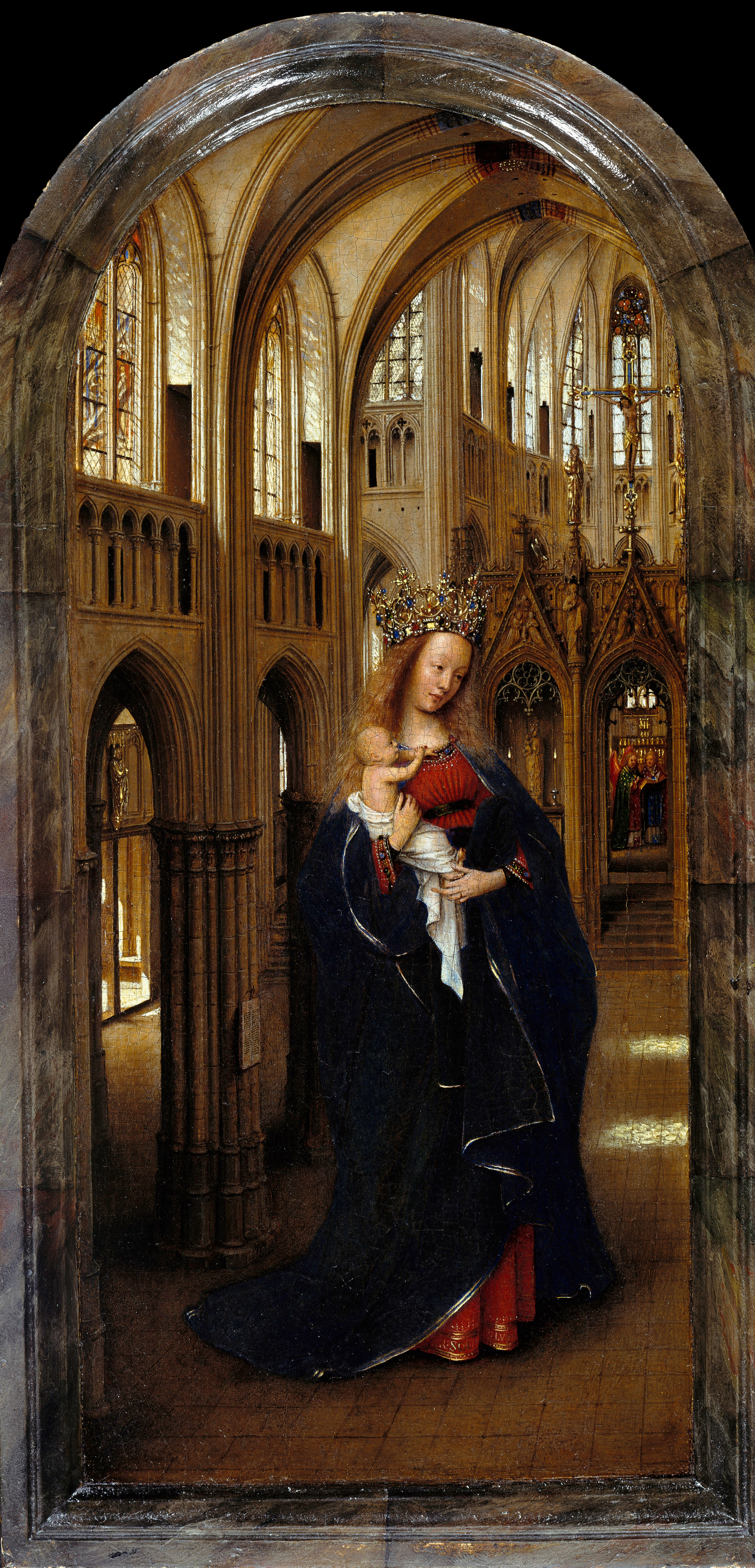
揚·范艾克的《教堂裏的聖母》，31 × 14cm，約作於1420-1425年，1874年購入，來自巴托爾德·蘇爾蒙特（英语：Barthold Suermondt）的收藏
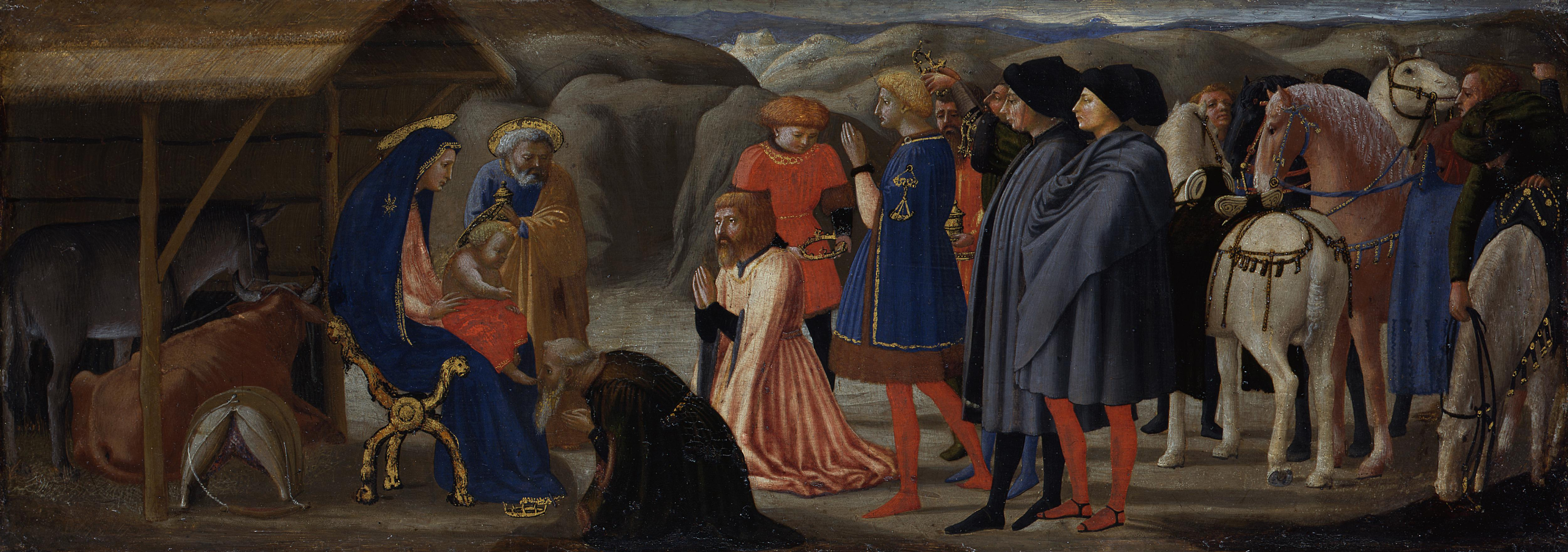
馬薩喬的《三博士來朝（義大利語：Adorazione dei Magi (Masaccio)）》，21 × 61cm，約作於1426年，1880年購入，來自卡波尼家族（義大利語：Capponi (famiglia)）的收藏
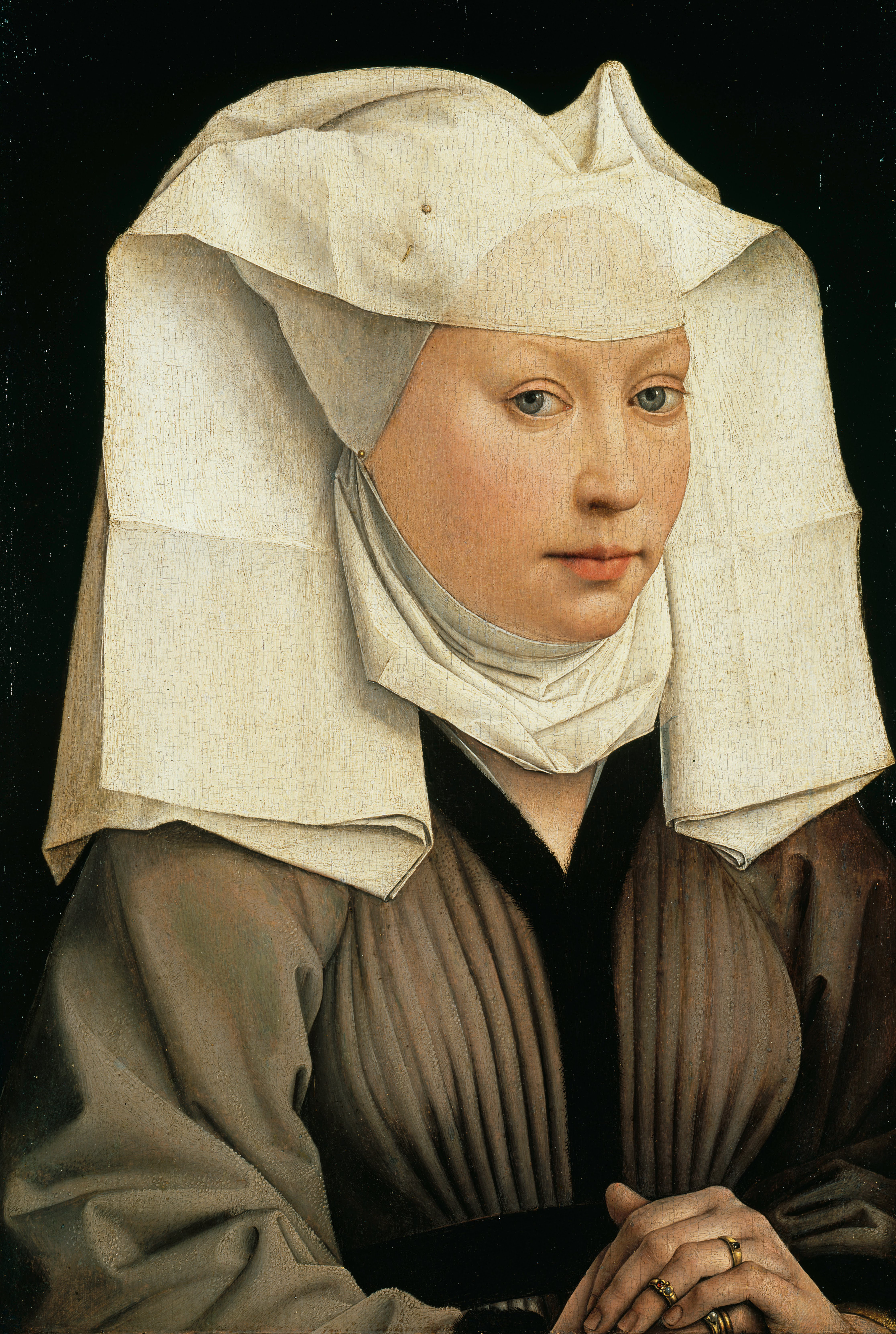
羅希爾·范德魏登的《女子肖像（英语：Portrait of a Woman (van der Weyden)）》，47 × 32cm，約作於1435年，1908年購入，來自聖彼得堡薩爾特科夫家族（英语：Saltykov family）的收藏
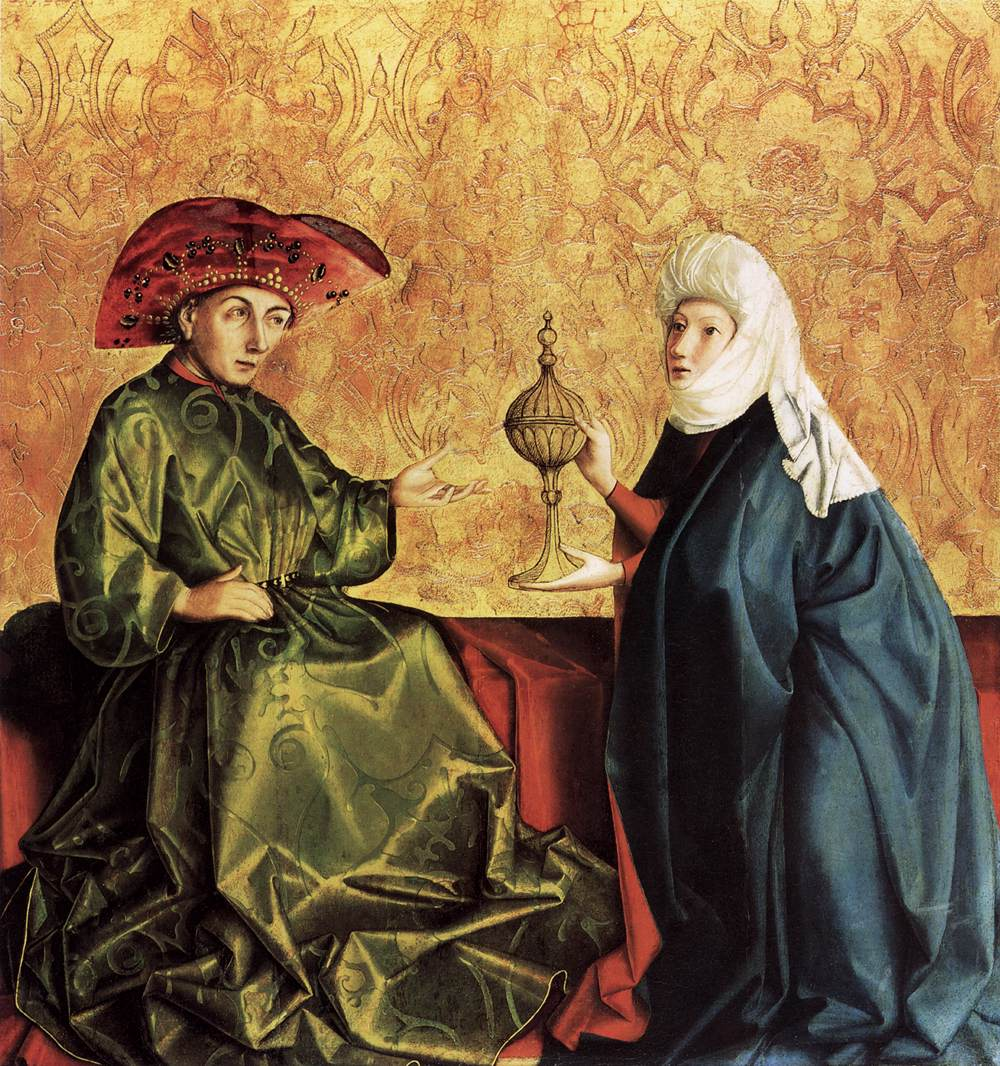
康拉德·維茨（英语：Konrad Witz）的《示巴女王會見所羅門》（Die Königin von Saba vor Salomo），84.5 × 79cm，約作於1435-1437年，1913年始藏
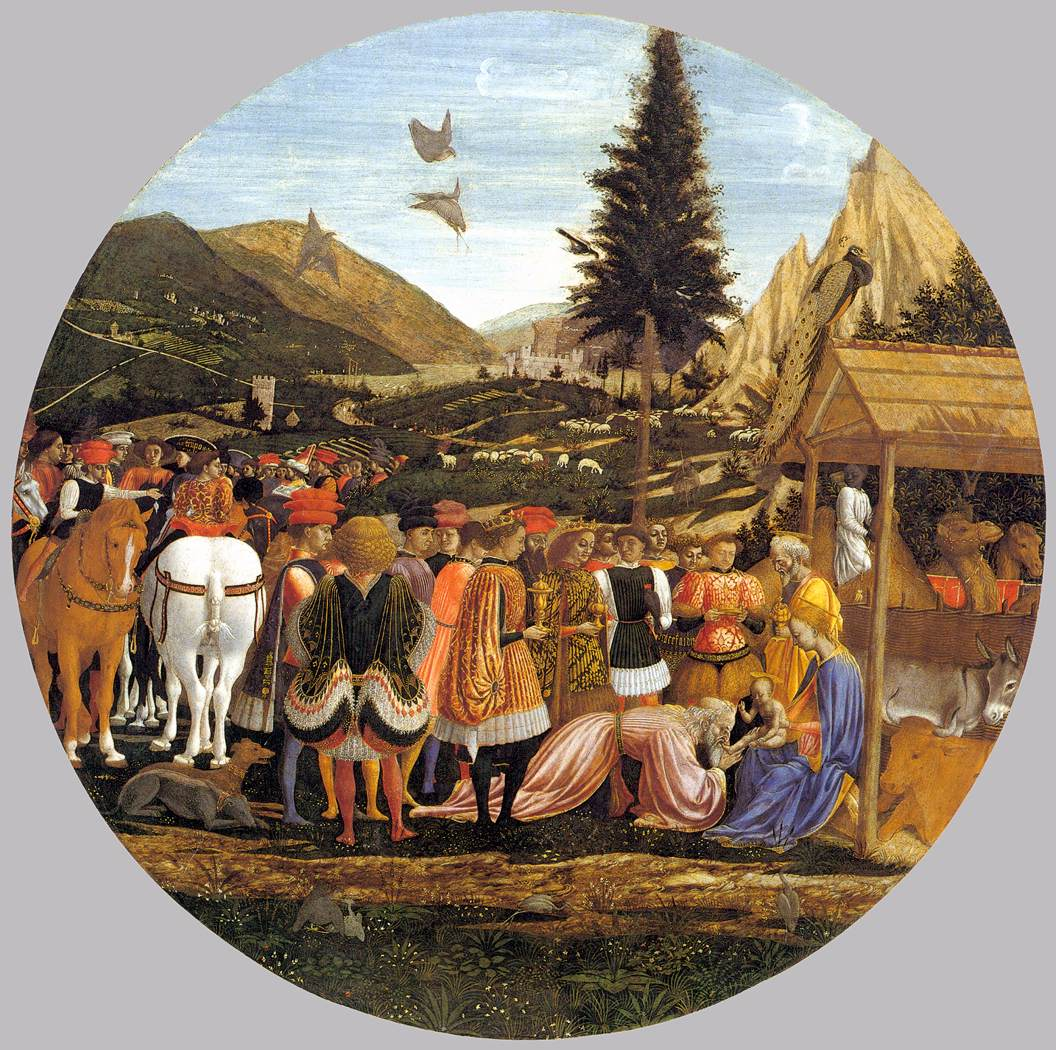
多梅尼科·韋內奇亞諾（英语：Domenico Veneziano）的《三博士來朝（義大利語：Adorazione dei Magi (Domenico Veneziano)）》，直徑84cm，約作於1439-1441年，1880年購入
羅希爾·范德魏登的《布萊德林祭壇畫（英语：Bladelin Altarpiece）》，中幅91× 89cm，兩側91× 40cm約作於1445-1460年，1833年購入[15]
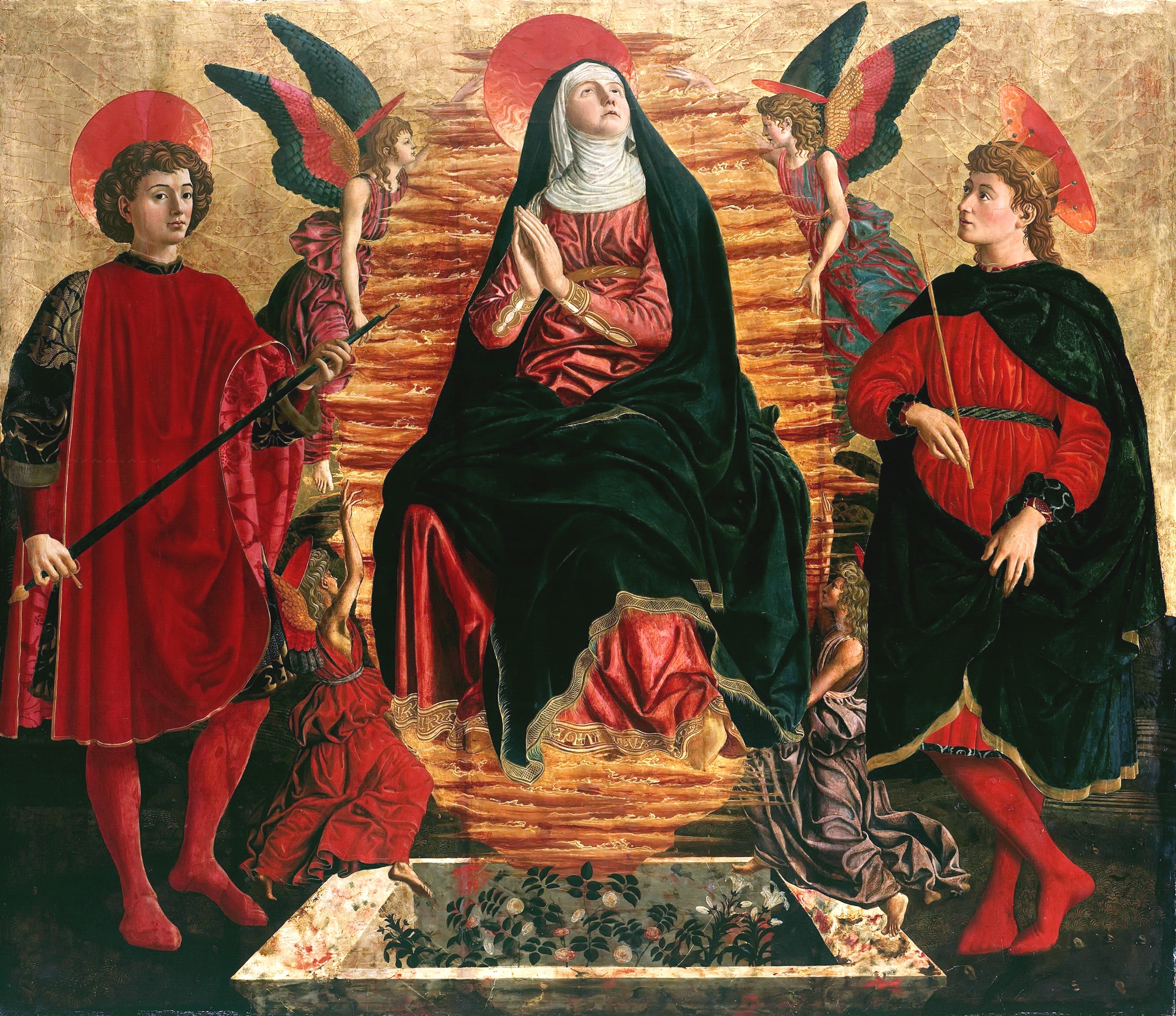
安德烈亞·德爾·卡斯塔內奧（英语：Andrea del Castagno）的《在聖朱利安和聖米尼亞斯之間的升天聖母（英语：Assumption of the Virgin Between St Minias and St Julian）》，131 × 150.7cm，約作於1449-1450年，約於1821年始藏
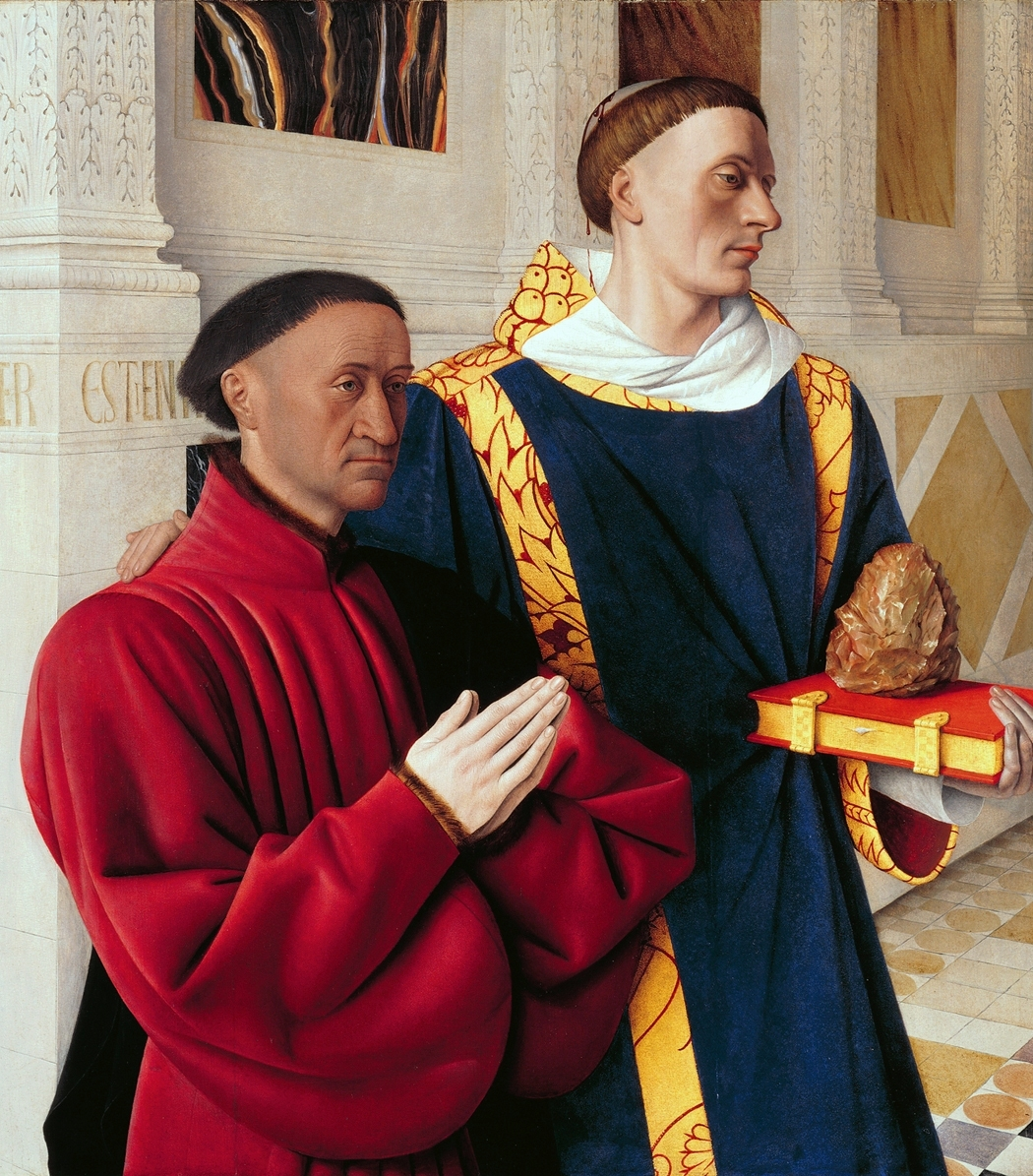
讓·富凱的《默倫雙聯畫（英语：Melun Diptych）》，93 × 85cm，約作於1450年，1896年購入，來自克萊門斯·布倫塔諾的收藏
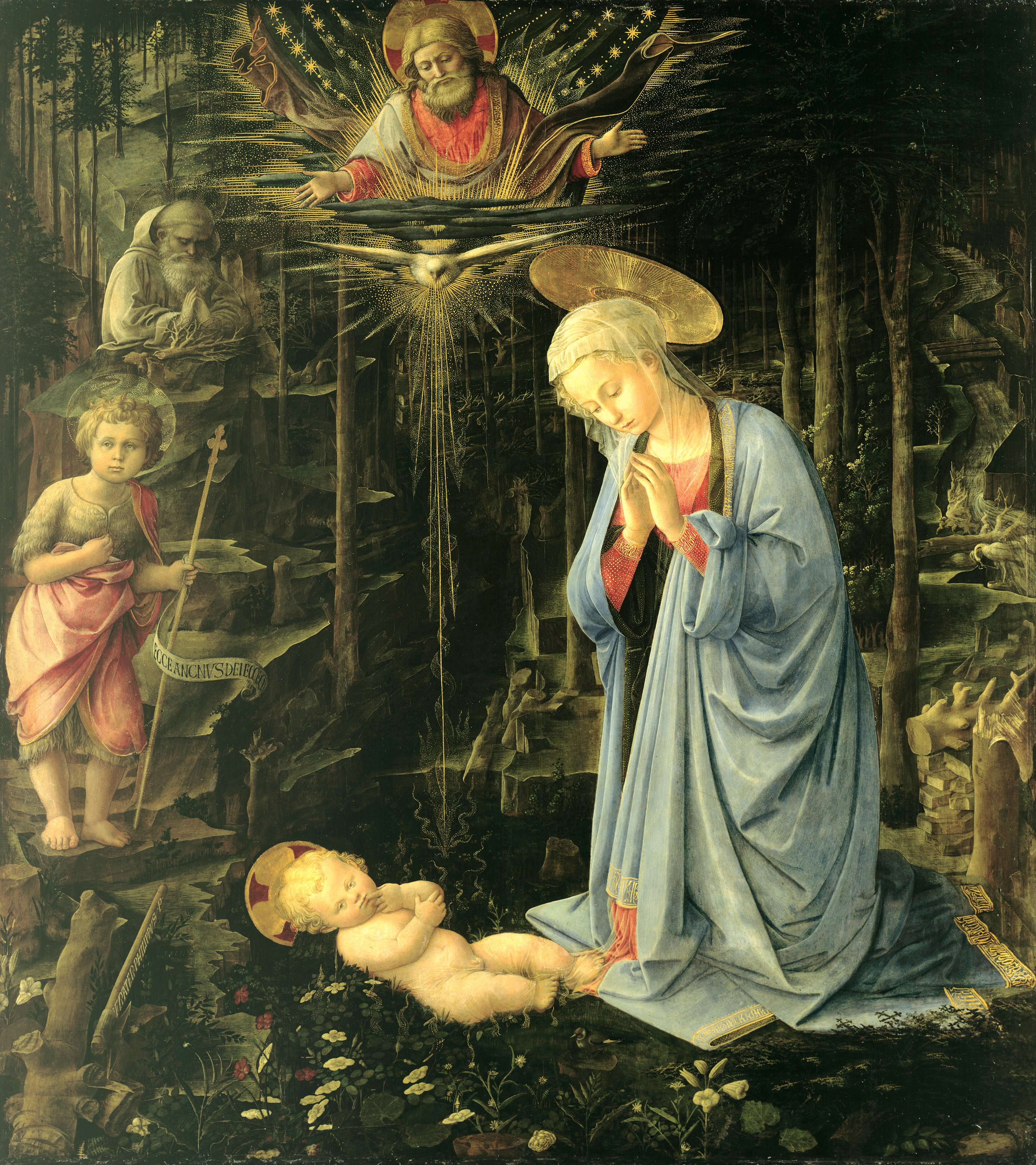
菲利波·利皮的《神秘降生（英语：Mystical Nativity (Filippo Lippi)）》，129.5 × 118.5cm，約作於1459年，1821年購入，來自愛德華·索利（英语：Edward Solly）的收藏
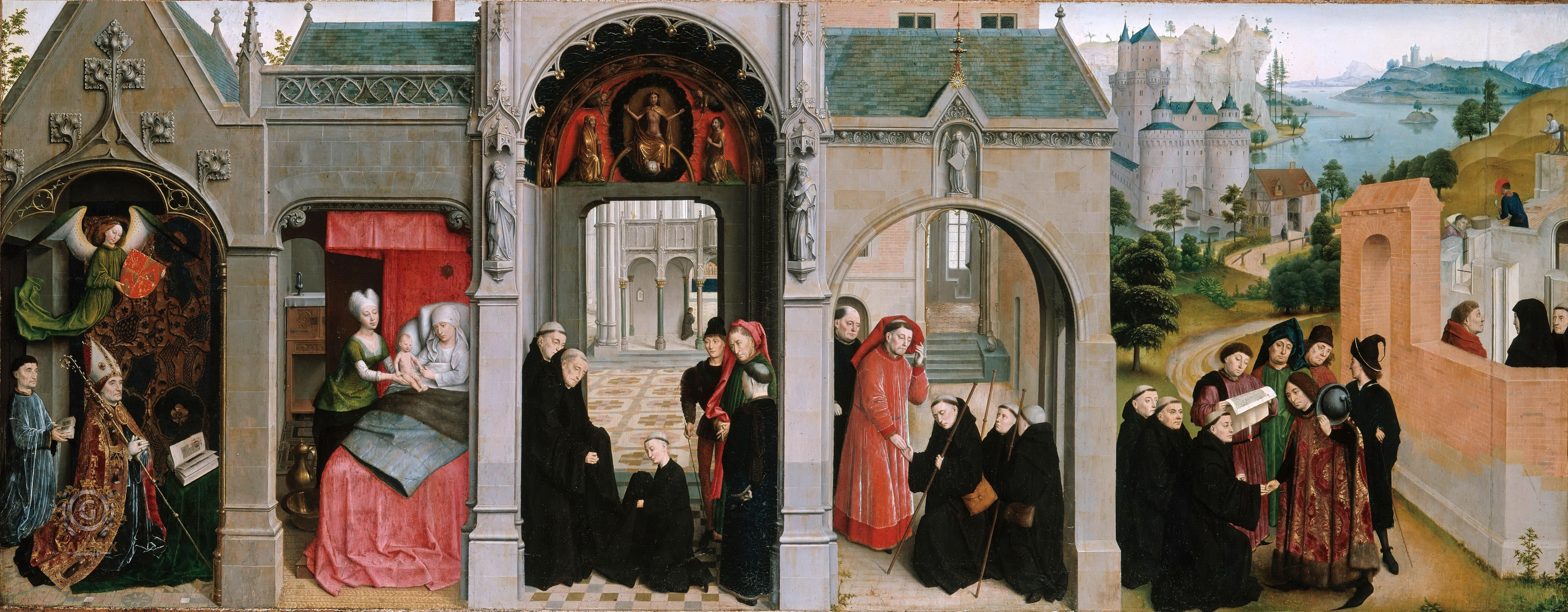
西蒙·馬米恩（英语：Simon Marmion）的《聖伯廷的生活》（Szenen aus dem Leben des Hl. Bertin），56 × 147cm，約作於1459年，1905年購入
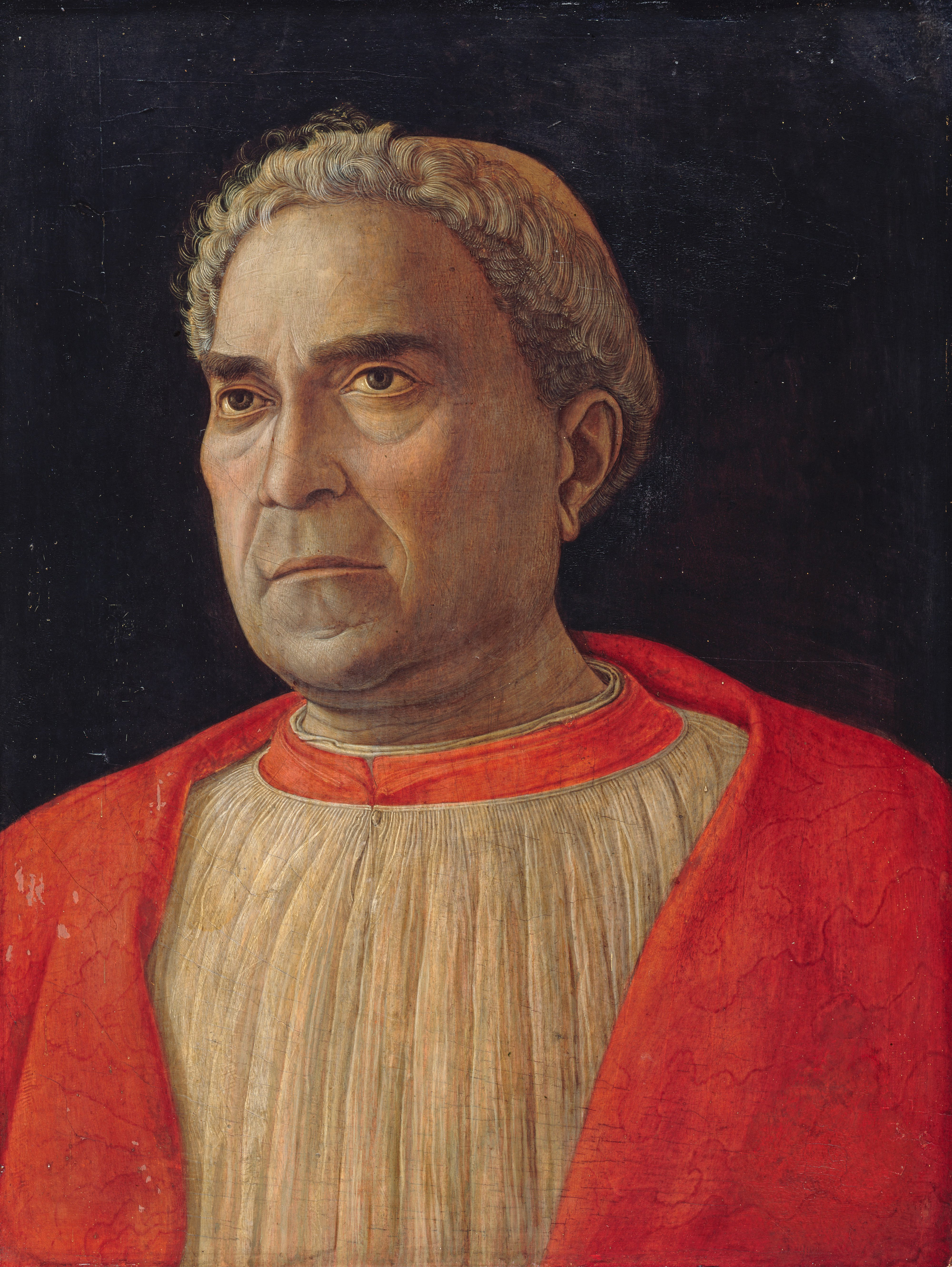
安德烈亞·曼特尼亞的《盧多維科·特萊維桑樞機肖像畫（英语：Portrait of Cardinal Ludovico Trevisan）》，44 × 33cm，約作於1459-1460年，1830年始藏
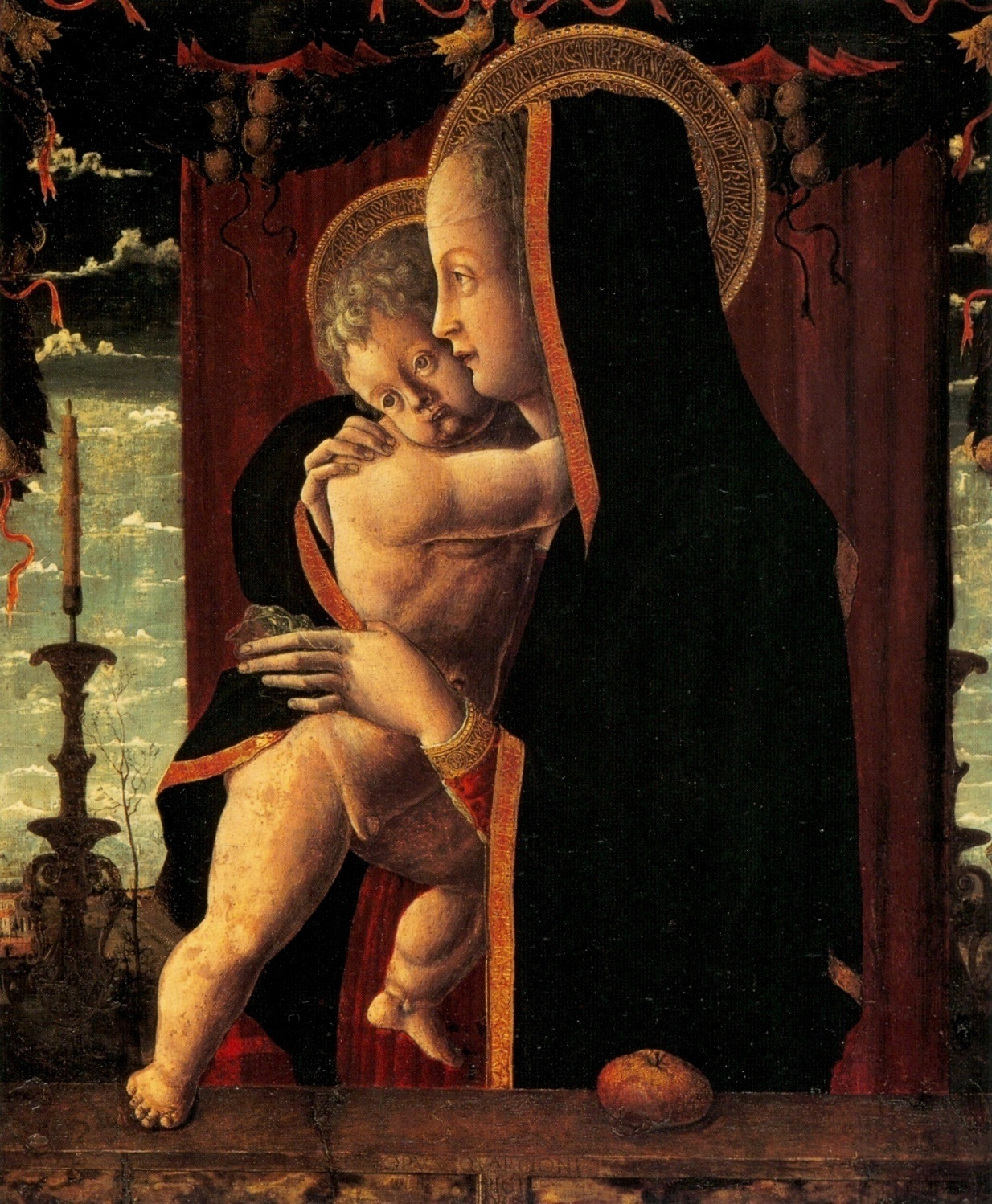
弗朗切斯科·斯夸爾喬內（英语：Francesco Squarcione）的《聖母子（英语：Madonna and Child (Squarcione)）》，82 × 70cm，約作於1460年，1882年購入
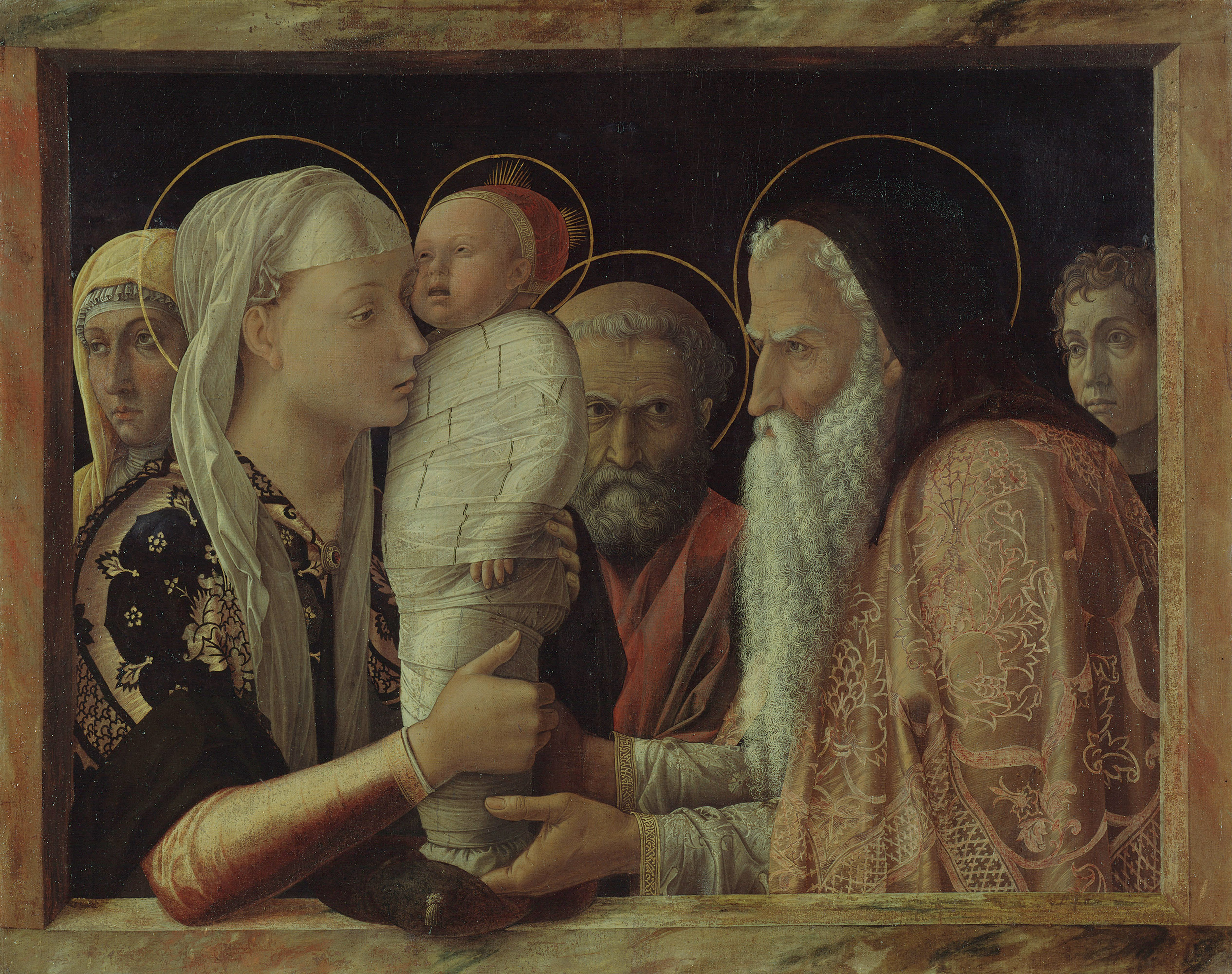
安德烈亞·曼特尼亞的《奉獻基督於聖殿（英语：Presentation at the Temple (Mantegna)）》，69 × 86.3cm，約作於1465-1466年，1821年購入，來自愛德華·索利的收藏
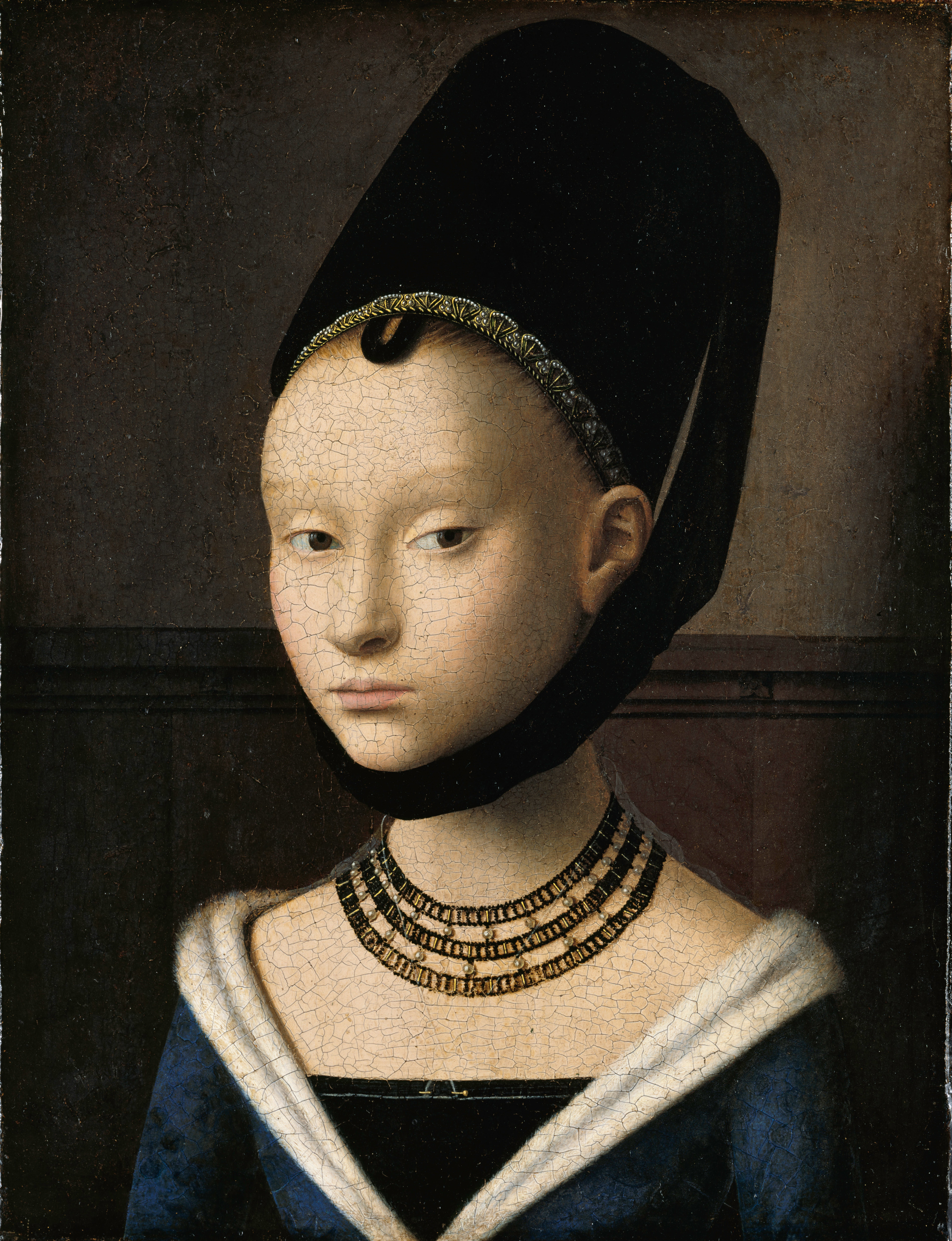
彼得魯斯·克里斯蒂的《少女的肖像》，29 × 22.5cm，約作於1470年，1821年購入，來自愛德華·索利的收藏
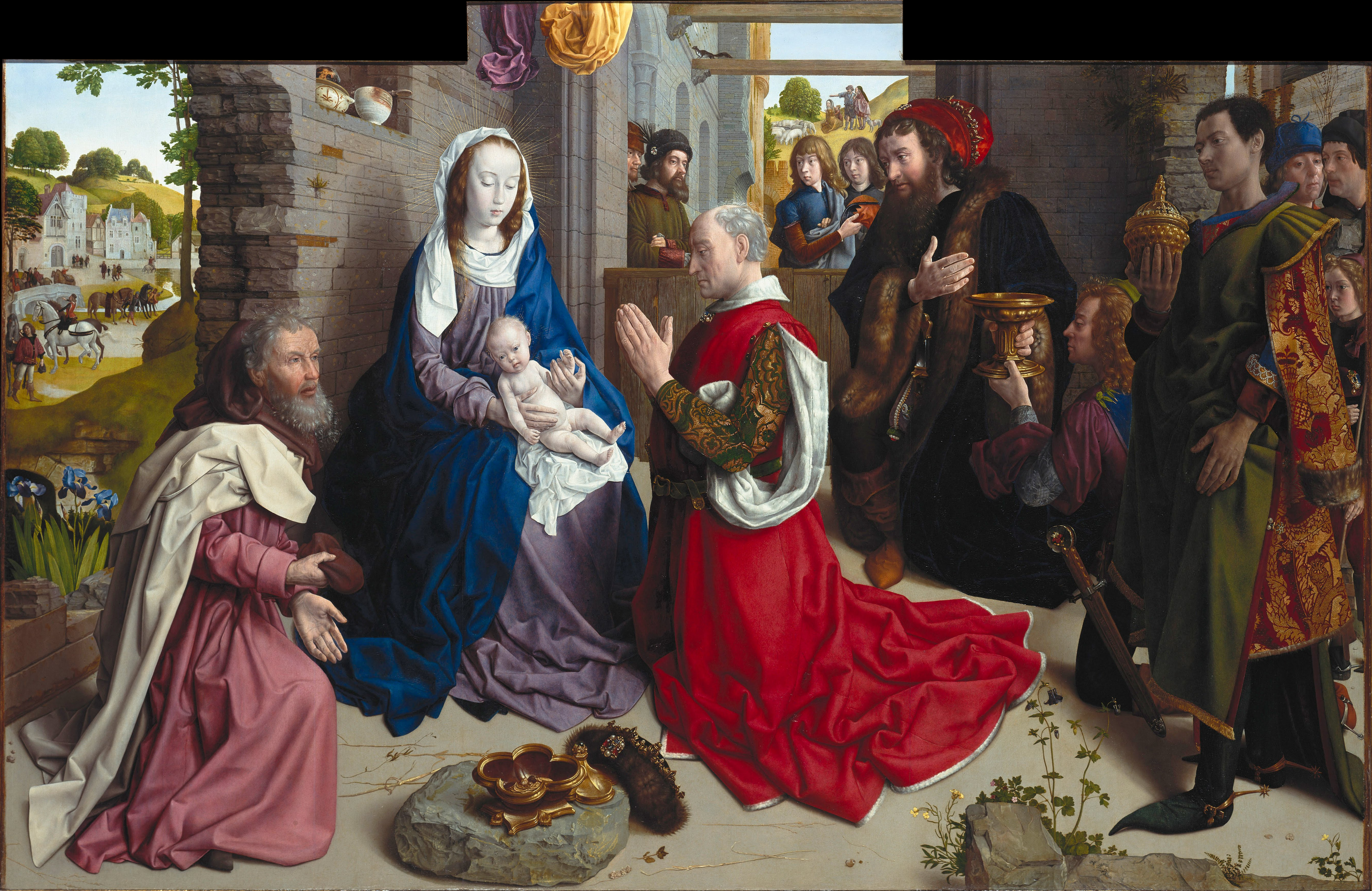
雨果·凡·德·古斯的《蒙福爾特祭壇畫（英语：Monforte Altarpiece）》，147 × 242cm，約作於1470年，1914年購入，來自蒙福爾特德萊莫斯修道院
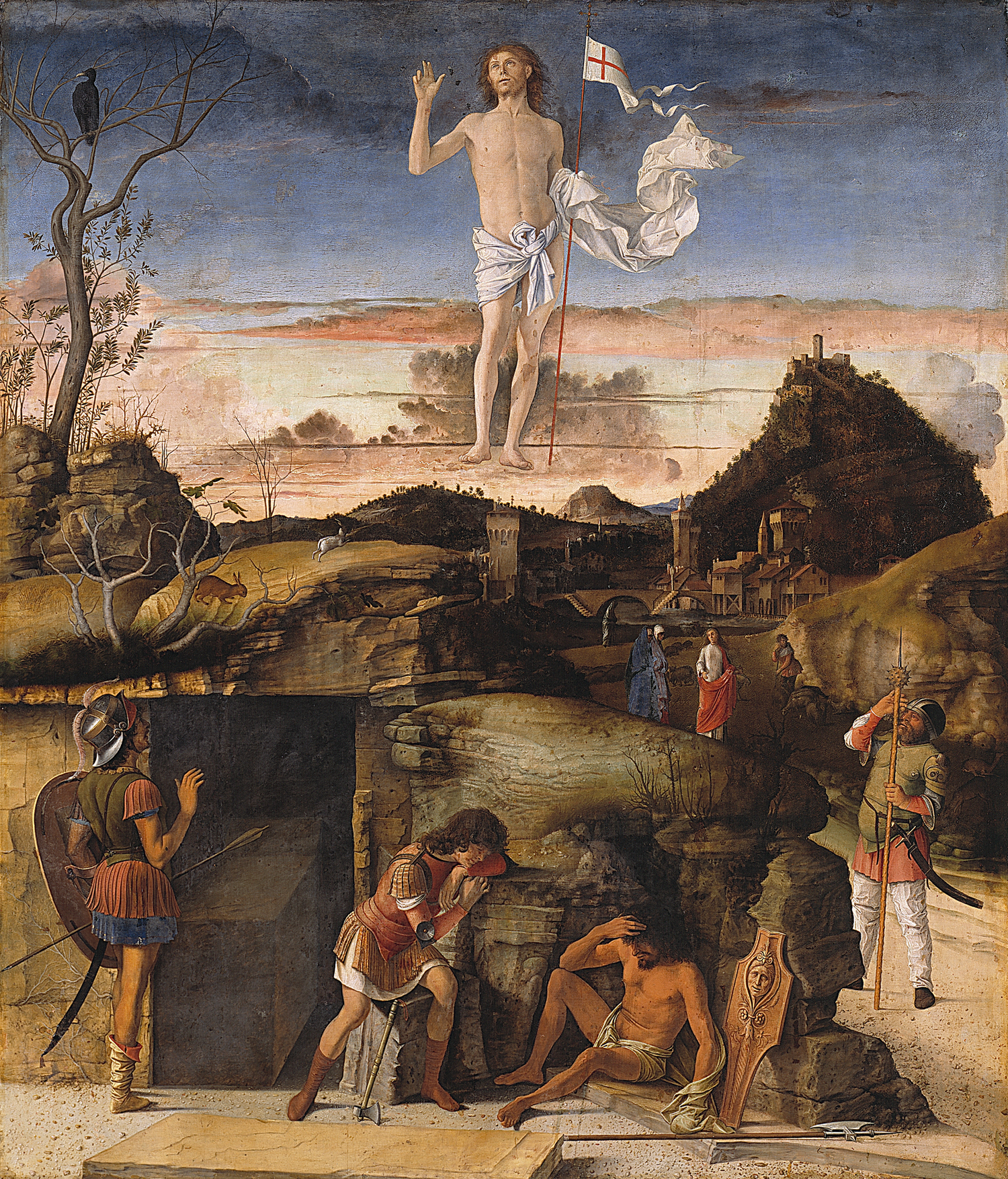
喬瓦尼·貝利尼的《基督復活》，148 × 128.8cm，約作於1475-1479年，1903年購入，來自隆卡利（Roncalli）伯爵的收藏
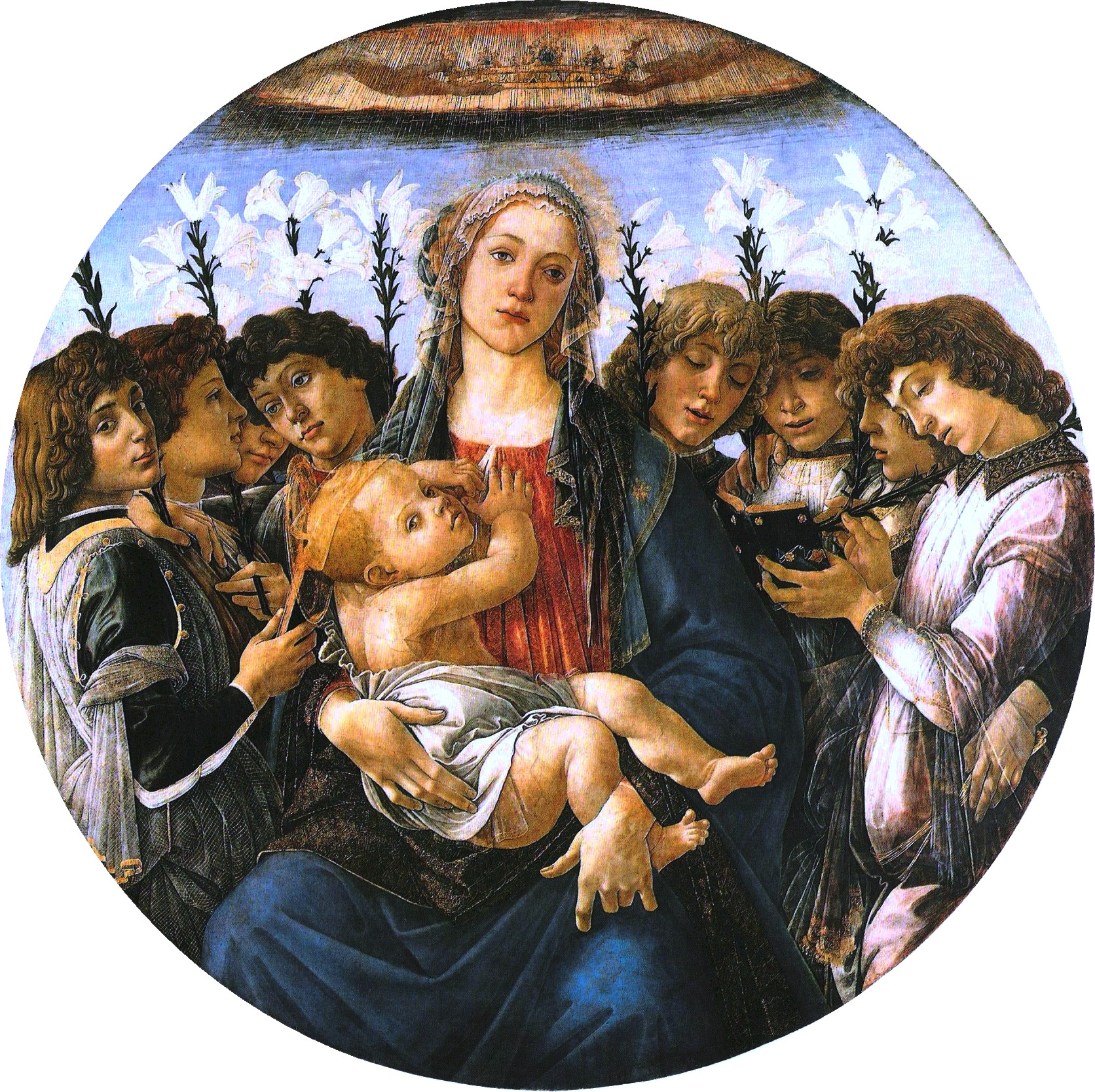
波提且利的《拉欽斯基聖母》（Madonna Raczyński），直徑135cm，約作於1477年，1954年購入，來自愛德華·亞歷山大·拉欽斯基（英语：Edward Aleksander Raczyński）的收藏
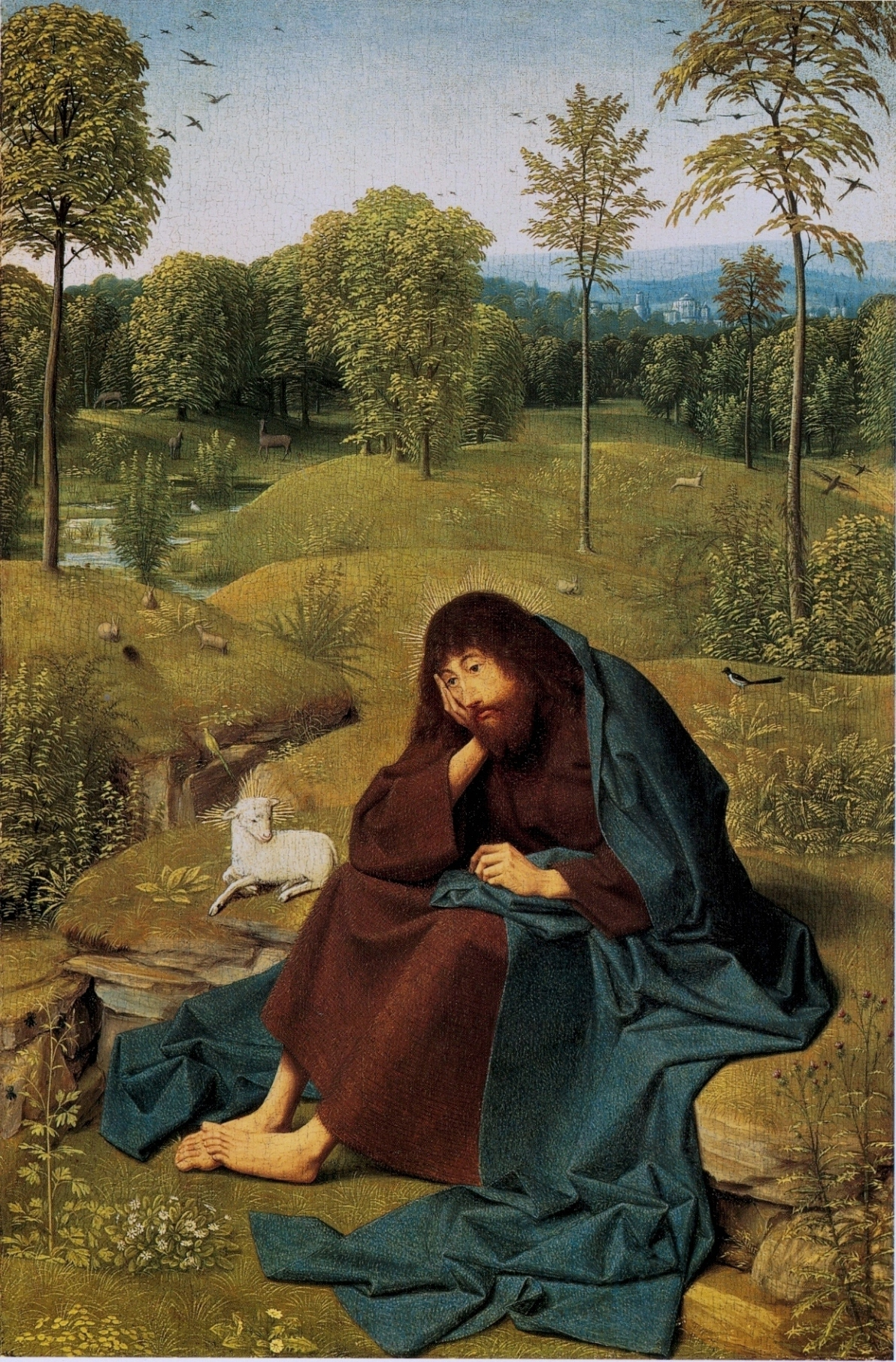
海特亨·托特·聖揚斯的《野地中的施洗約翰（英语：John the Baptist in the Wilderness）》，42 × 28cm，約作於1480-1495年，1902年購入
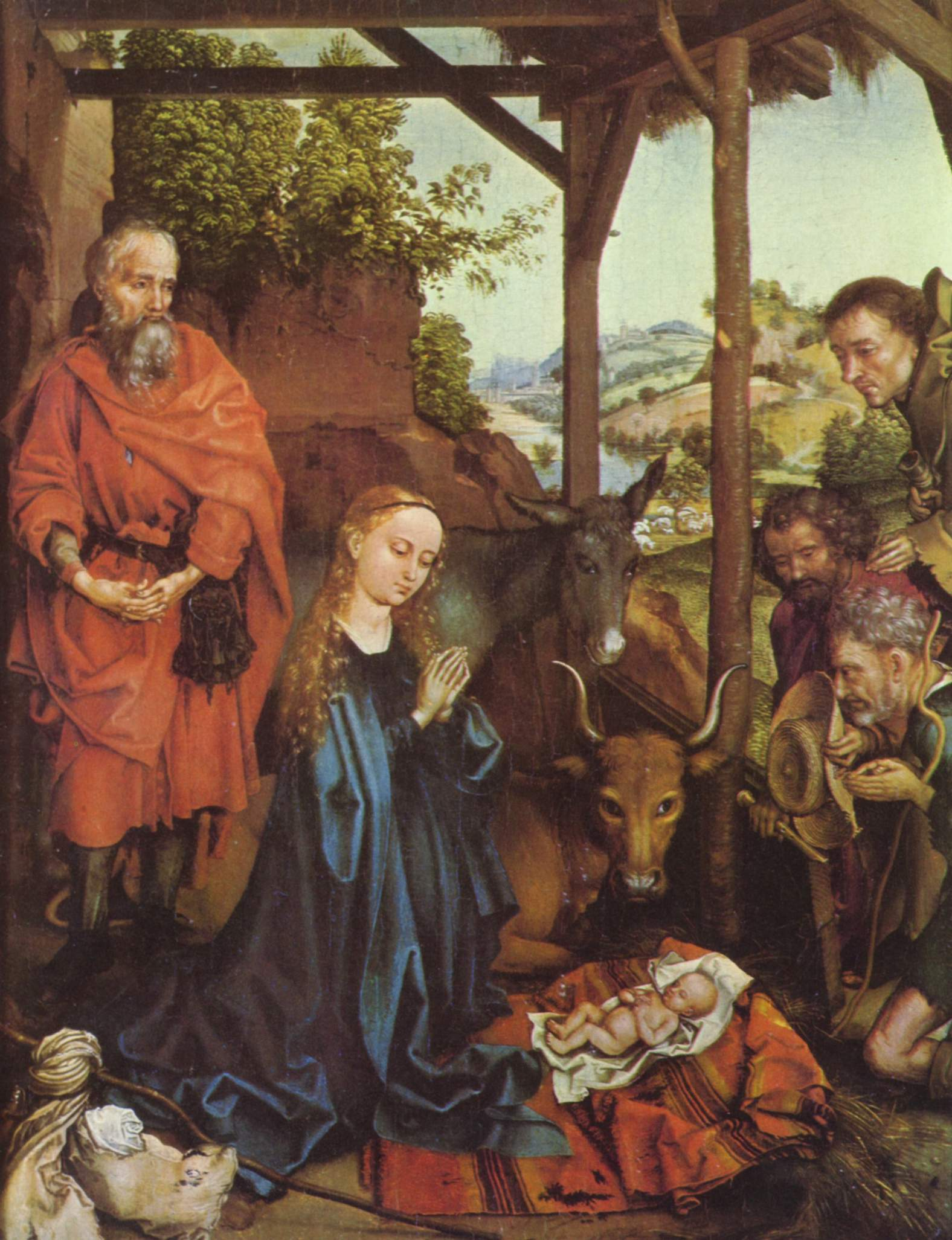
馬丁·松高爾（英语：Martin Schongauer）的《牧羊人的崇拜（英语：Adoration of the Shepherds (Martin Schongauer, Berlin)）》，37.5 × 28cm，約作於1480年，1902年始藏
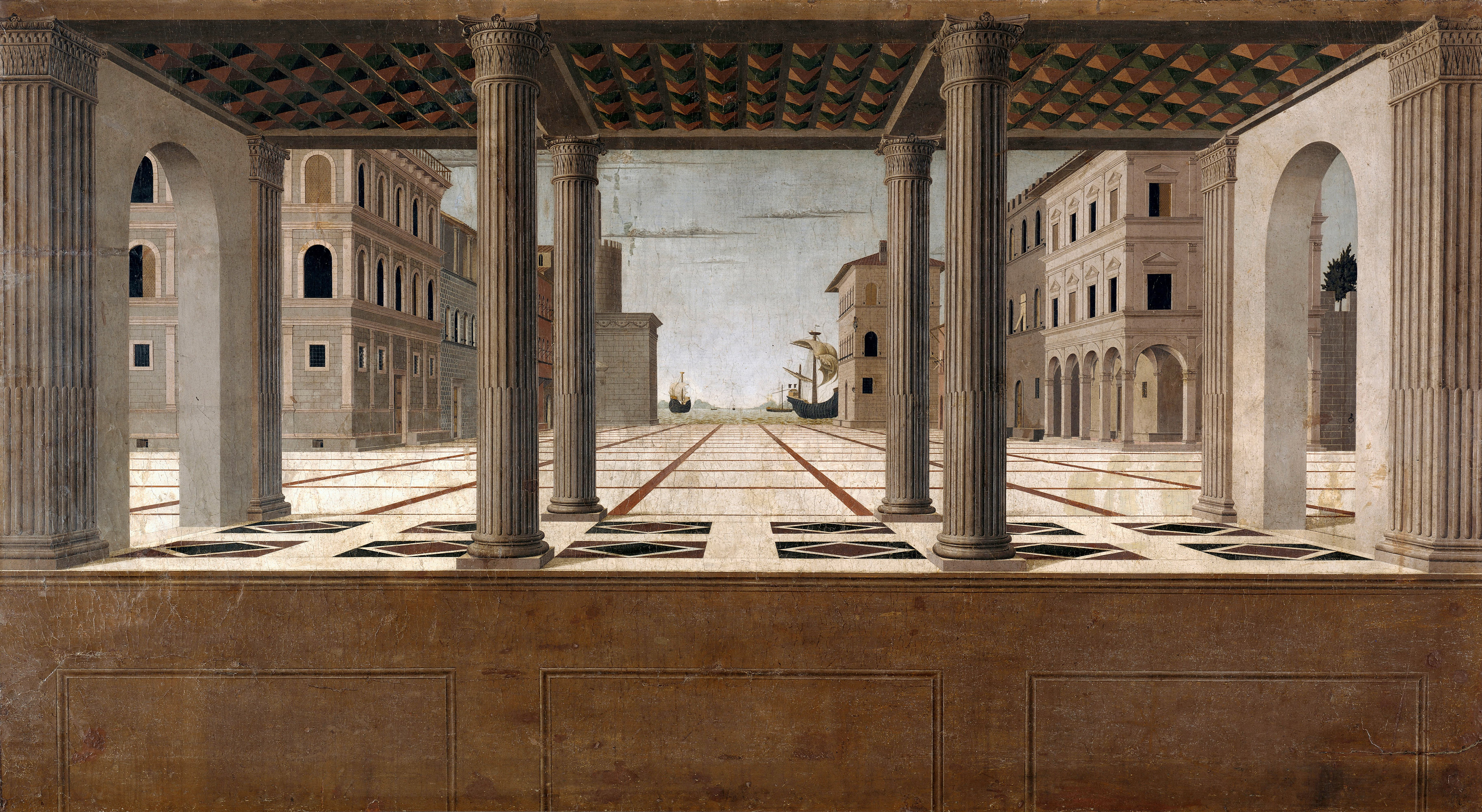
弗朗切斯科·迪·喬吉奧·馬爾蒂尼（英语：Francesco di Giorgio Martini）的《理想城市》（Idealstadt），131 × 233cm，約作於1490-1500年，1896年始藏
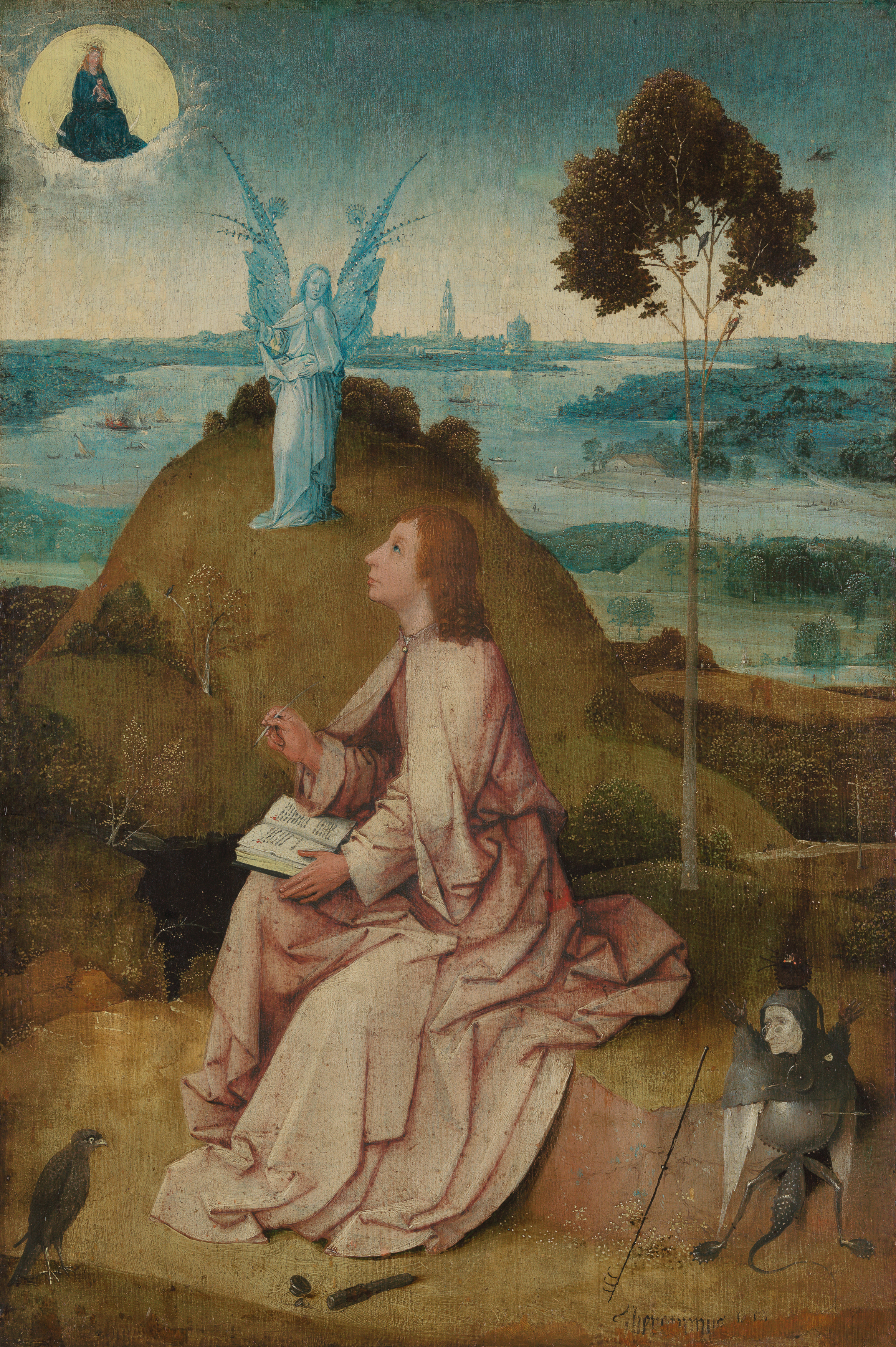
耶羅尼米斯·波希的《帕特莫斯島上的施洗約翰（英语：St. John the Evangelist on Patmos）》，63 × 43.3cm，約作於1500年，1907年購入，來自威廉·富勒-梅特蘭（英语：William Fuller-Maitland）的收藏
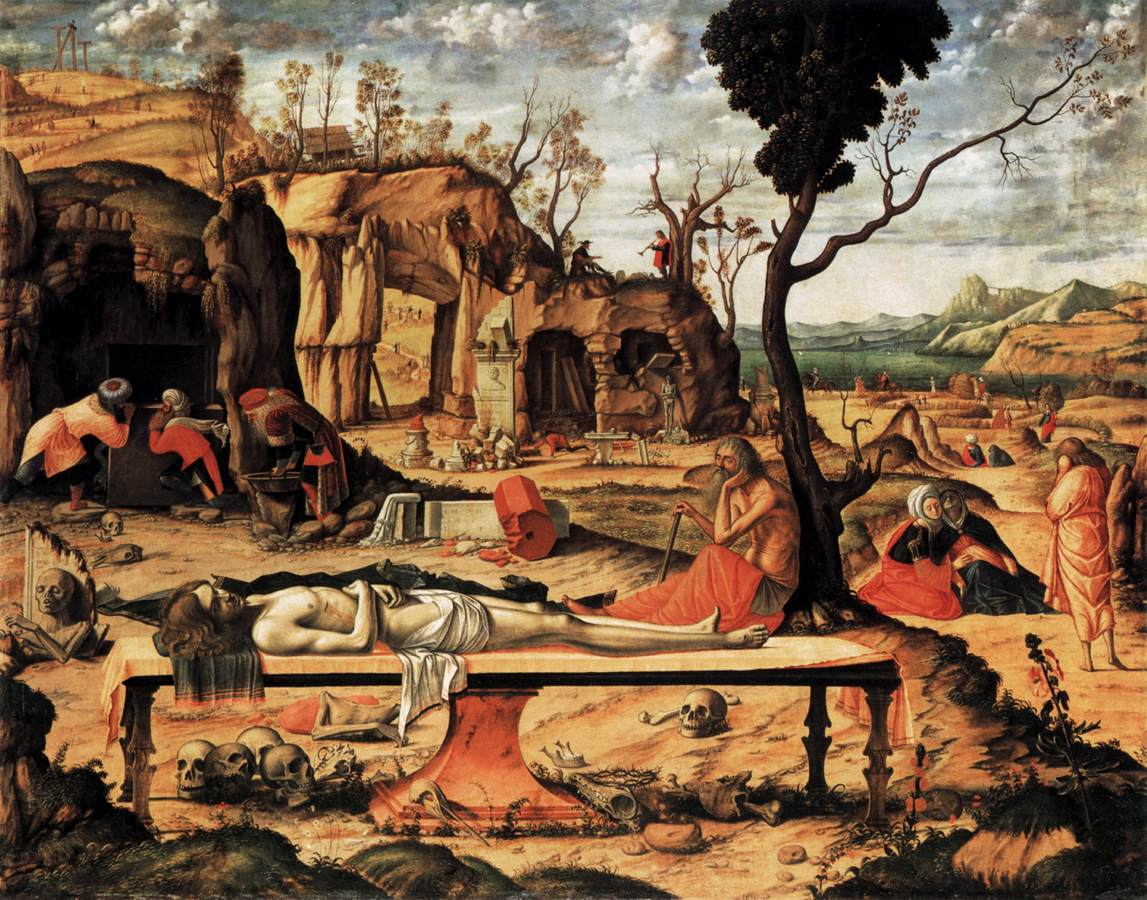
維托雷·卡帕齊奧的《埋葬基督（義大利語：Cristo morto (Carpaccio)）》，145 × 185cm，約作於1505年，1905年購入，來自費拉拉羅貝爾托·卡諾尼齊（Roberto Canonici）的收藏
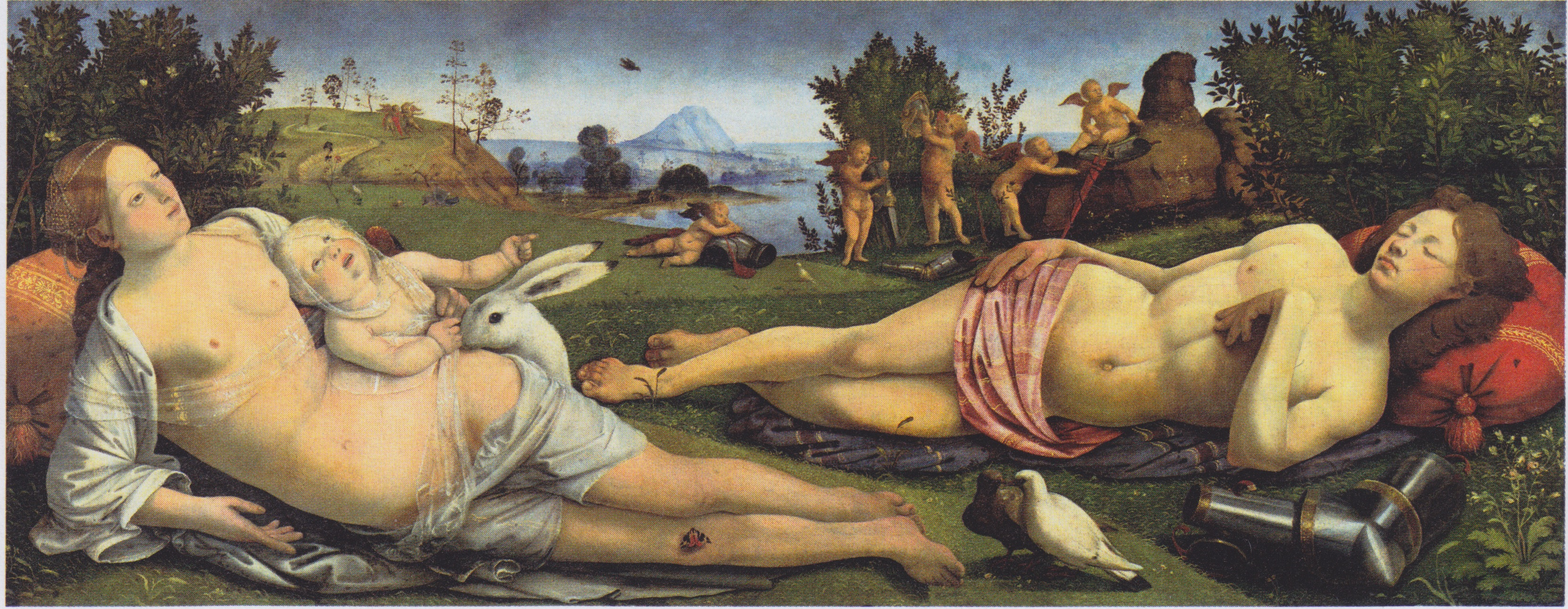
皮耶羅·迪·科西莫的《維納斯、戰神與邱比特（英语：Venus, Mars and Cupid）》，72 × 182cm，約作於1505年，1828年購入，來自瓦薩里的收藏
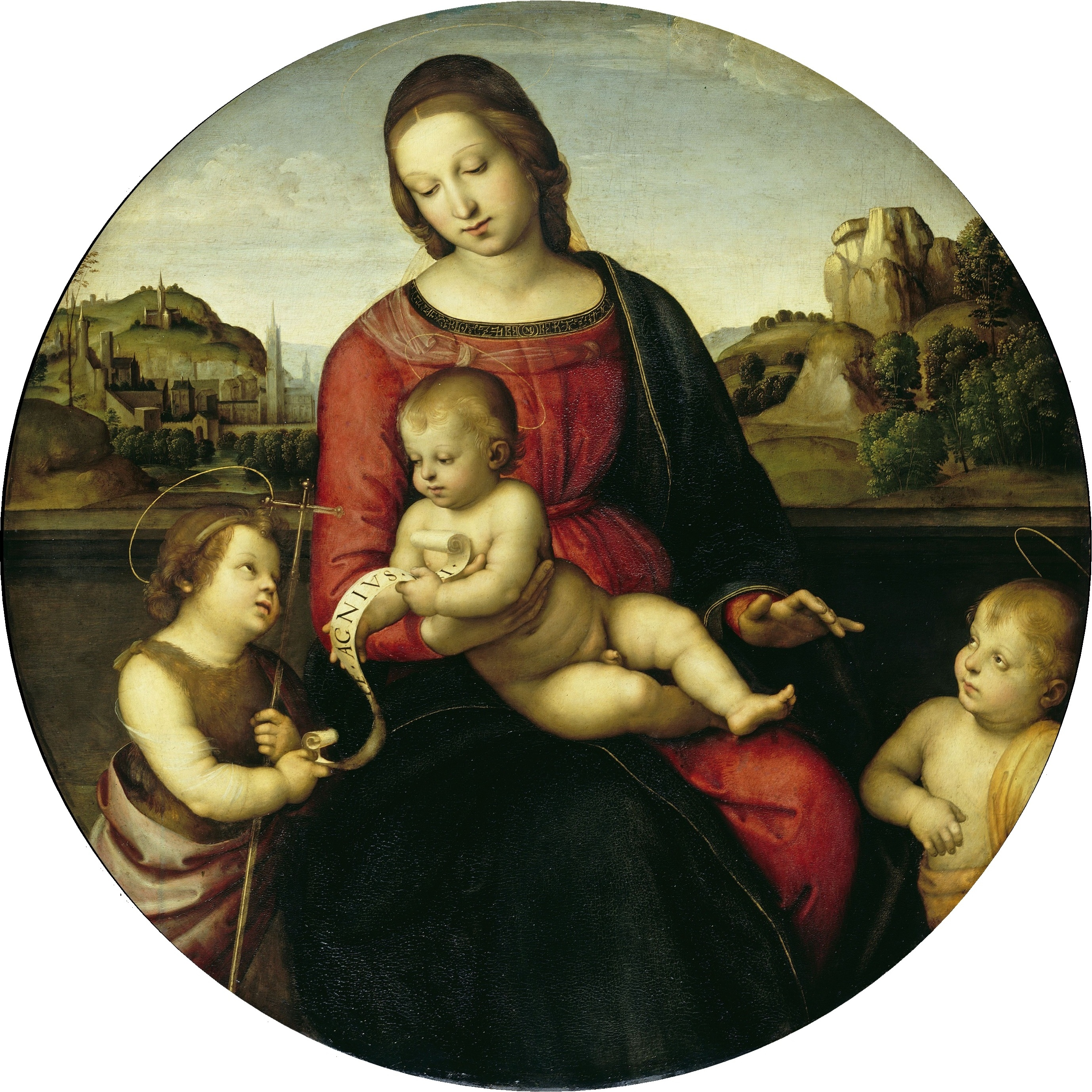
拉斐爾的《特拉諾瓦聖母（英语：Terranuova Madonna）》，直徑87cm，約作於1505年，1854年購入，來自特拉諾瓦公爵的收藏
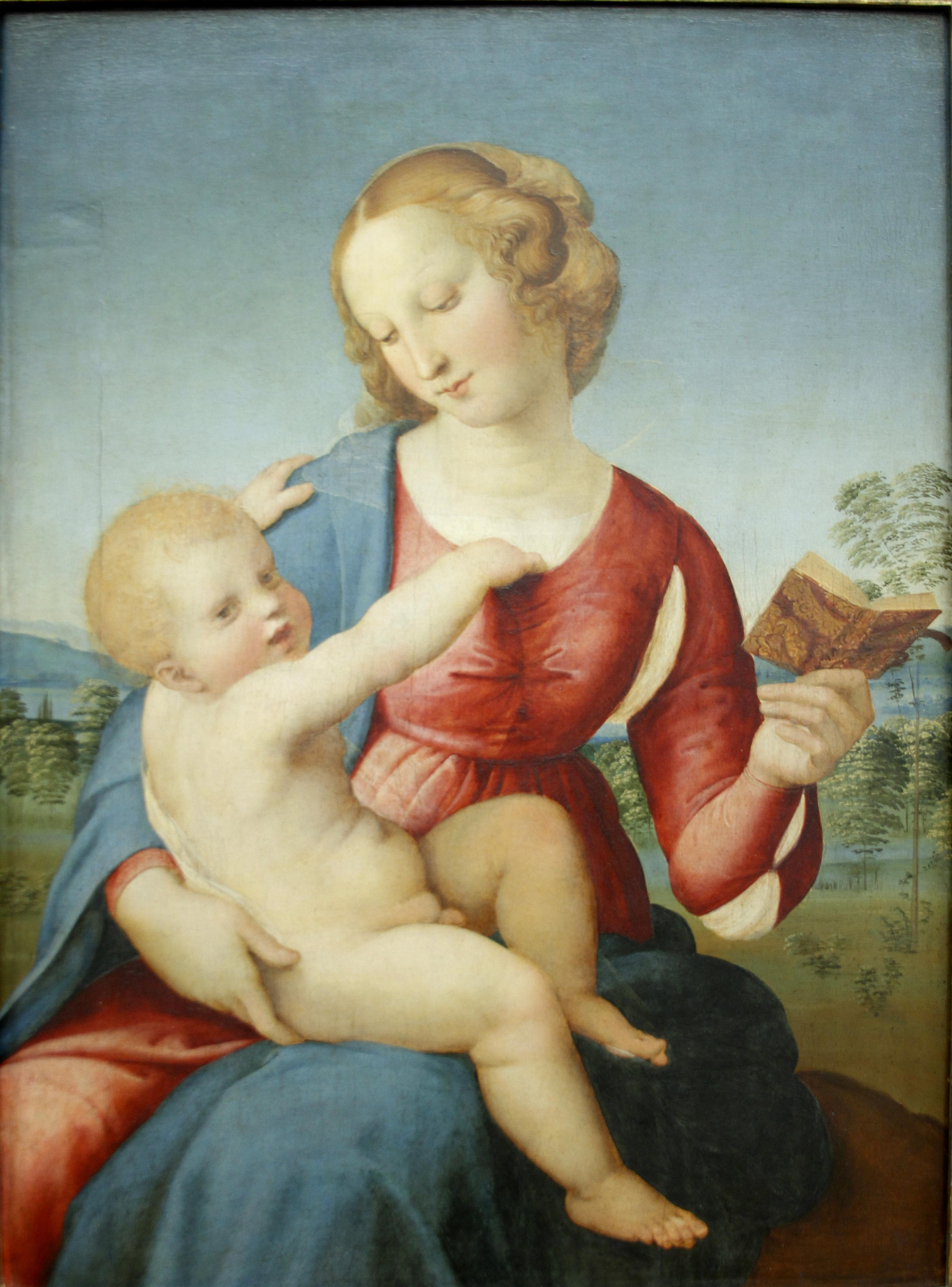
拉斐爾的《科隆納聖母（英语：Colonna Madonna）》，77.5 × 56.5cm，約作於1508年，1827年購入，來自瑪麗亞·蘭特·蒙特費爾特羅·德拉·羅維雷（Maria Lante Montefeltro della Rovere）公爵夫人的收藏
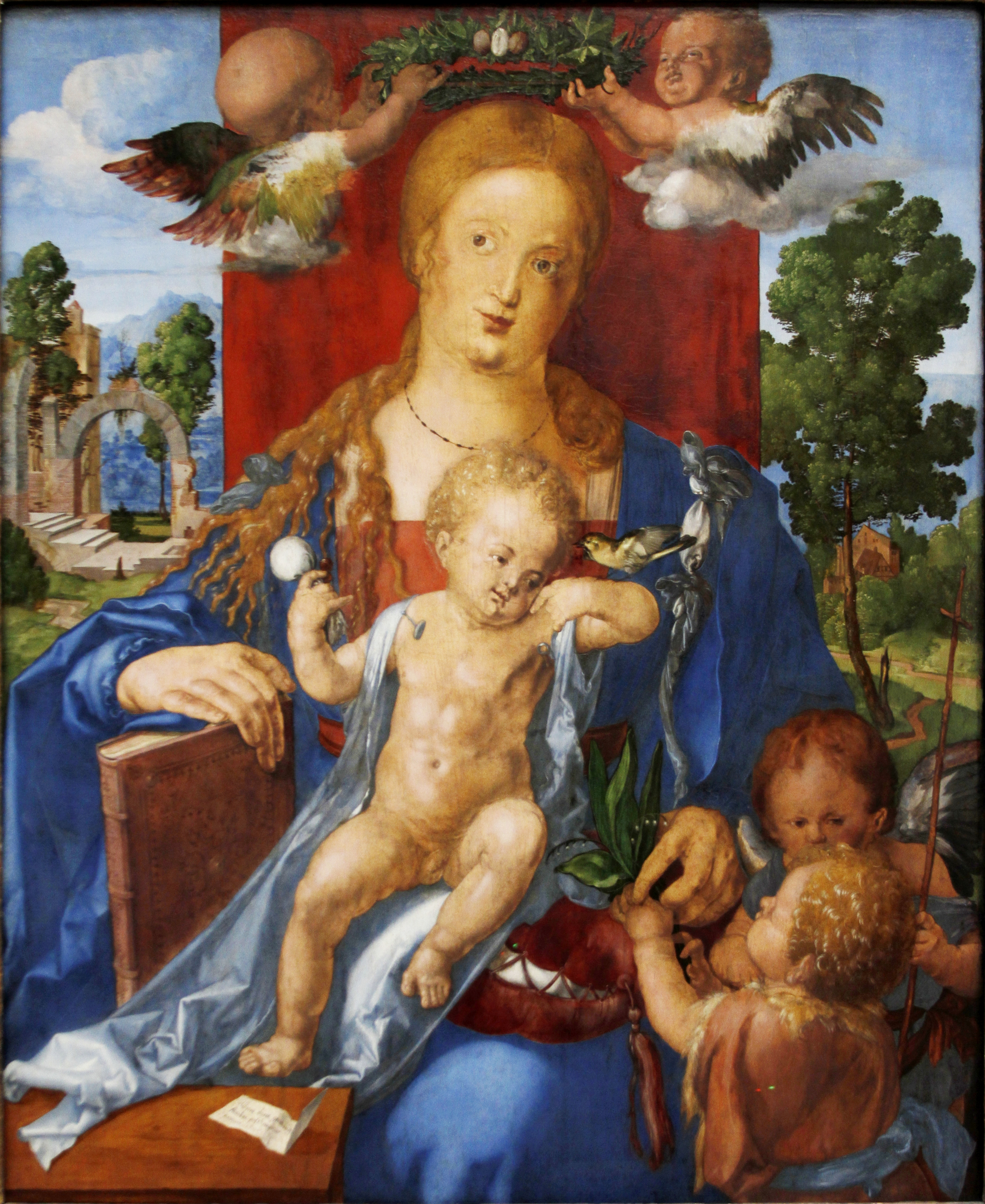
杜勒的《黃雀聖母（義大利語：Madonna del Lucherino）》，91 × 76cm，約作於1506年，1893年購入
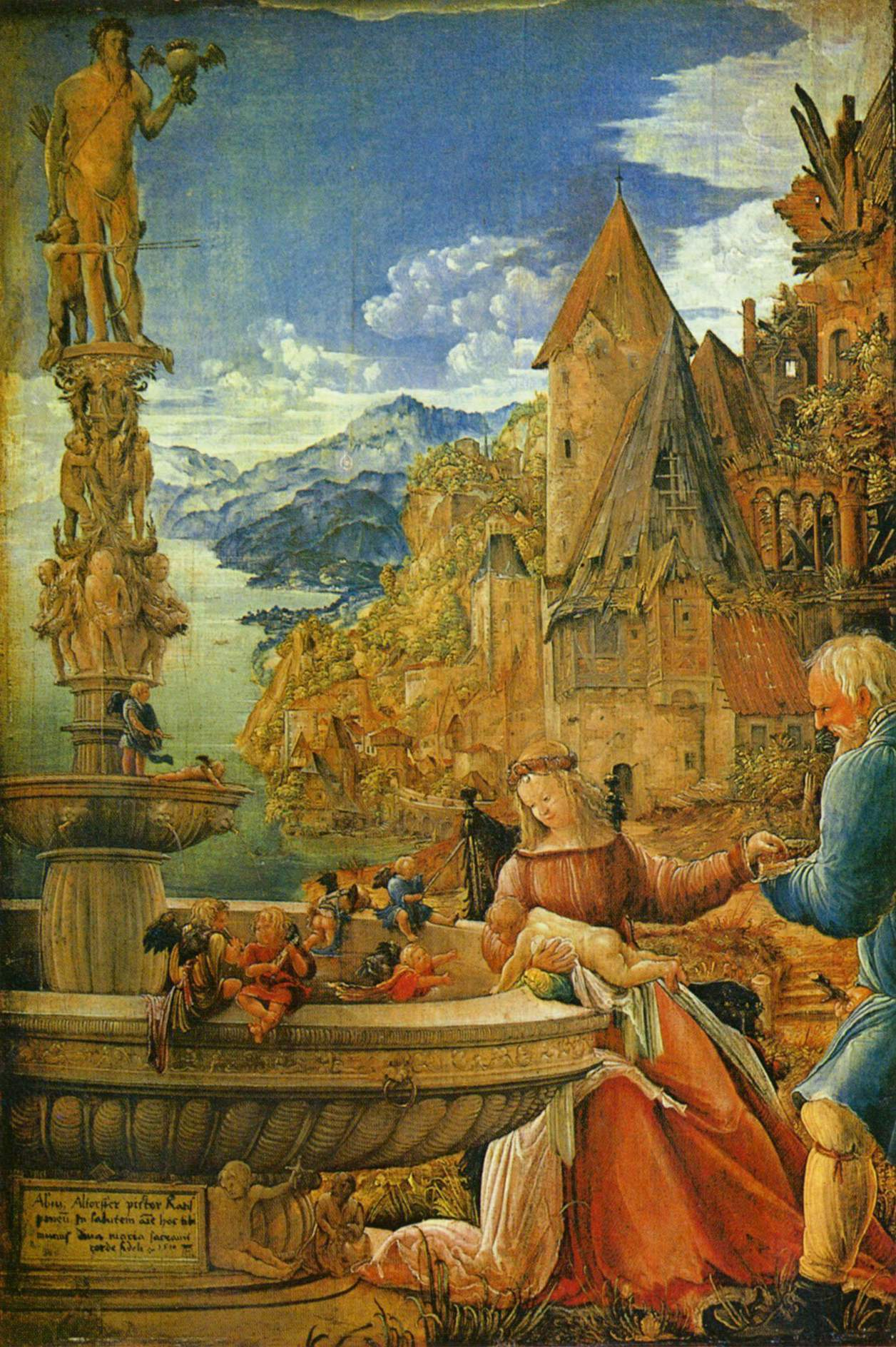
阿爾布雷希特·阿爾特多費的《噴泉旁的聖家族》（Ruhe auf der Flucht nach Ägypten），57 × 38cm，約作於1510年，1876年購入
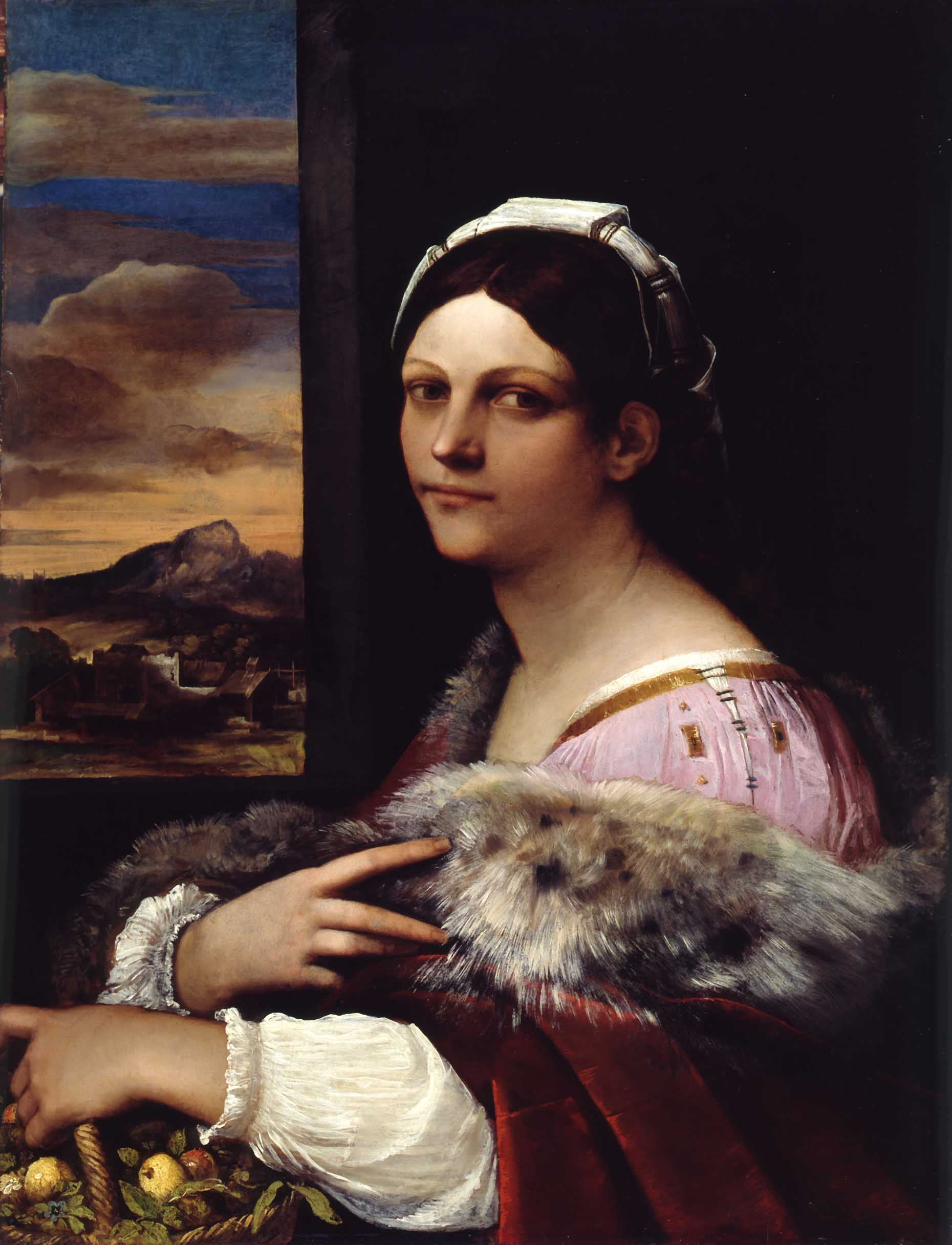
塞巴斯蒂亞諾·德爾·皮翁博的《聖女多羅德（英语：Saint Dorothy (painting)）》，78 × 61cm，約作於1512-1513年，1885年購入
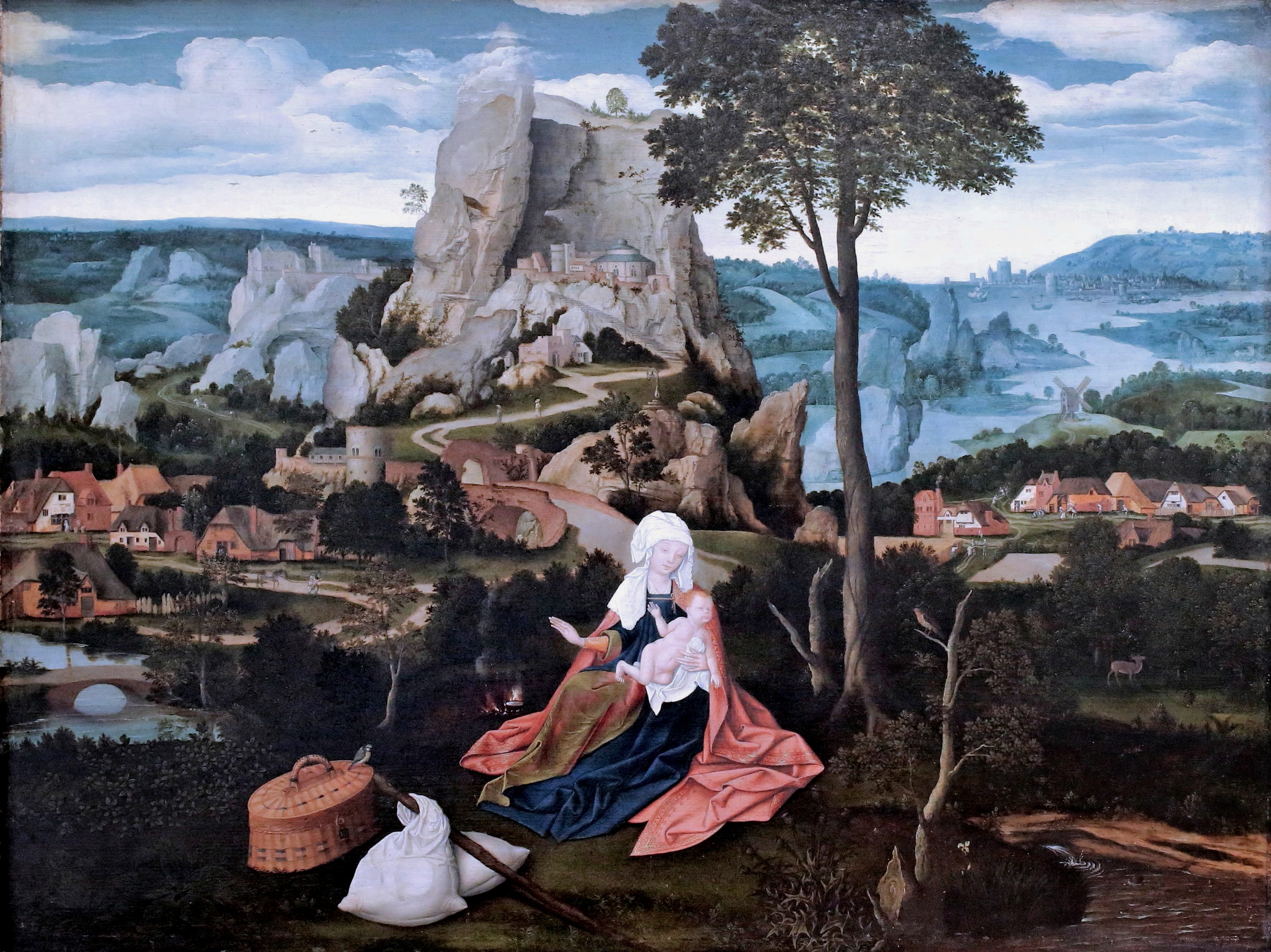
約阿希姆·帕提尼爾（英语：Joachim Patinir）的《在逃往埃及途中休息（英语：Rest on the Flight into Egypt (Patinir)）》，62 × 78cm，約作於1520年，1821年購入，來自愛德華·索利的收藏
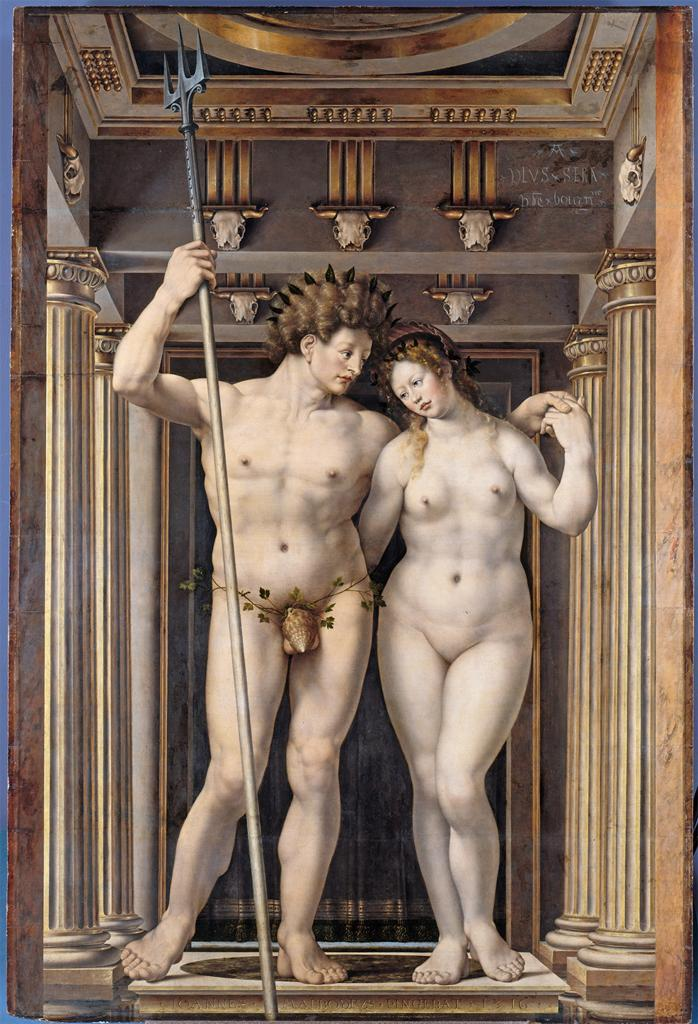
揚·胡薩特（英语：Jan Gossaert）的《尼普頓與安菲特里忒》（Neptun und Amphitrite），188 × 124cm，約作於1516年，1821年購入，來自愛德華·索利的收藏
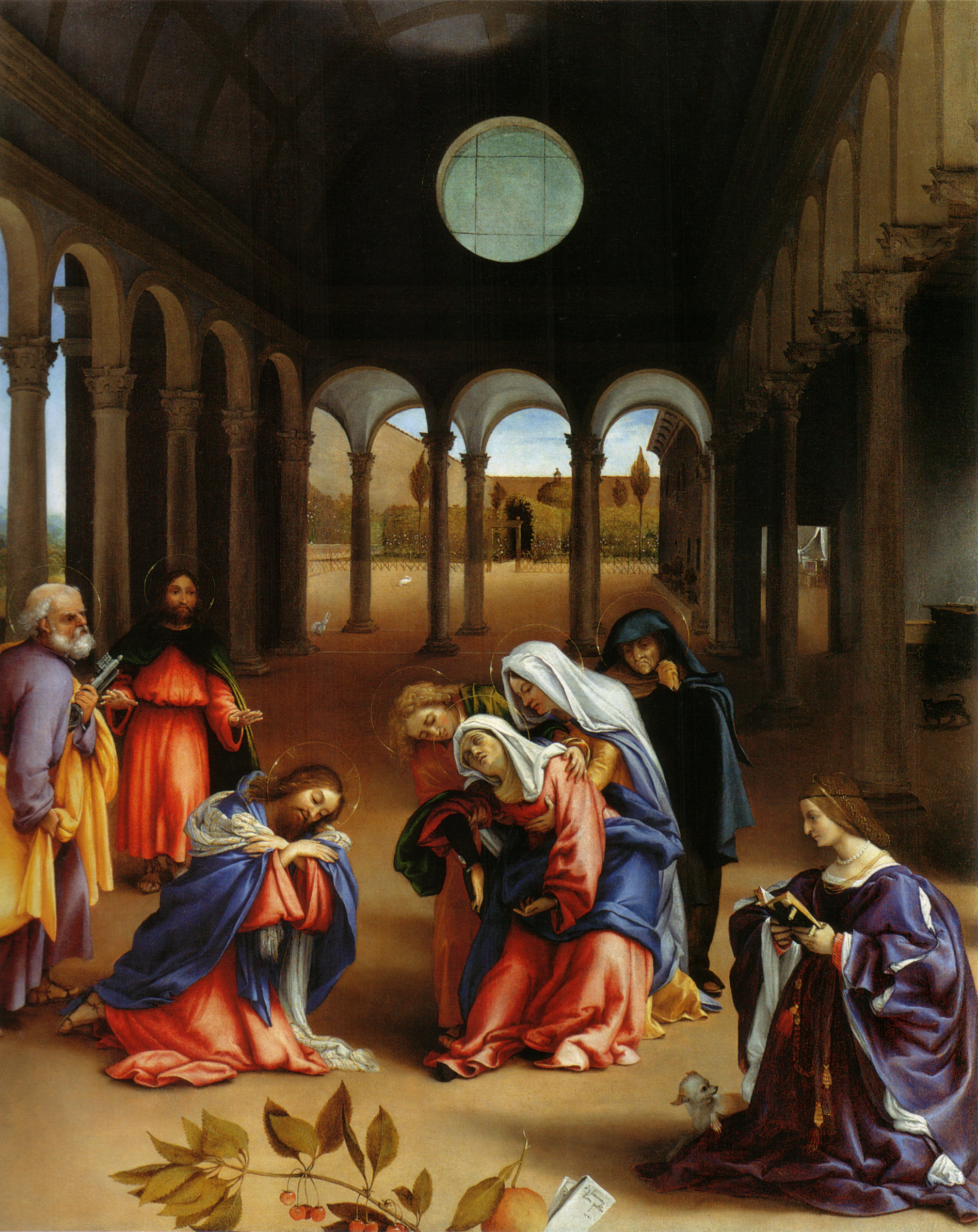
羅倫佐·洛托（英语：Lorenzo Lotto）的《基督辭別母親（英语：Christ Taking Leave of his Mother (Lotto)）》，126 × 99cm，約作於1521年，1821年購入，來自愛德華·索利的收藏
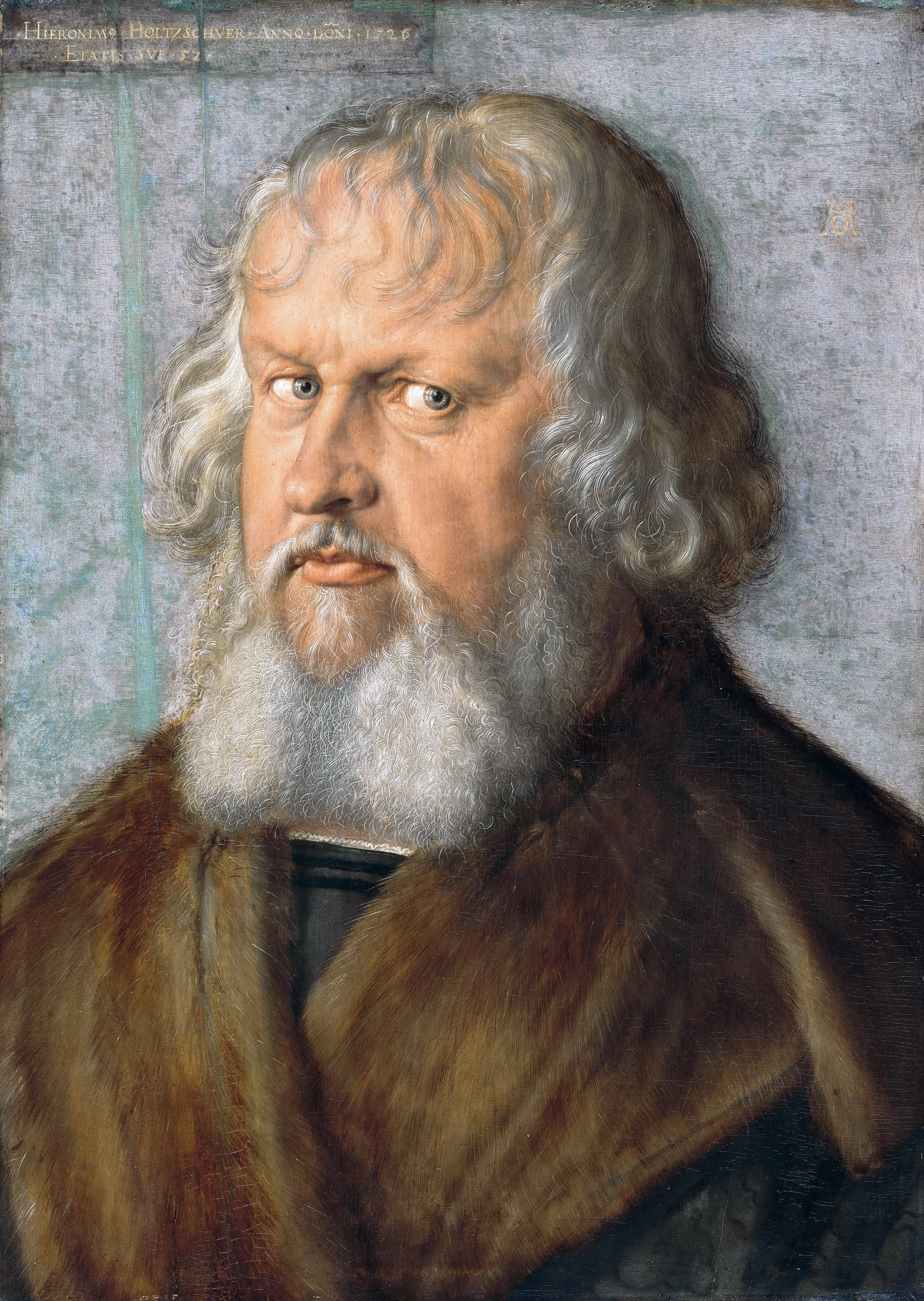
杜勒的《希羅尼穆斯·霍爾茨舒爾肖像》，48 × 36cm，約作於1526年，1882年購入，來自霍爾茨舒爾家族的收藏
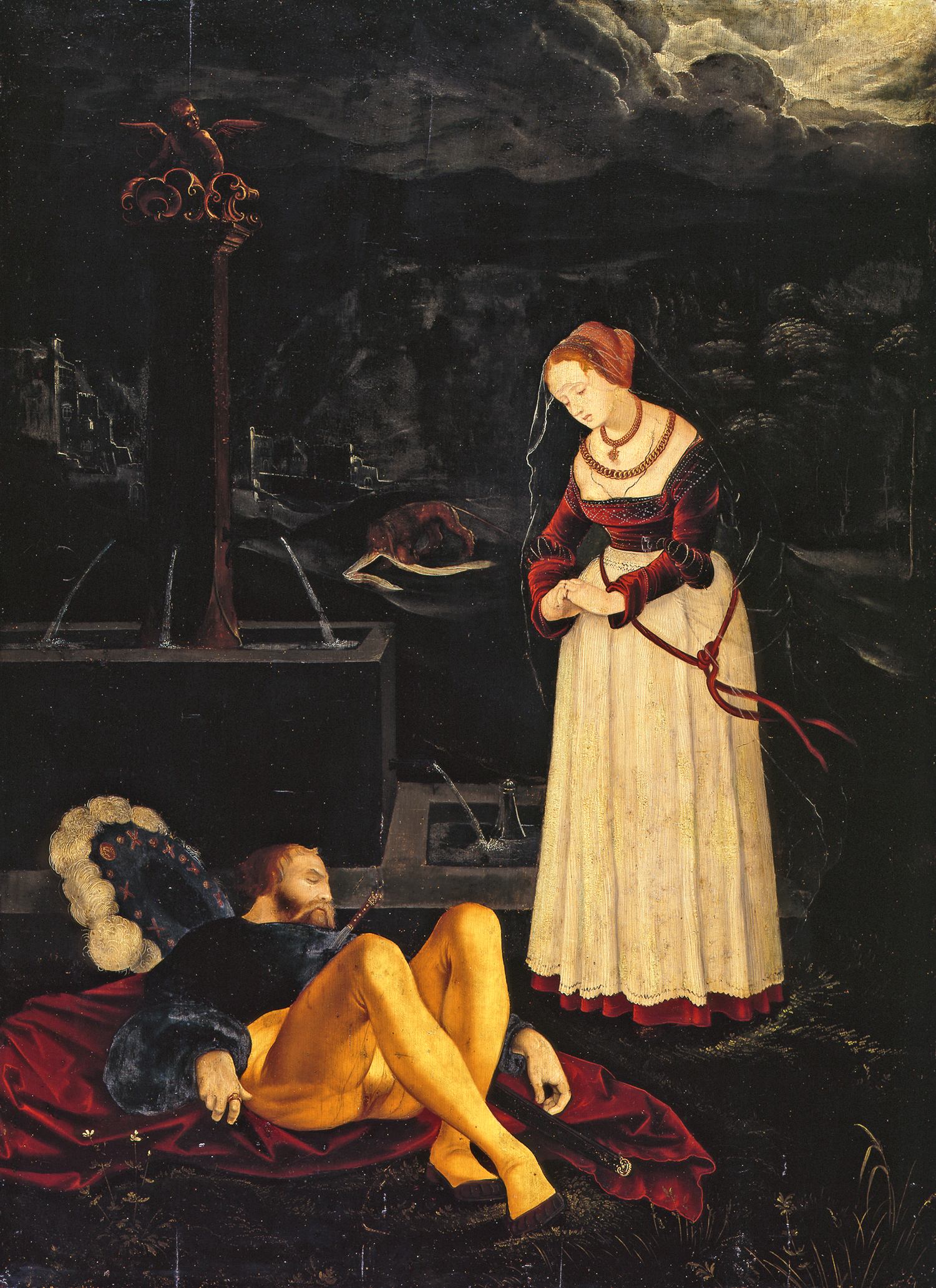
漢斯·巴爾東·格里恩的《畢拉穆斯與緹絲碧》（Pyramus und Thisbe），92.6 × 69.5cm，約作於1530年，1920年始藏
小漢斯·霍爾拜因的《喬治·吉斯肖像畫（英语：Portrait of Georg Giese）》，97.5 × 86cm，約作於1532年，1821年購入，來自愛德華·索利的收藏[43]
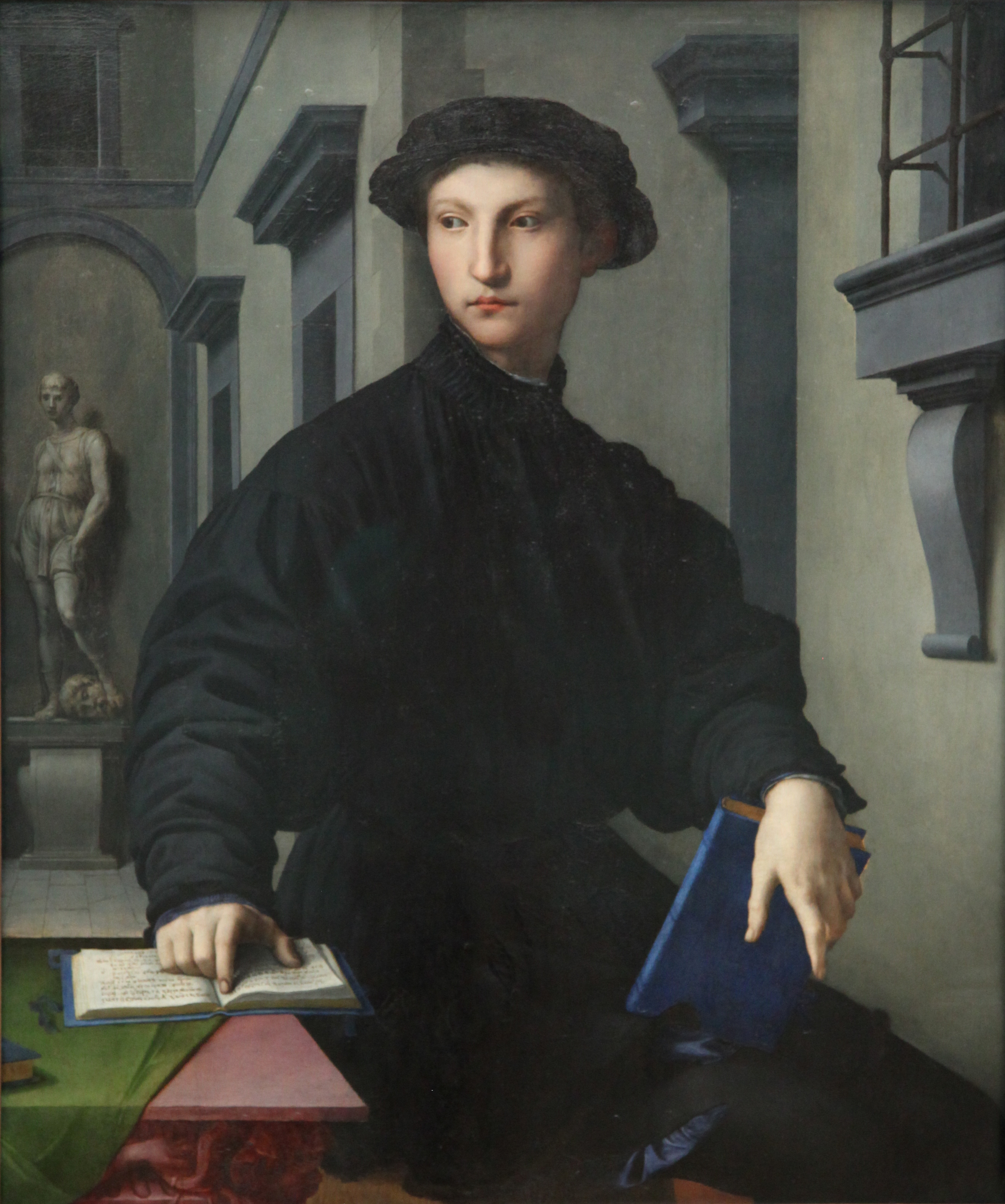
布龍齊諾的《烏戈利諾·馬爾泰利肖像畫（英语：Portrait of Ugolino Martelli）》，102 × 85cm，約作於1537-1538年，1878年始藏
老盧卡斯·克拉納赫的《青春之泉（英语：The Fountain of Youth (Cranach)）》，122.5 × 186.5cm，約作於1546年，來自普魯士的王室收藏[45]
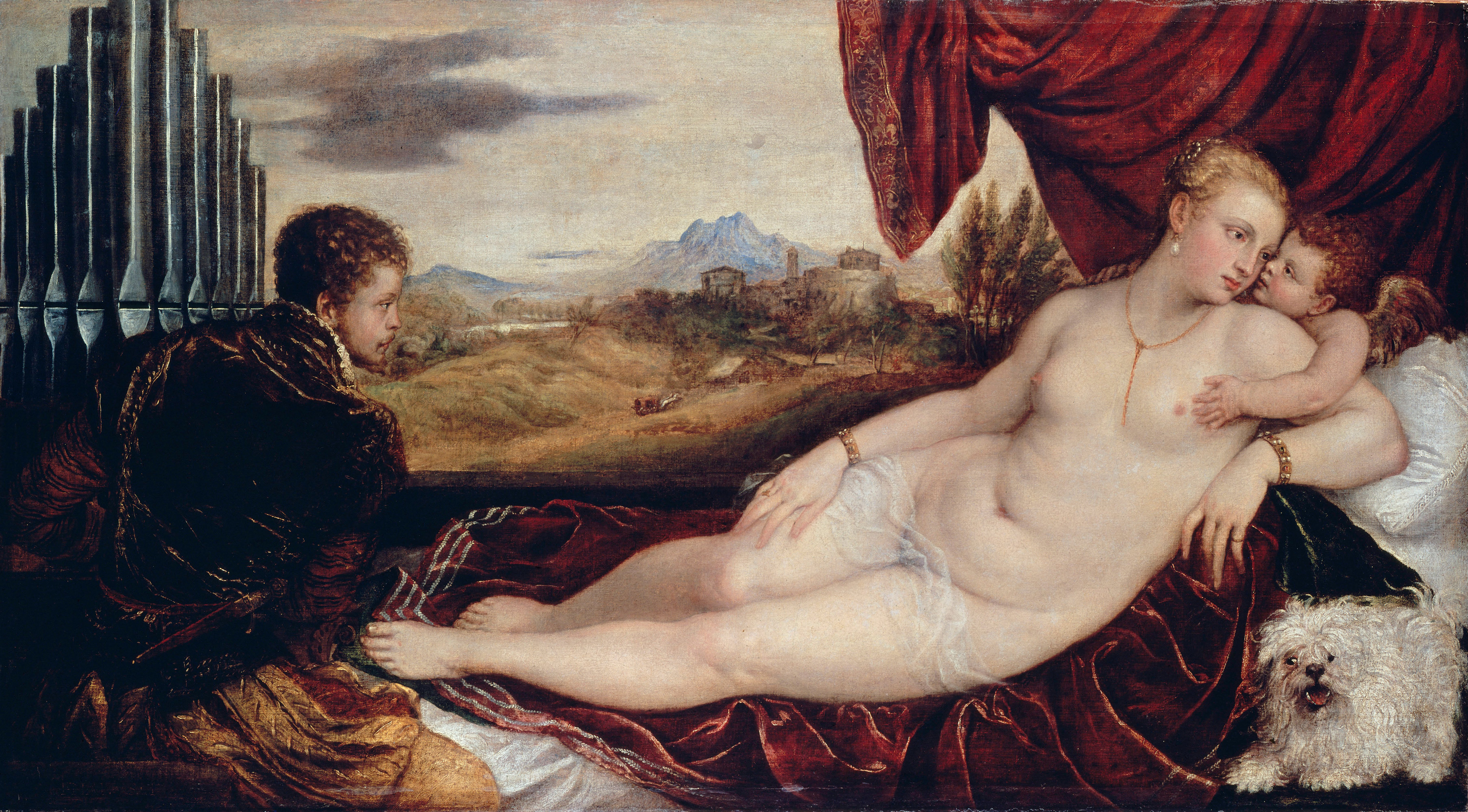
提香的《維納斯與管風琴演奏家（日语：ヴィーナスとオルガン奏者 (ベルリン絵画館)）》，115 × 210cm，約作於1560-1562年，1918年購入，來自義大利私人收藏
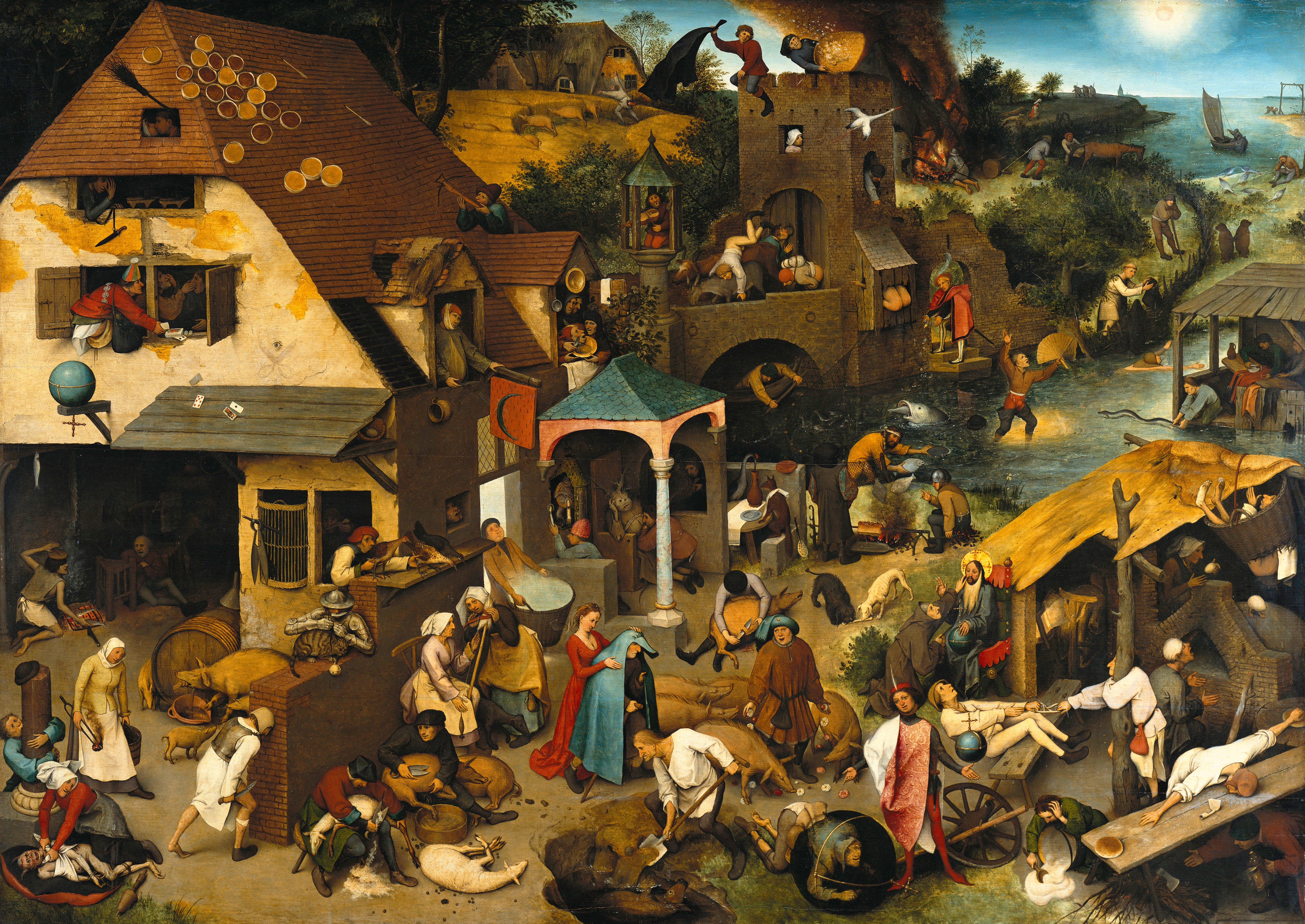
老彼得·布勒哲爾的《尼德蘭箴言》，117 × 163cm，約作於1589年，1914年始藏，來自英國私人收藏
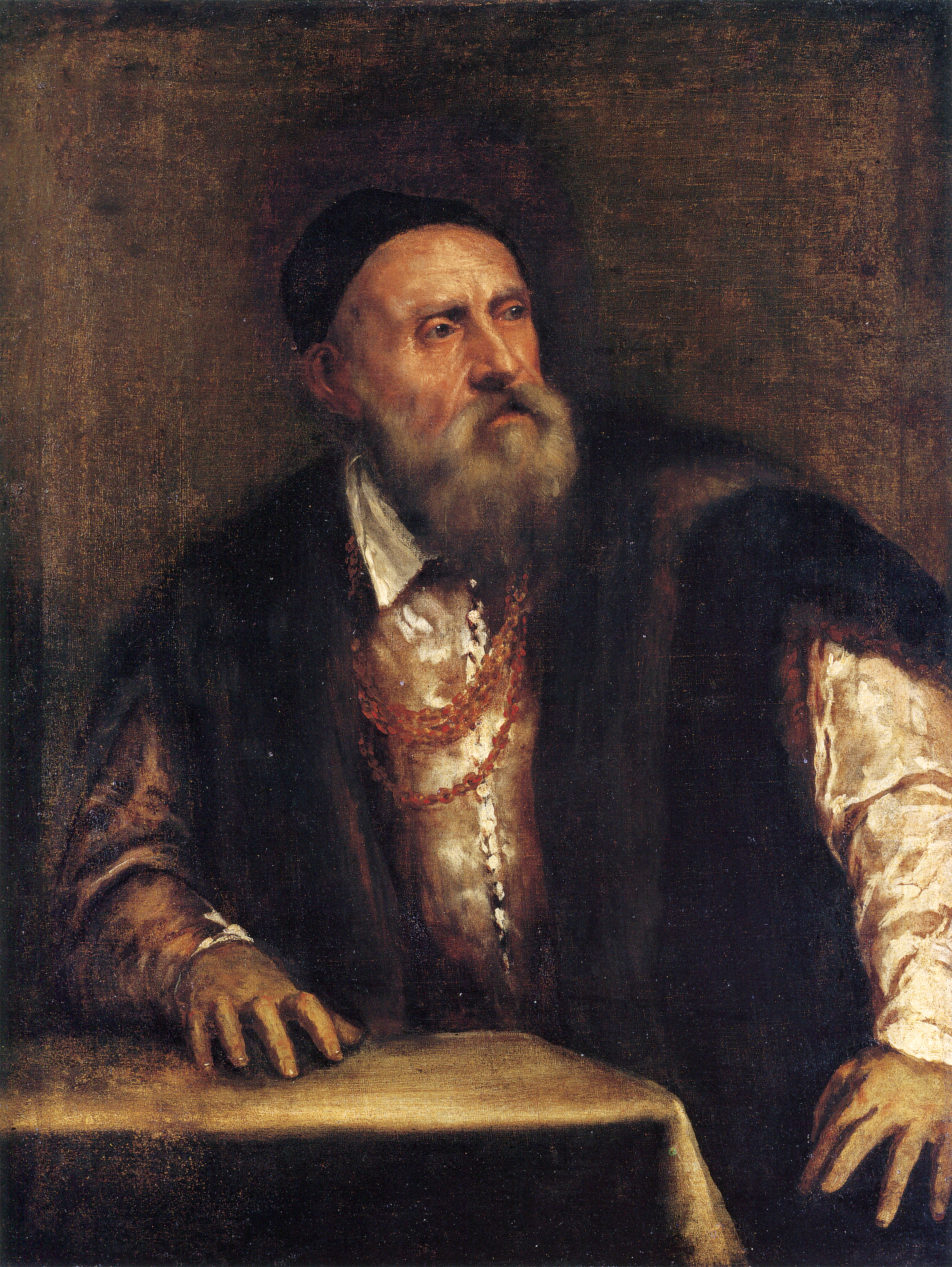
提香的《自畫像（英语：Self-Portrait (Titian, Berlin)）》，96 × 75cm，約作於1562年，1821年購入，來自愛德華·索利的收藏
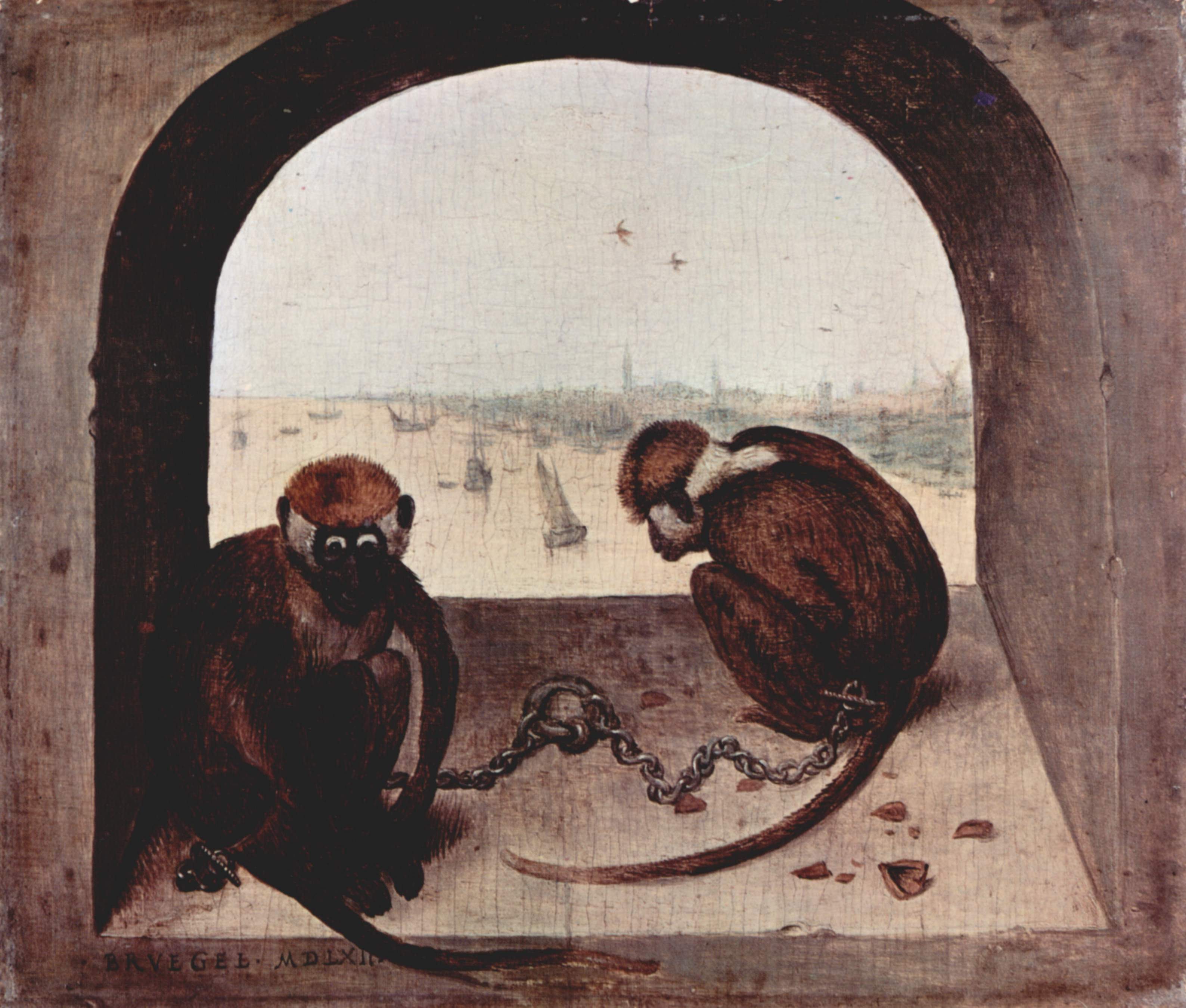
老彼得·布勒哲爾的《兩隻猴子（英语：Two Monkeys (Bruegel)）》，20 × 23cm，約作於1562年，1931年購入，來自安特衛普 彼得·史蒂文斯（Peter Stevens）的收藏
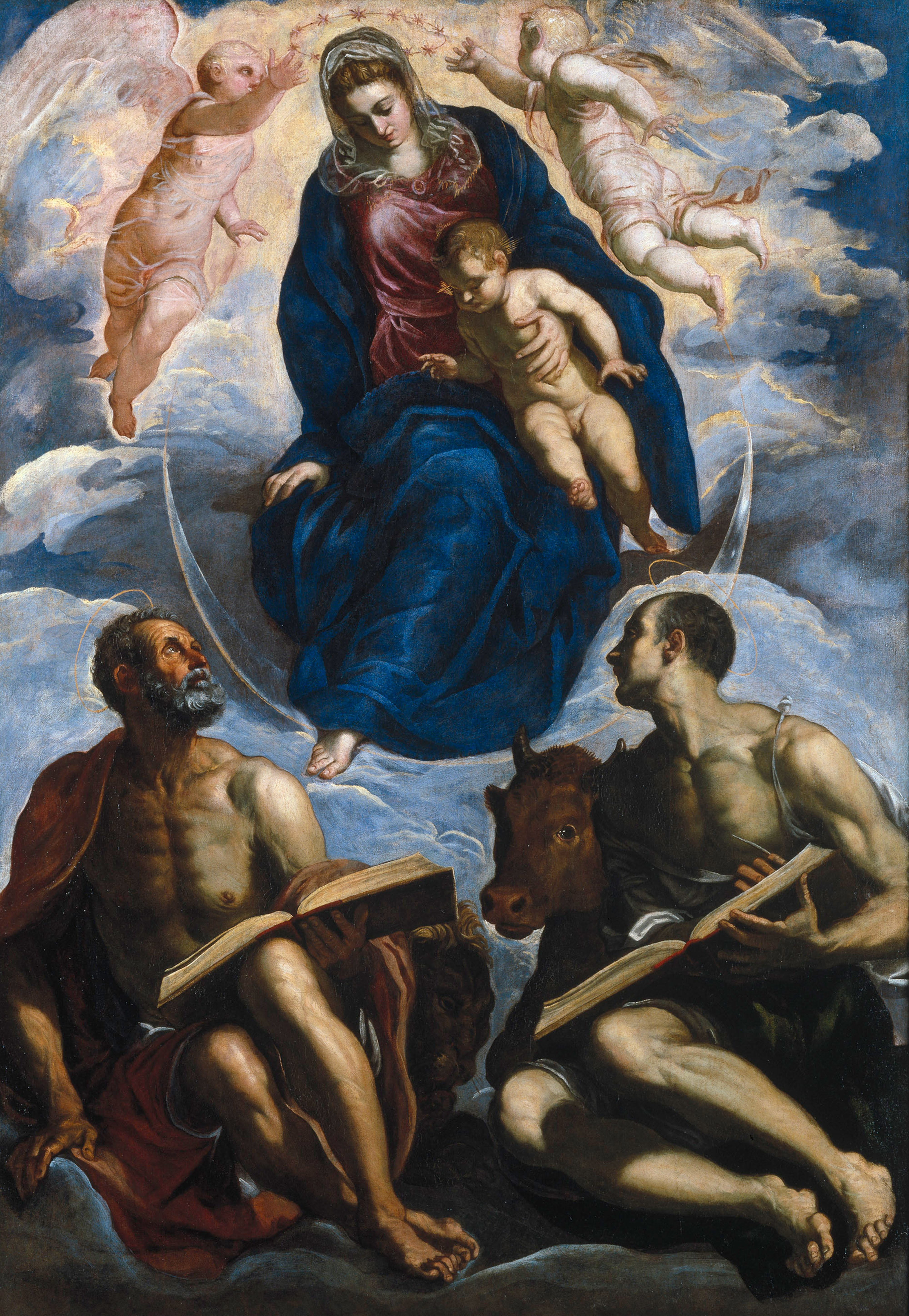
丁托列托的《聖母子、聖馬可與聖路加（義大利語：Madonna col Bambino tra i santi Marco e Luca）》，228 × 160cm，約作於1580年，1841年始藏
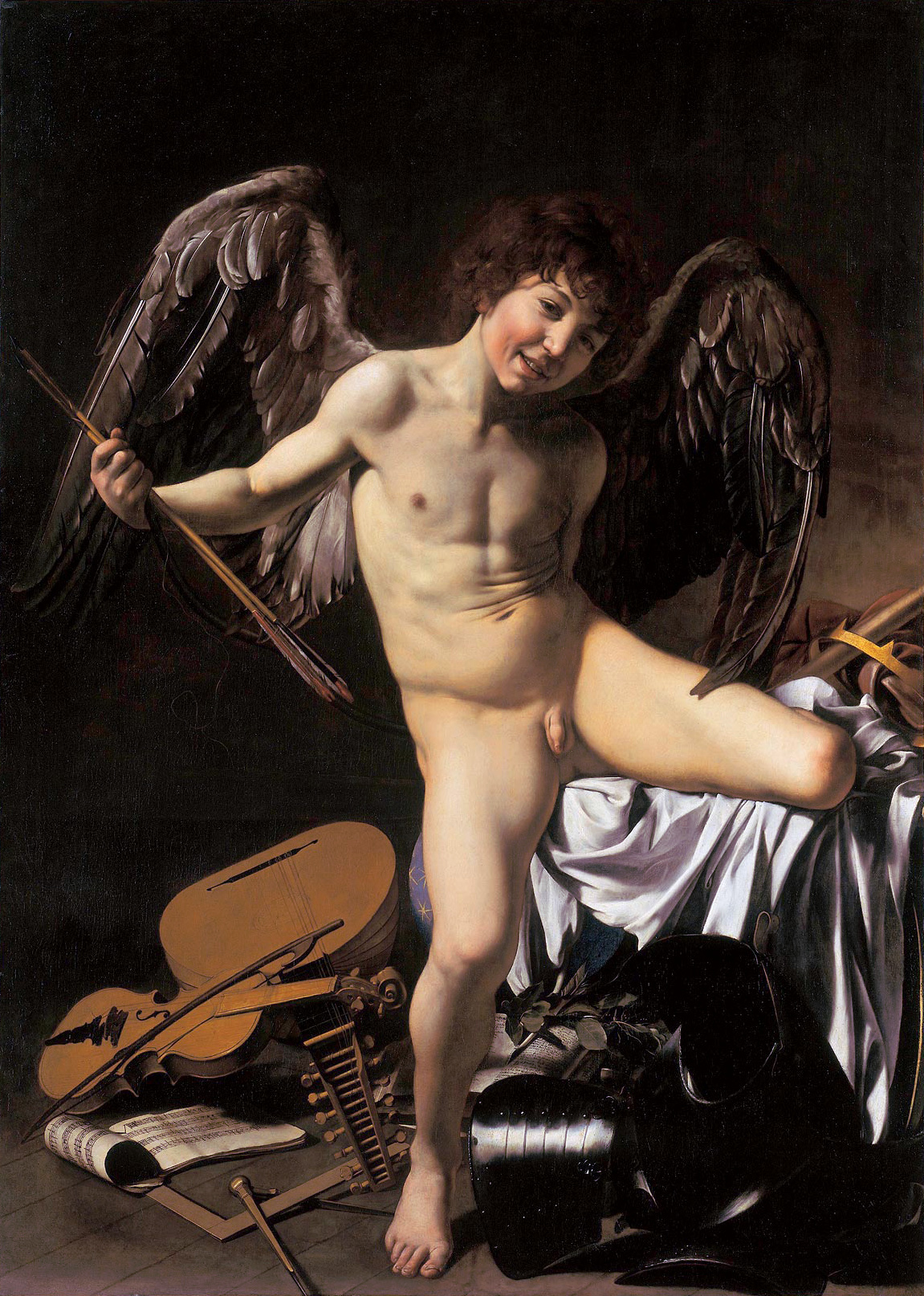
卡拉瓦喬的《愛征服一切（英语：Amor Vincit Omnia (Caravaggio)）》，156 × 113cm，約作於1601-1602年，1815年購入，來自文琴佐·朱斯蒂尼亞尼（英语：Vincenzo Giustiniani）的收藏
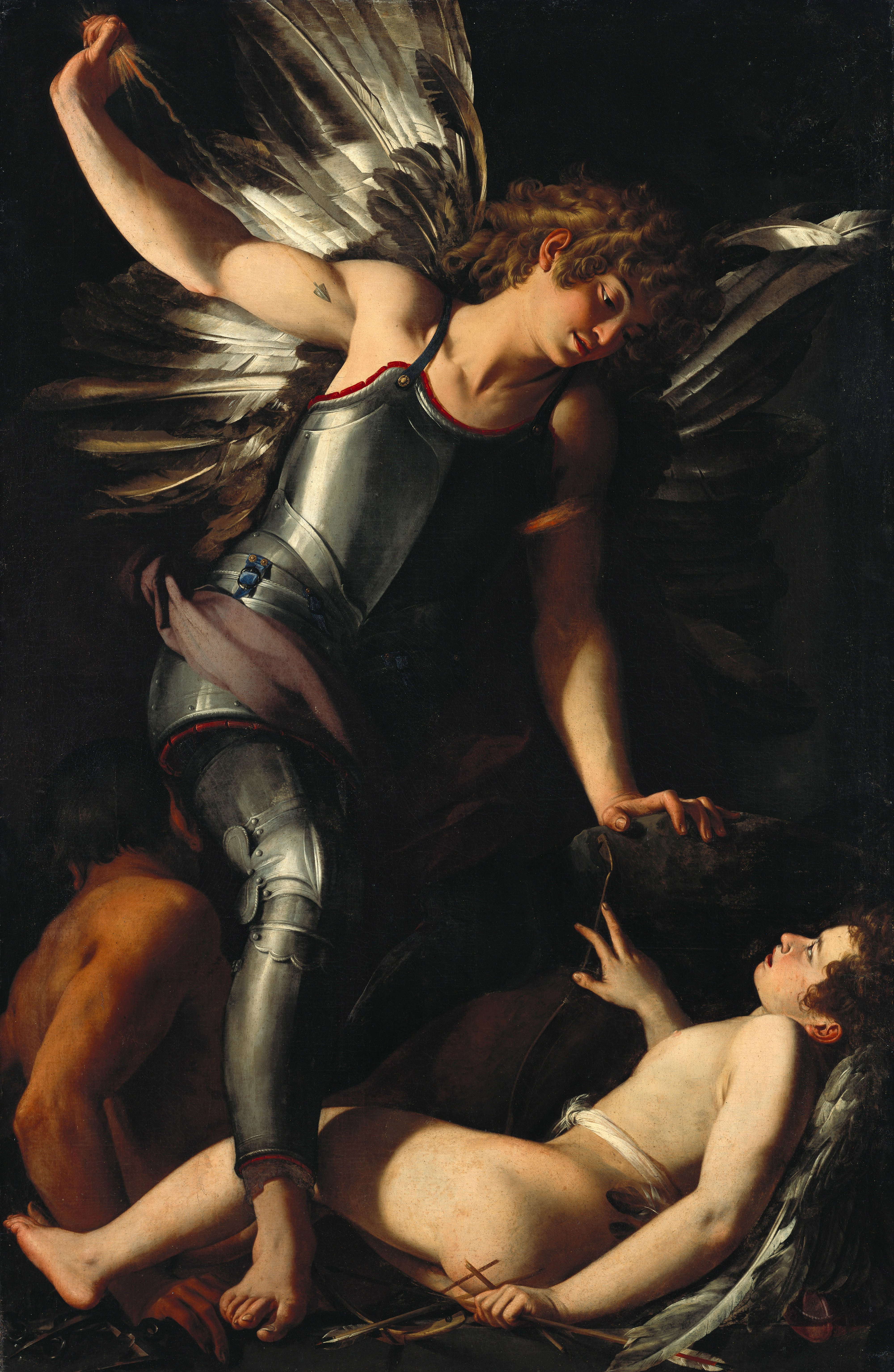
喬瓦尼·巴廖內（英语：Giovanni Baglione）的《神聖的愛與世俗的愛（英语：Divine Love Conquering Earthly Love (Baglione)）》，179 × 118cm，約作於1602-1603年，1815年購入，來自文琴佐·朱斯蒂尼亞尼（英语：Vincenzo Giustiniani）的收藏
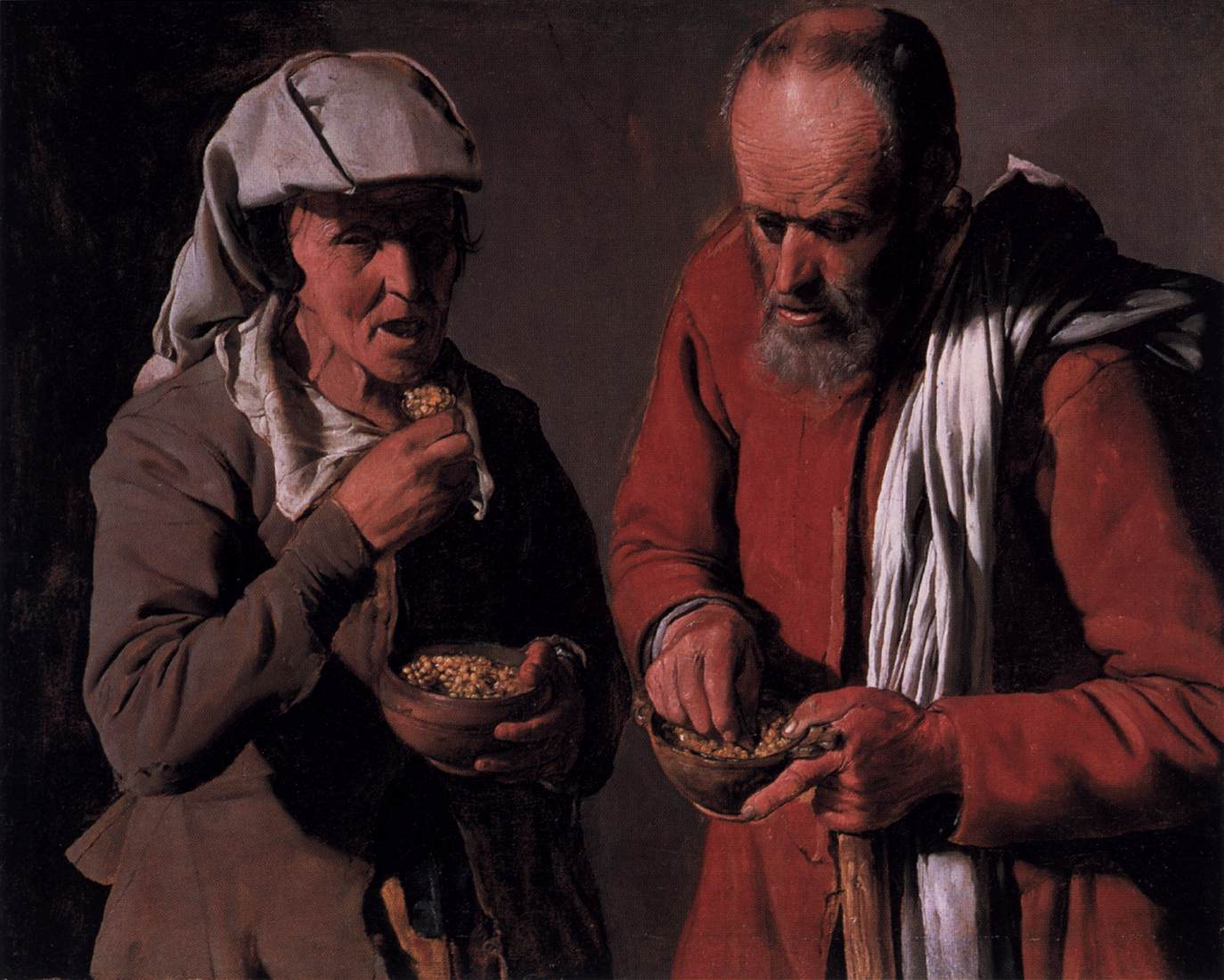
喬治·德·拉·圖爾的《吃豆子的人》（Les Mangeurs de pois），76.2 × 90.8cm，約作於1620年，1976年始藏
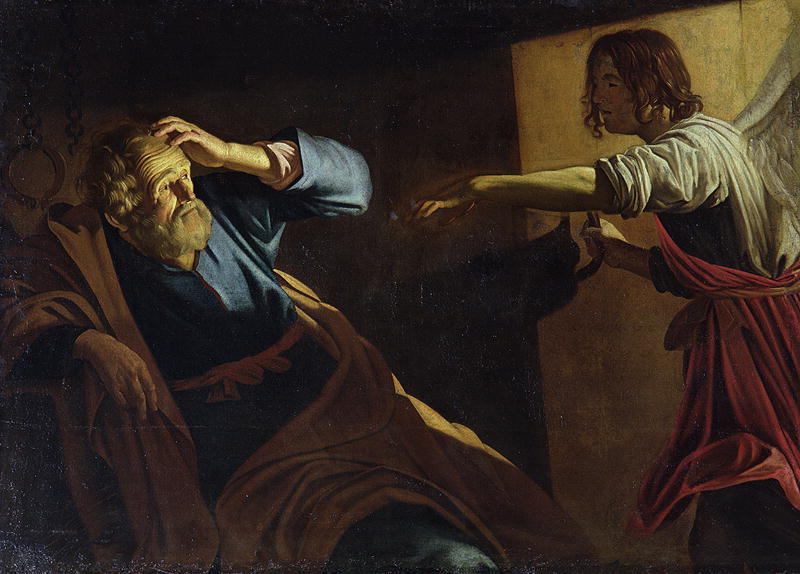
格里特·范·洪特霍斯特的《聖彼得被釋放出獄（德语：Die Befreiung Petri）》，131 × 181cm，約作於1616-1618年，1815年購入，來自文琴佐·朱斯蒂尼亞尼（英语：Vincenzo Giustiniani）的收藏
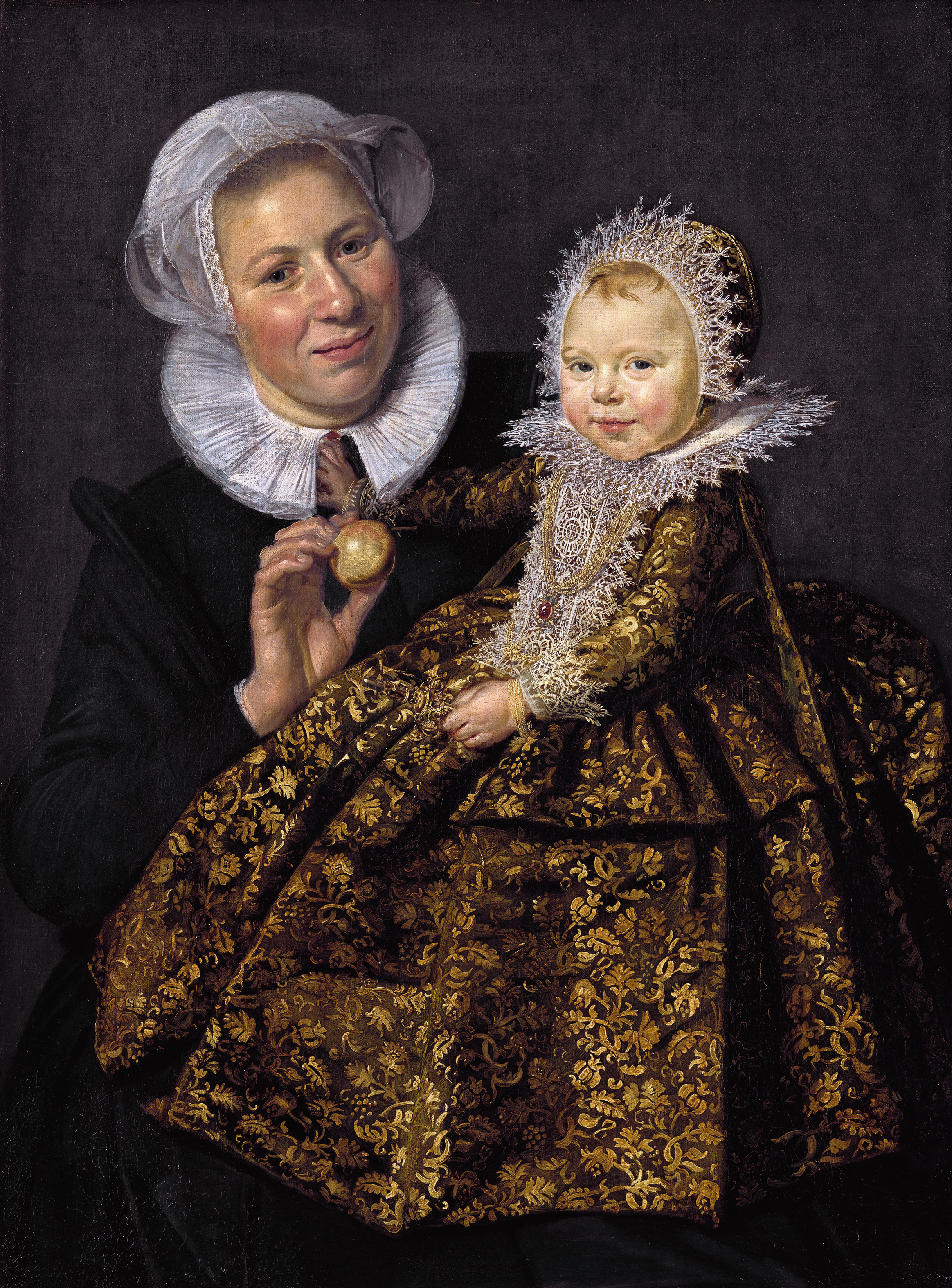
弗蘭斯·哈爾斯的《卡特琳娜·霍夫特與她的奶媽》（Die Amme mit dem Kind），91.8 × 68.3cm，約作於1620年，1874年購入，來自巴托爾德·蘇爾蒙特（英语：Barthold Suermondt）的收藏
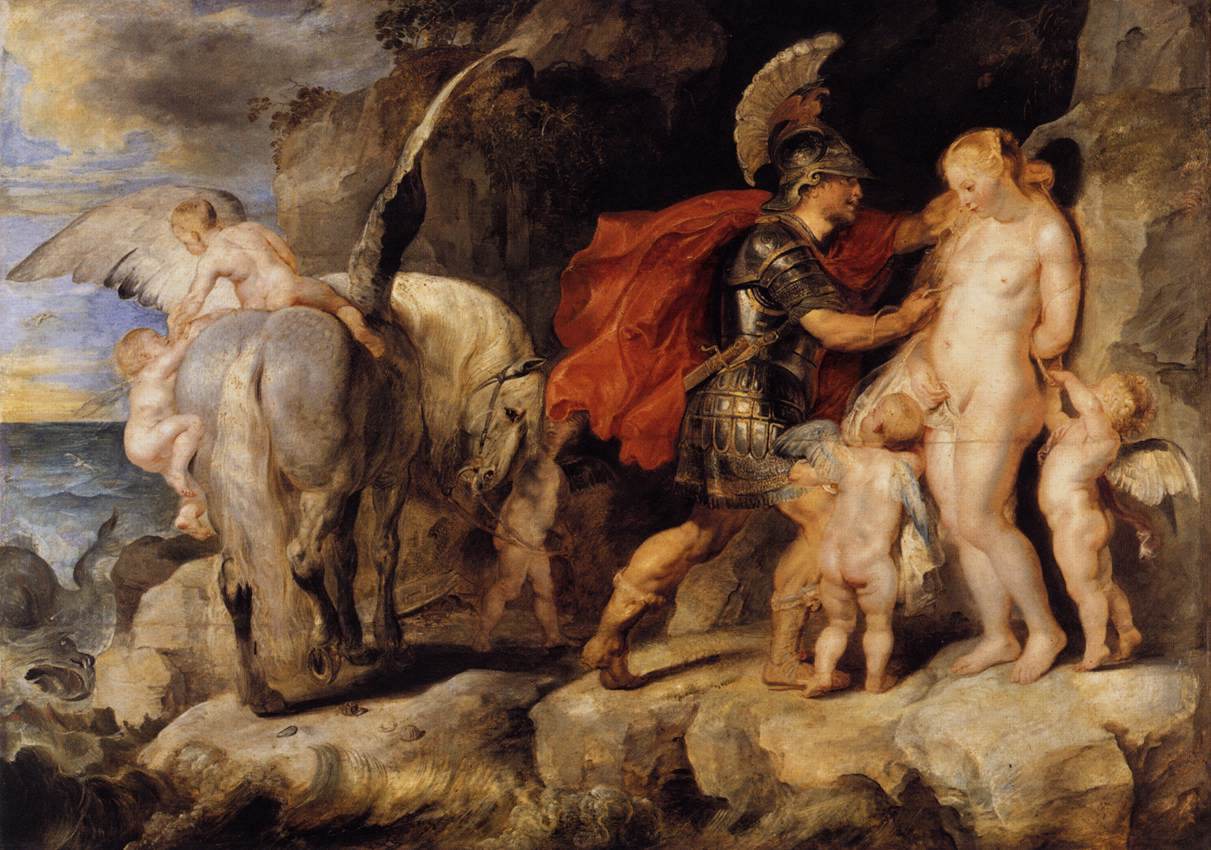
彼得·保羅·魯本斯的《柏修斯釋放安朵美達（英语：Perseus Freeing Andromeda (Rubens)）》，100 × 138.5cm，約作於1619-1620年，來自普魯士的王室收藏
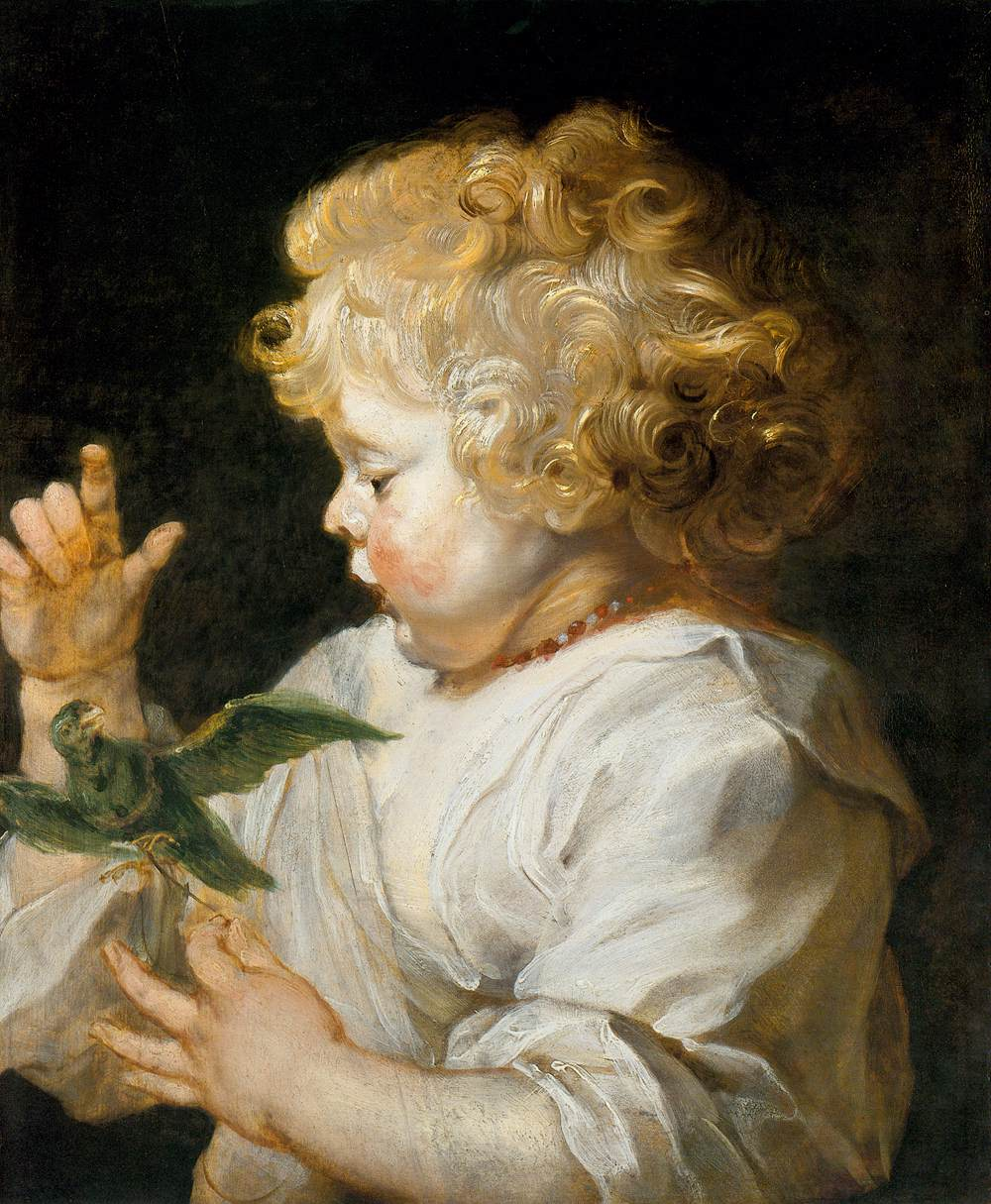
彼得·保羅·魯本斯的《男孩與小鳥》（Porträt eines Kindes mit Voge），50.8 × 40.5cm，約作於1616年，來自普魯士的王室收藏
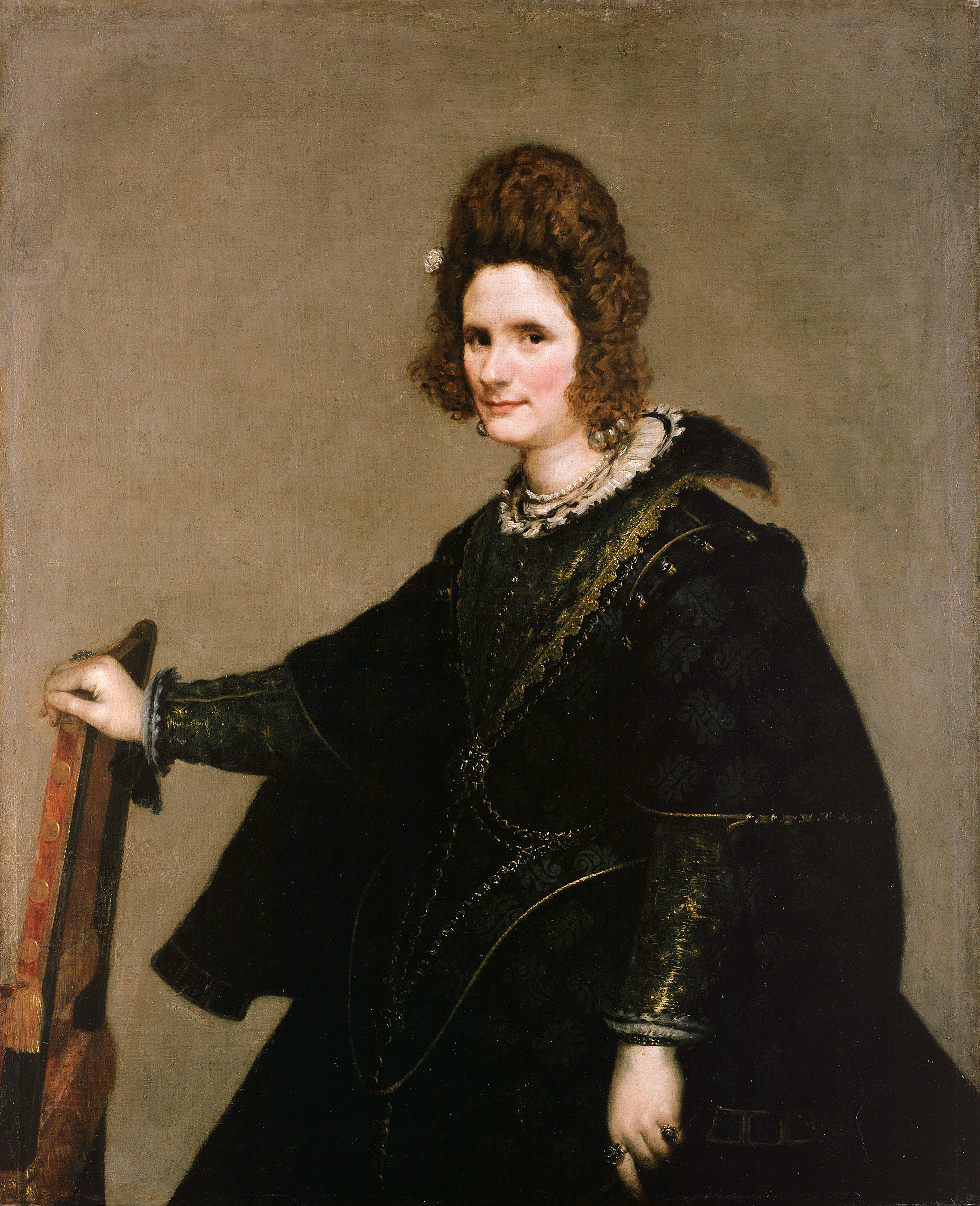
委拉斯奎茲的《女子肖像畫》（Retrato de una dama），123 × 99cm，約作於1630-1633年，1887年購入
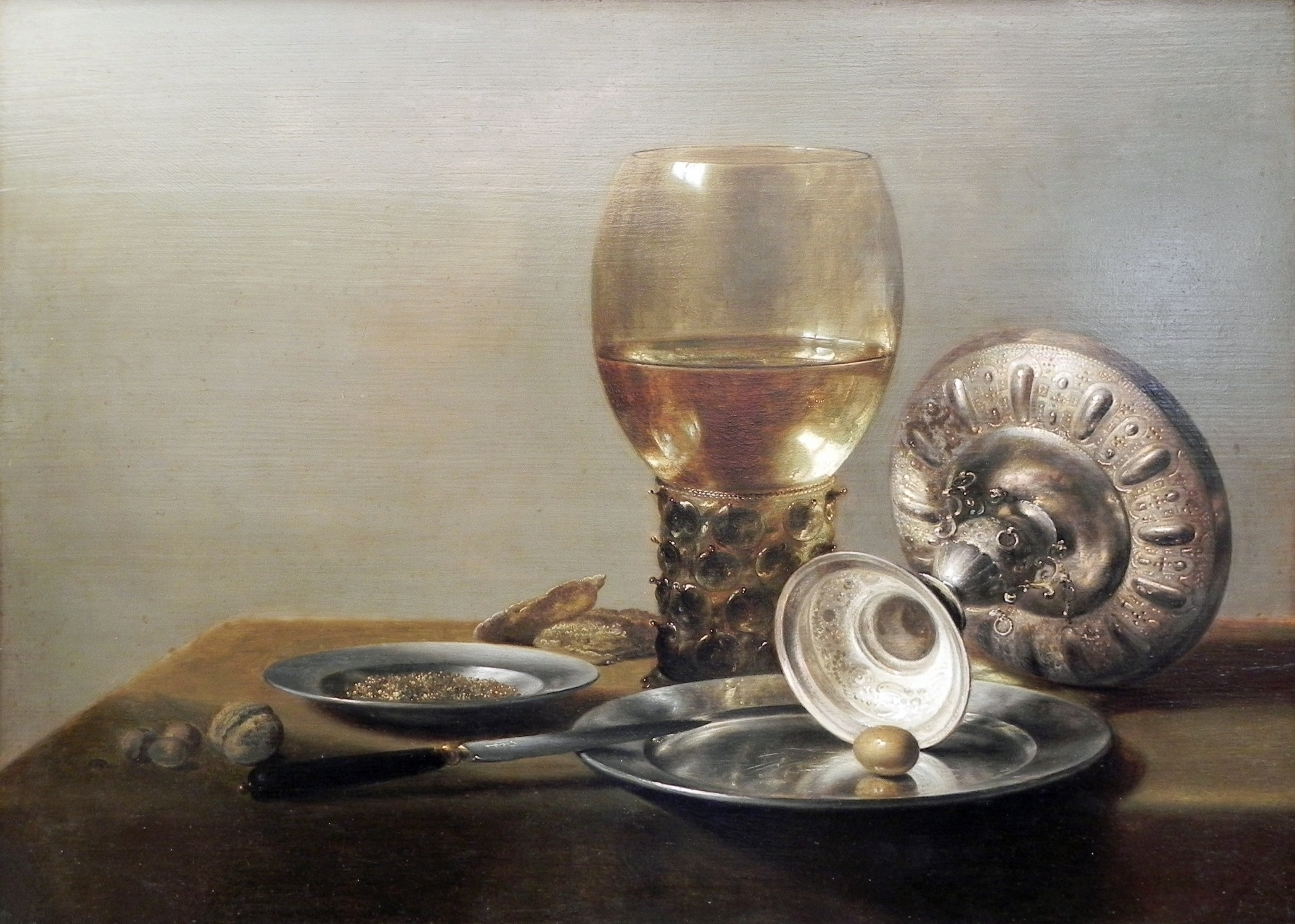
彼得·克拉斯（英语：Pieter Claesz）的《有玻璃杯和銀器的靜物畫》（Stillleben mit Römer und Silberschale），43.2 × 60cm，約作於1630年，1845年始藏
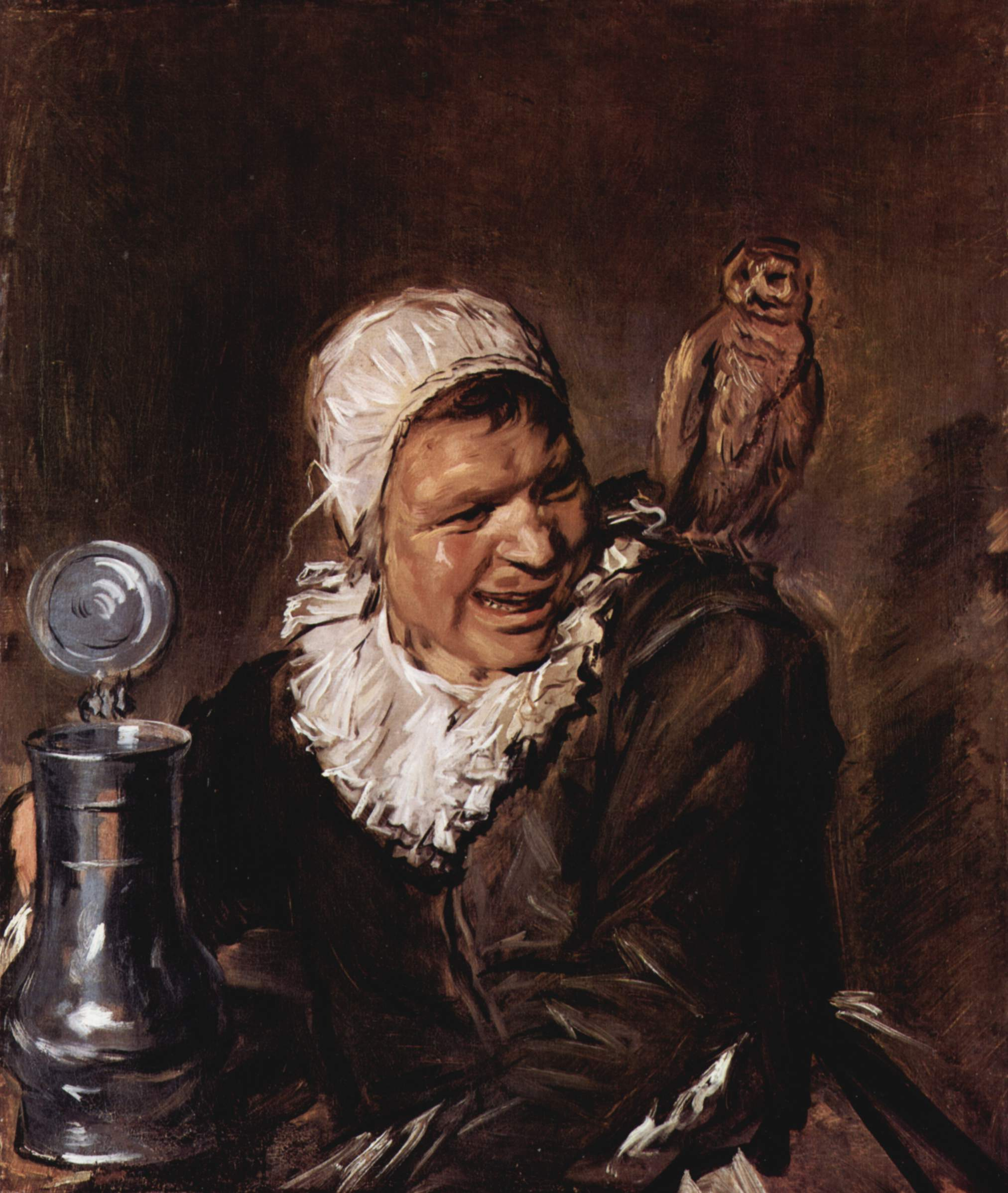
弗蘭斯·哈爾斯的《馬勒·巴貝（英语：Malle Babbe）》，75 × 64cm，約作於1629-1630年，1874年購入，來自巴托爾德·蘇爾蒙特（英语：Barthold Suermondt）的收藏
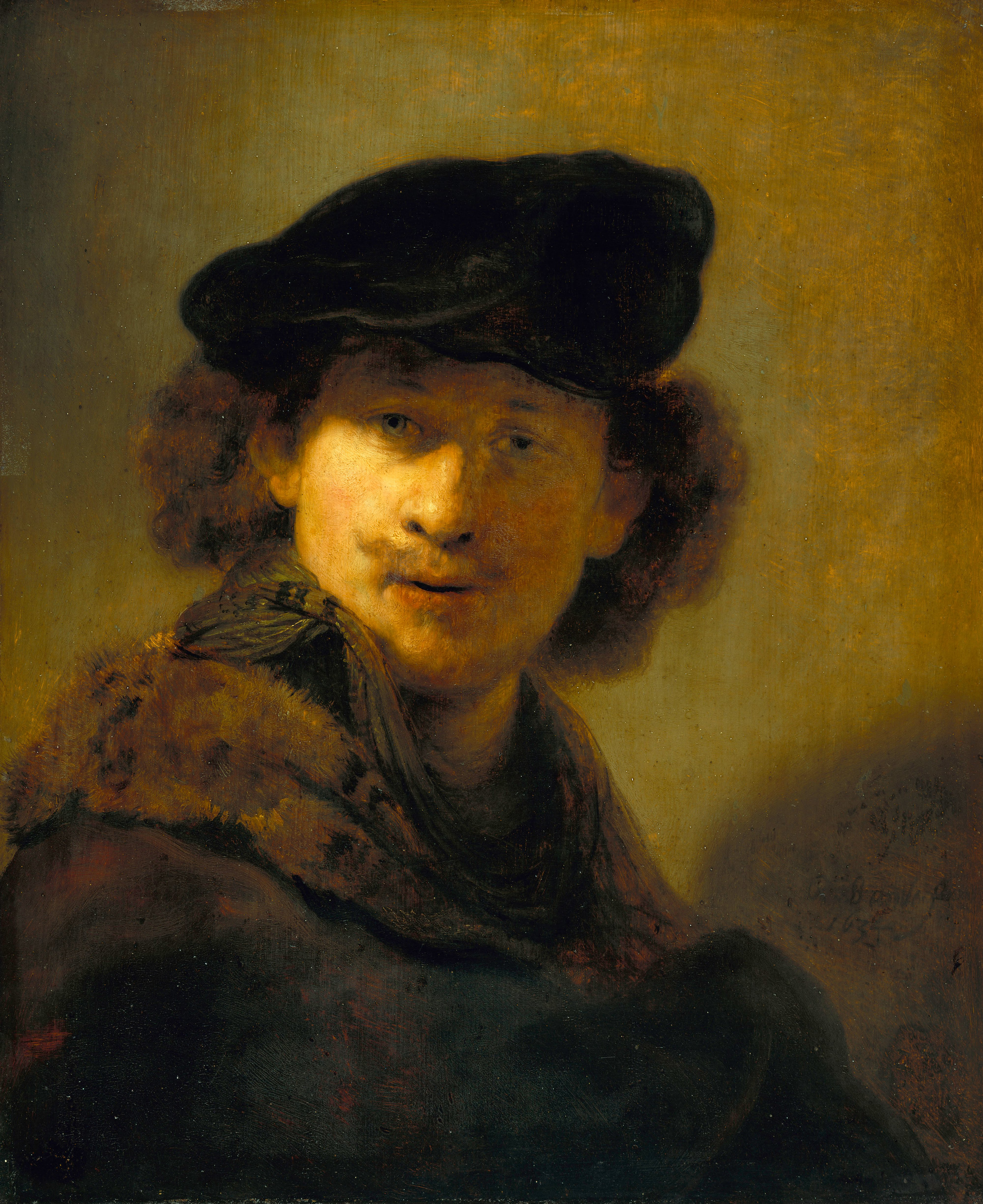
林布蘭的《戴絨帽、穿裘皮領的自畫像》（Selbstbildnis mit einem Samtbarett und einem Mantel mit Pelzkragen），58.3 × 47.5cm，約作於1634年，來自普魯士的王室收藏
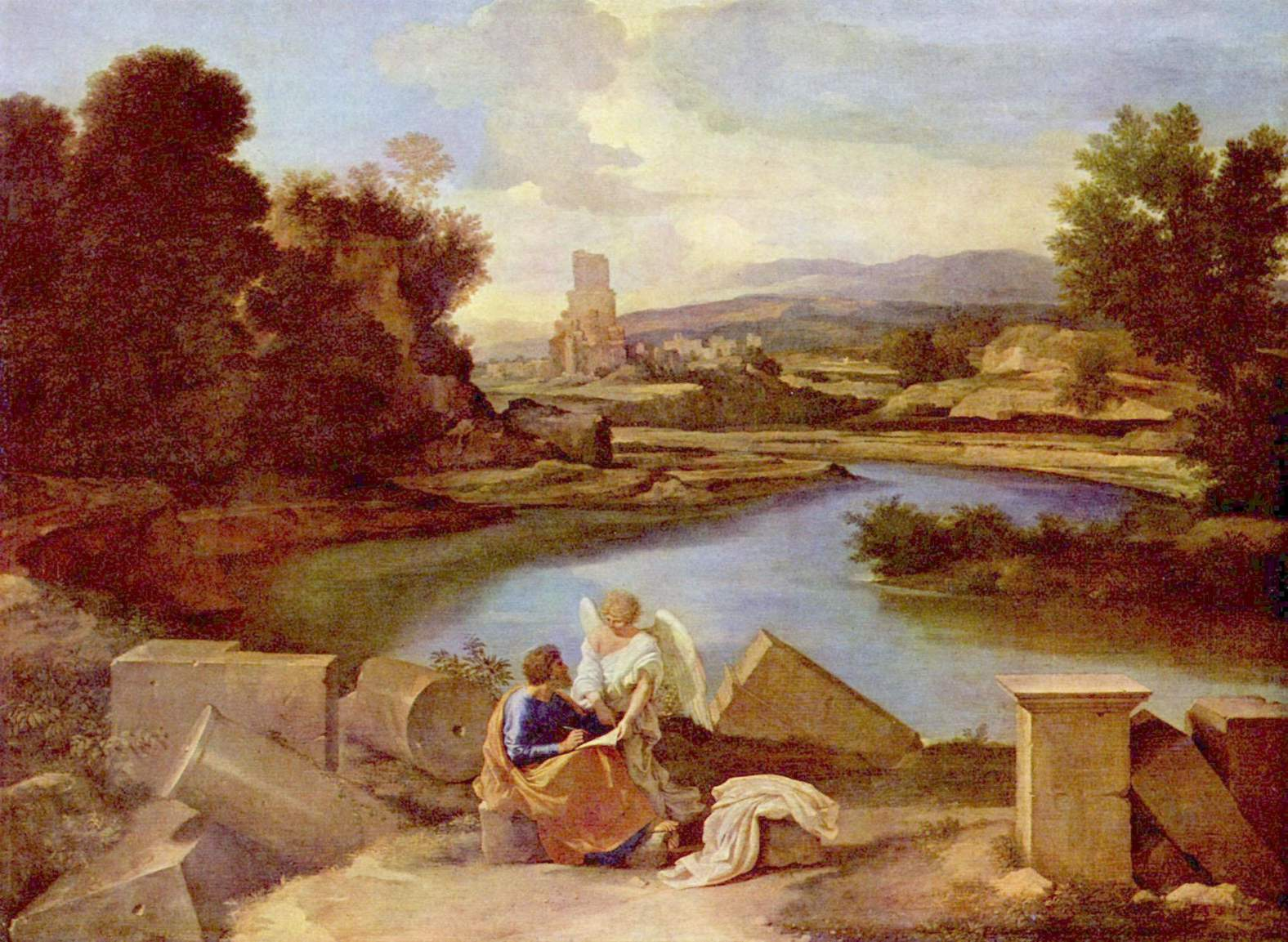
尼古拉·普桑的《有聖馬太與天使的風景畫》（Landschaft mit dem Hl. Matthäus），99 × 135cm，約作於1643-1644年，1873年購入
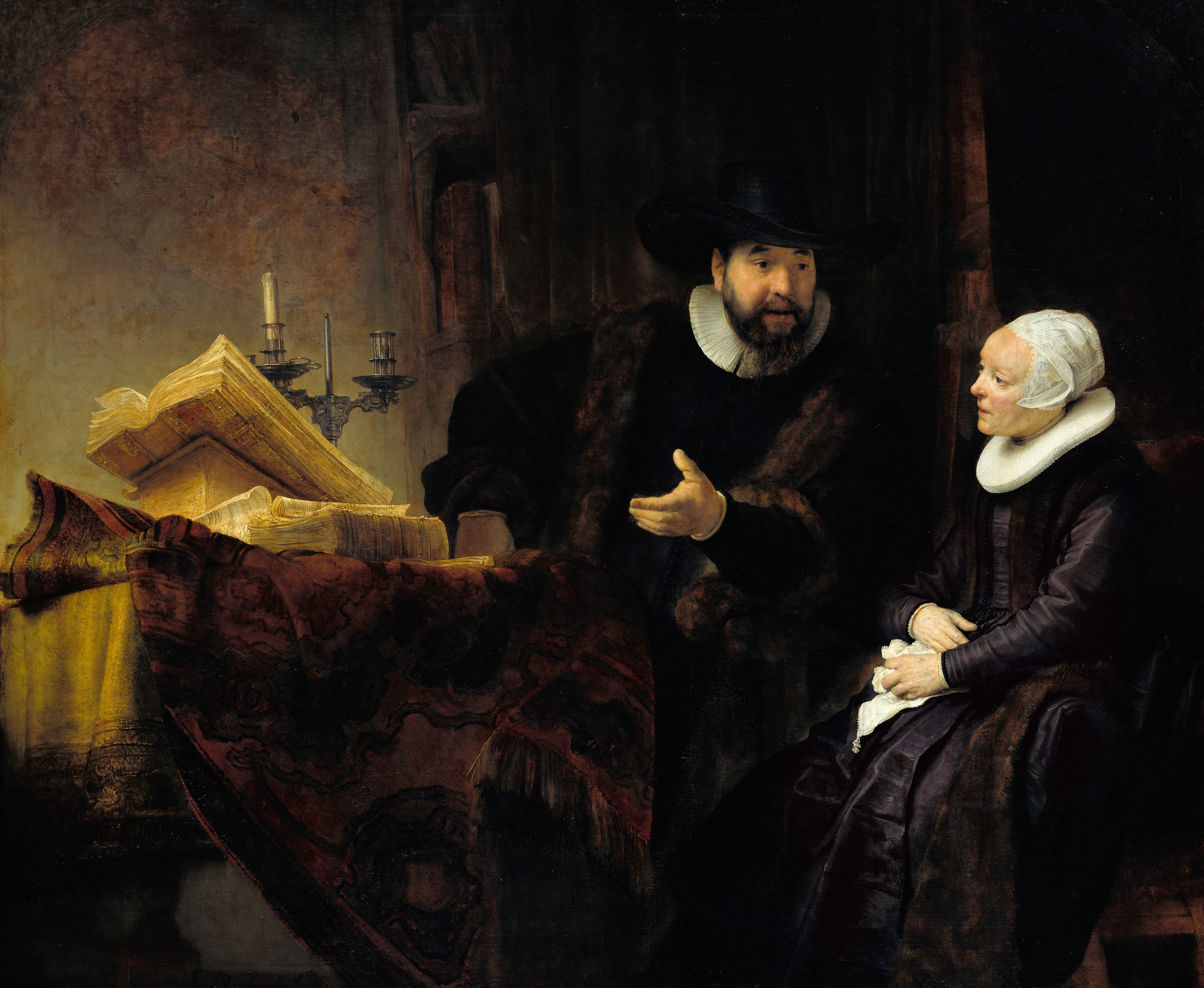
林布蘭的《科內利斯·克萊松·安斯洛與夫人的畫像（義大利語：Ritratto di Cornelis Claeszoon Anslo e di sua moglie Aaltje Schouten）》，173.7 × 207.6cm，約作於1641年，1894年購入
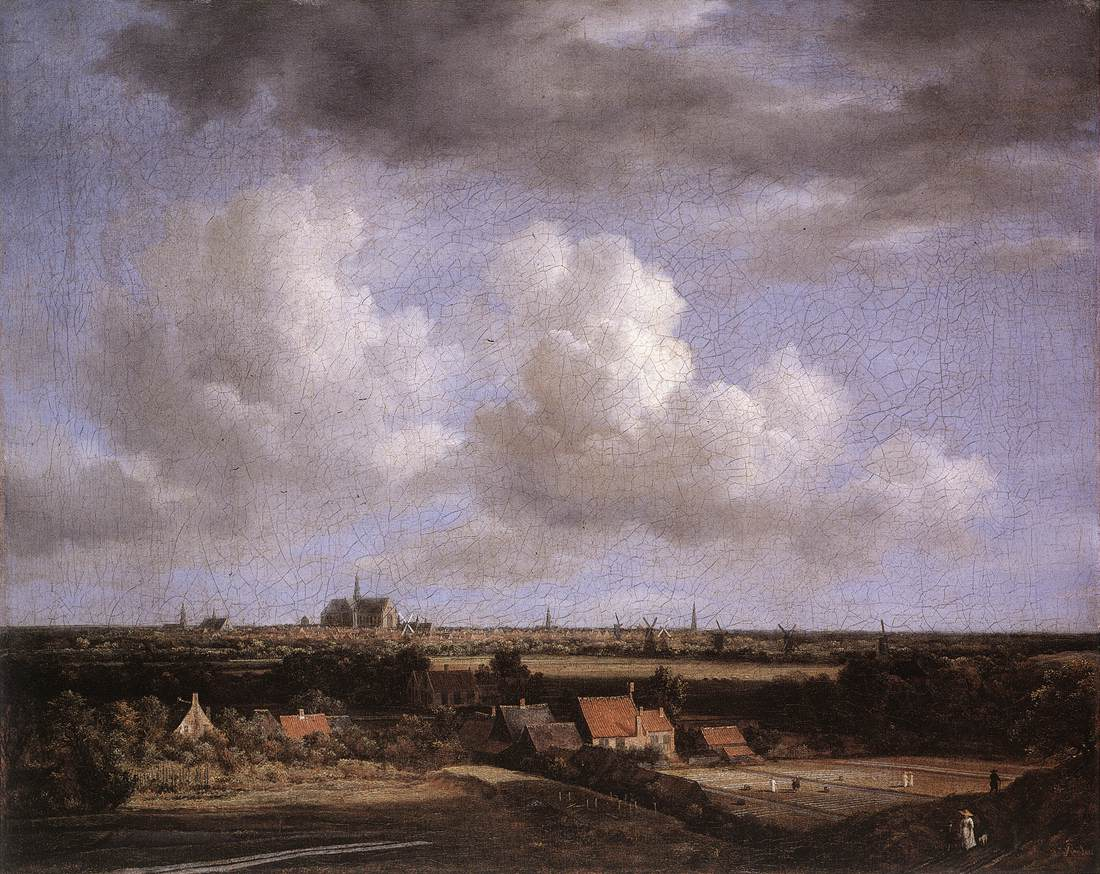
雅各布·伊薩克松·范勒伊斯達爾的《從西北方向的沙丘看哈倫風景畫》（Haarlem von den Dünen im Nordwesten gesehen），42 × 65cm，約作於1643-1682年，1874年購入，來自巴托爾德·蘇爾蒙特（英语：Barthold Suermondt）的收藏
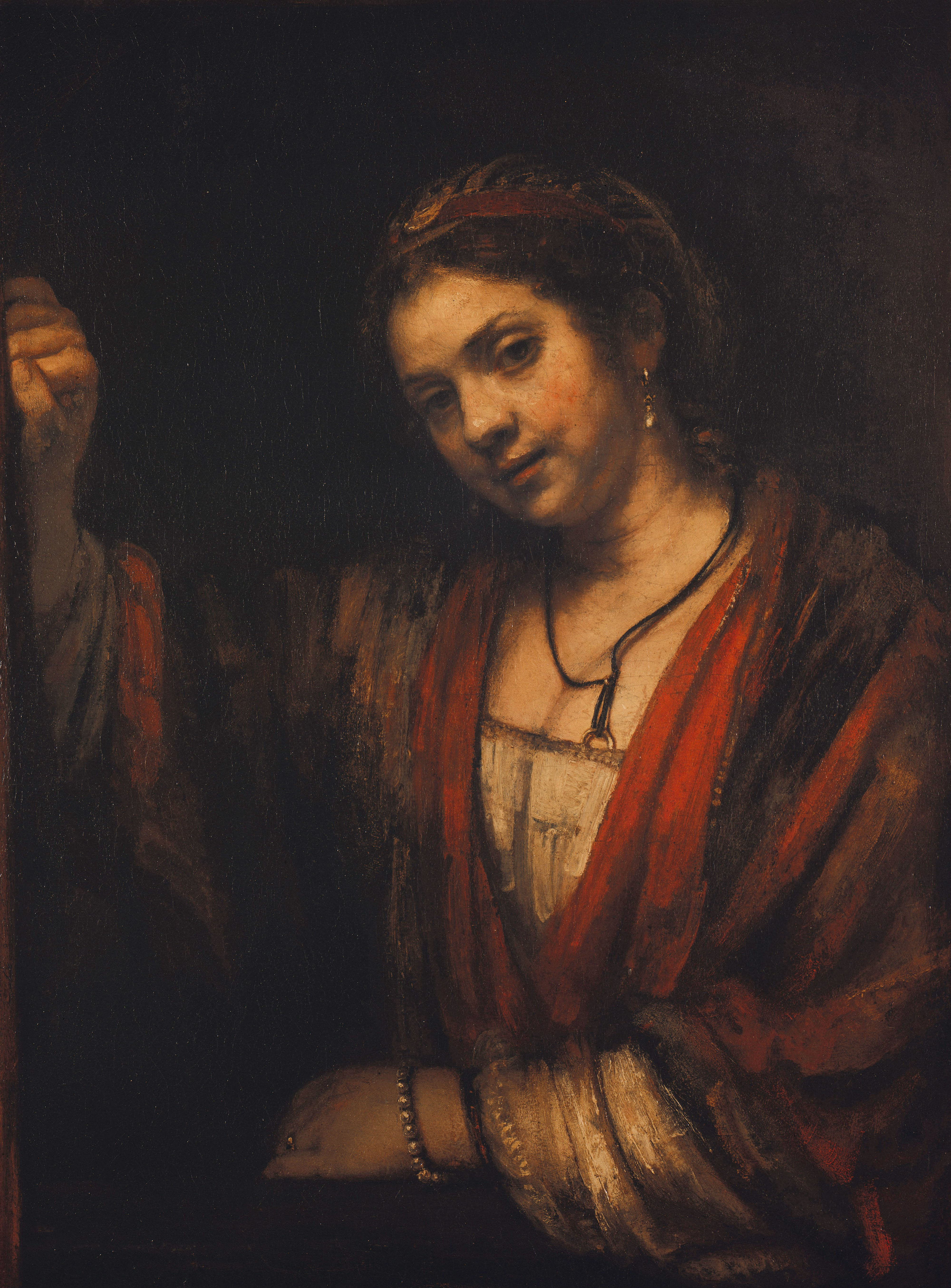
林布蘭的《倚靠在半開門上的女子》（Junge Frau an geöffneter Obertür），88.5 × 67cm，約作於1656-1657年，1879年始藏
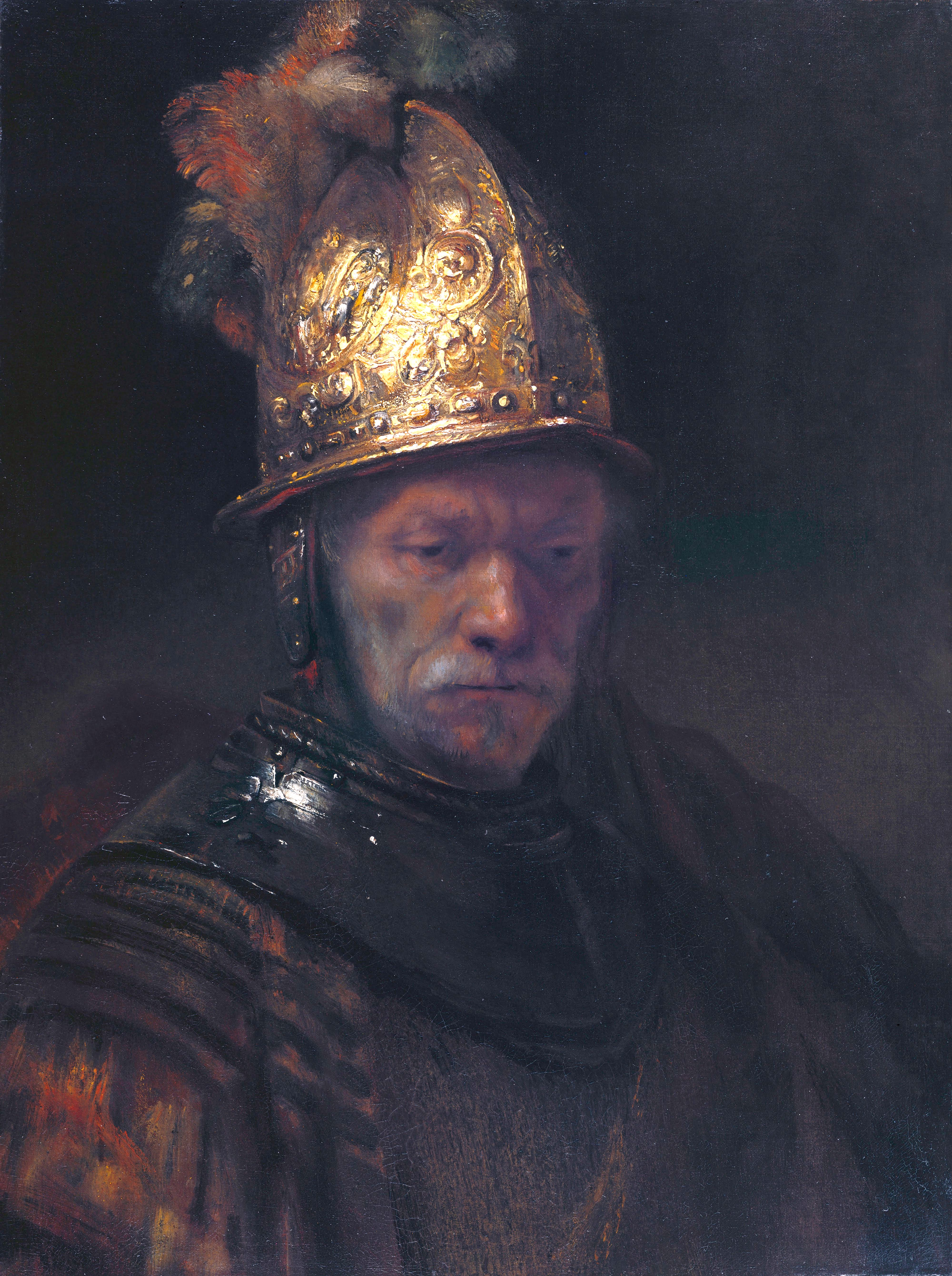
林布蘭或工作室的《戴金盔的男子（英语：The Man with the Golden Helmet）》，67.5 × 50.7cm，約作於1650年，1897年始藏
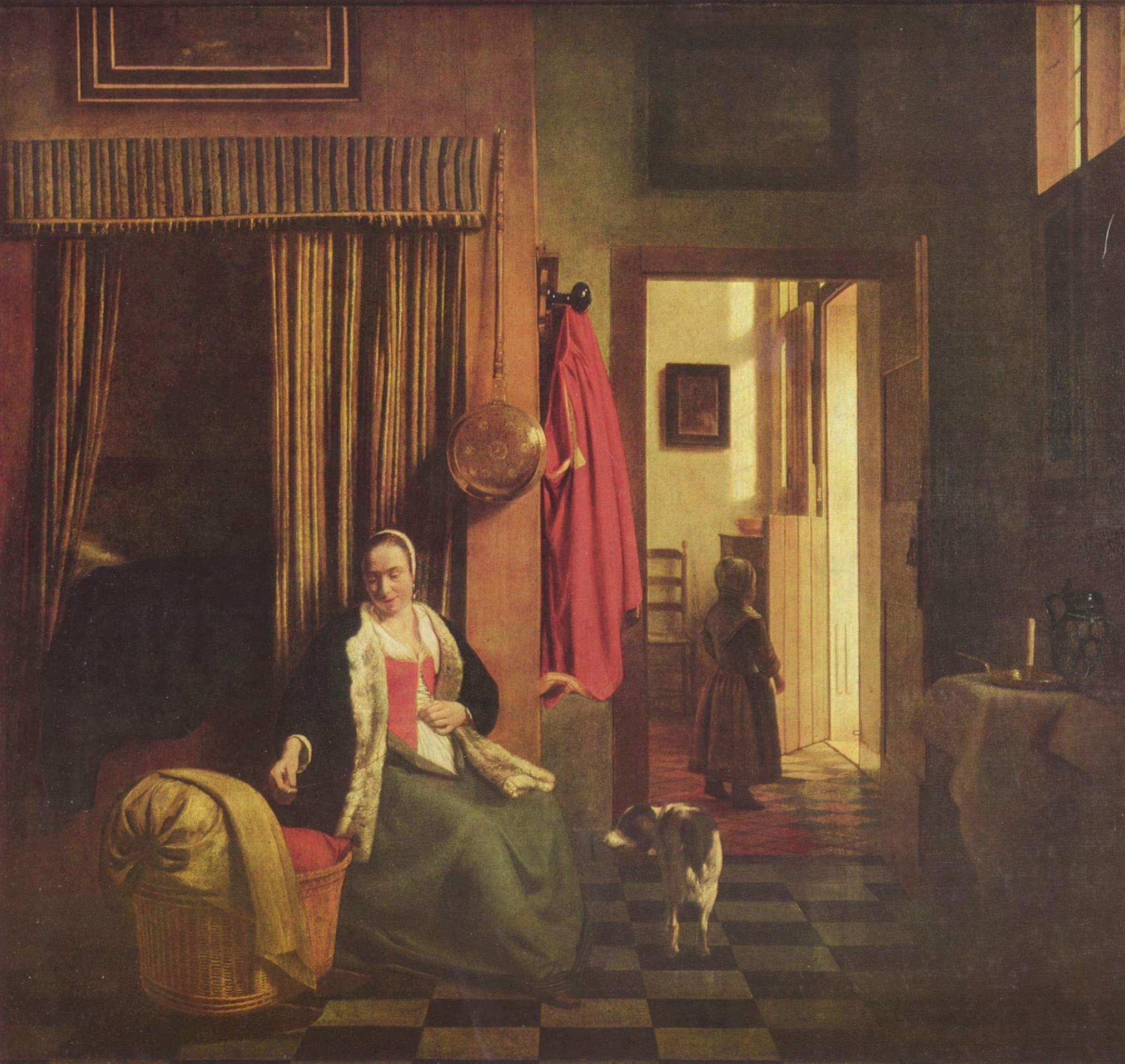
彼得·德·霍赫的《母親》（Die Mutter），95.2 × 102.5cm，約作於1659-1660年，1876年始藏
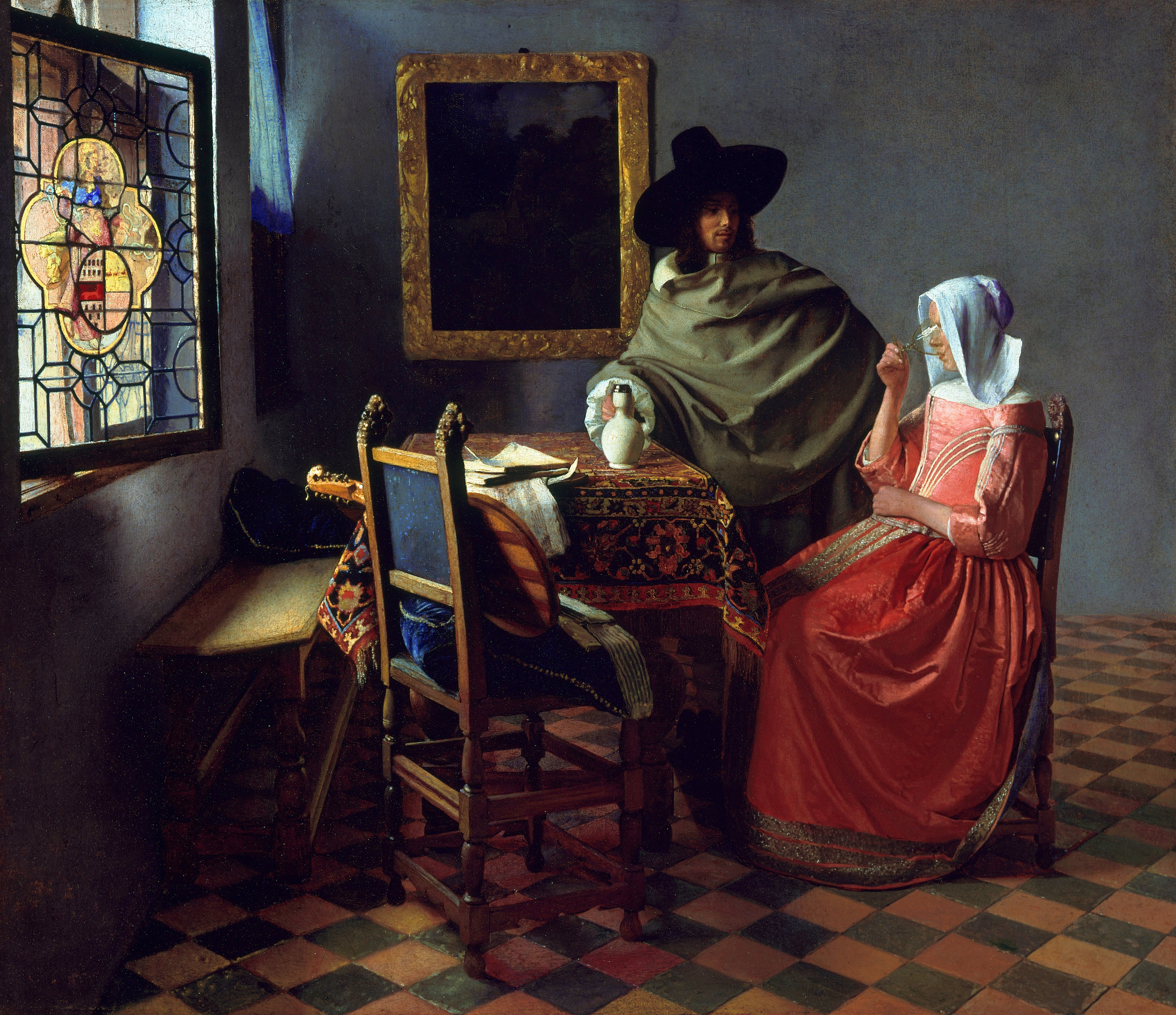
楊·維梅爾的《一杯酒》，66.3 × 76.5cm，約作於1658-1660年，1901年始藏
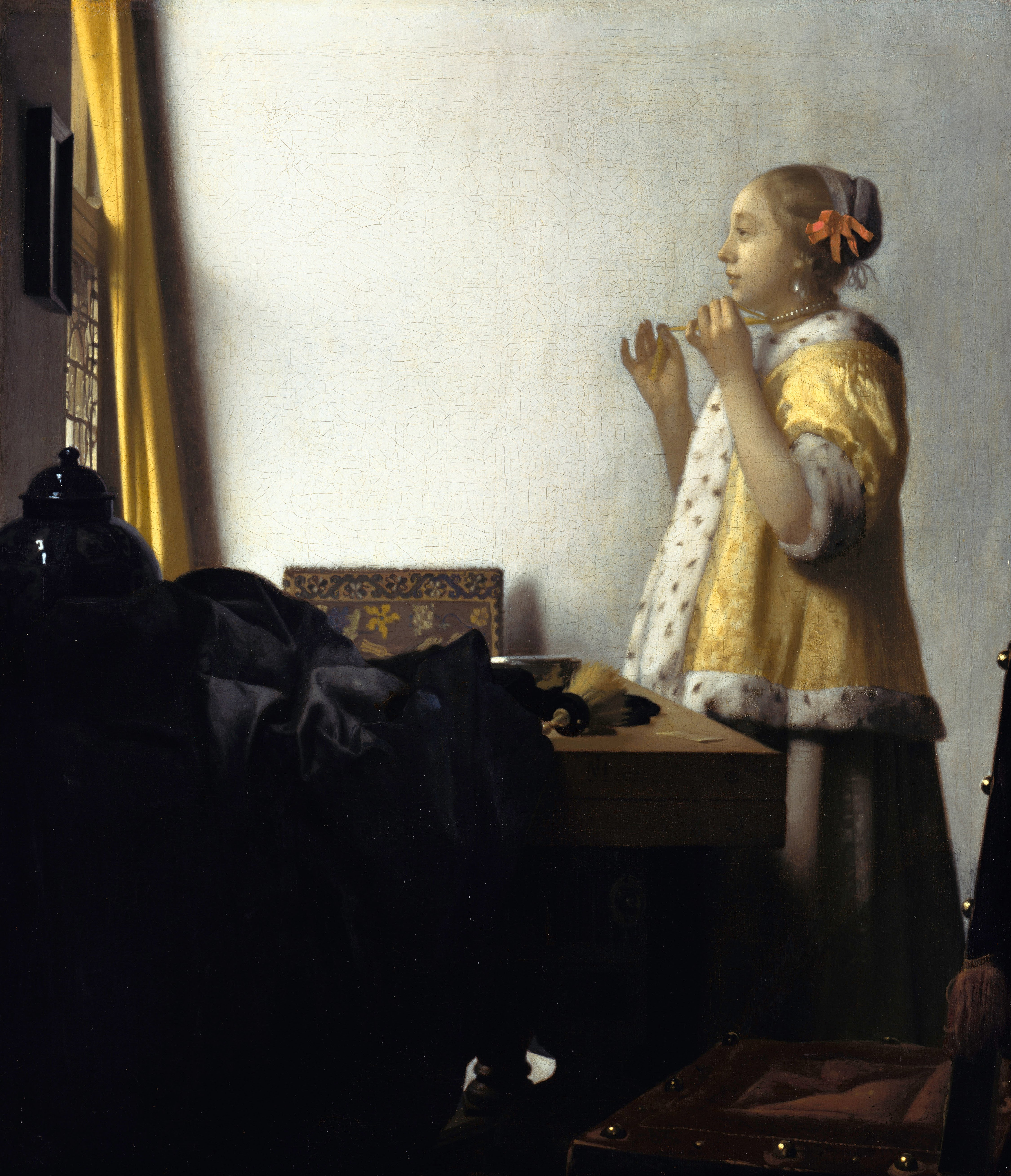
楊·維梅爾的《戴珍珠項鍊的女子（英语：Woman with a Pearl Necklace）》，55 × 45cm，約作於1660-1662年，1874年購入，來自巴托爾德·蘇爾蒙特（英语：Barthold Suermondt）的收藏
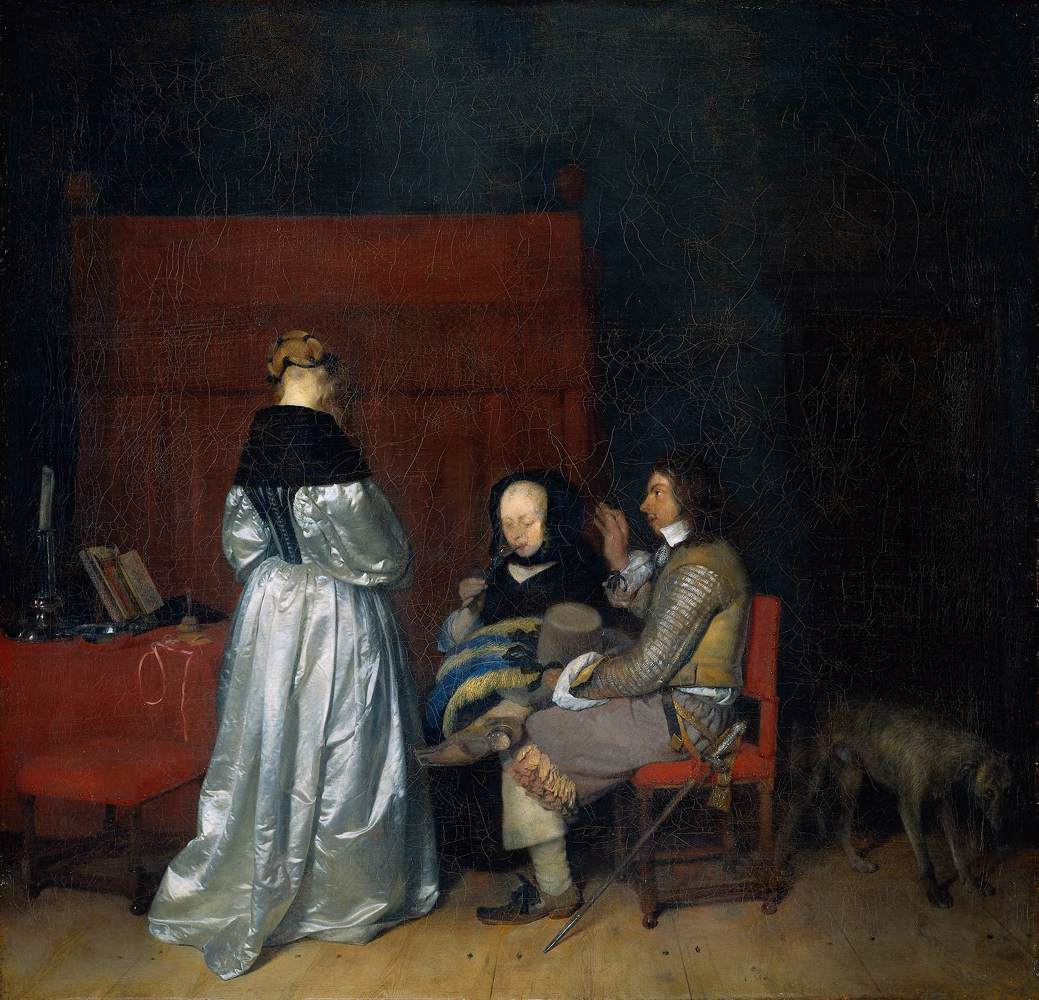
赫拉德·特博赫的《殷勤的對話（英语：The Gallant Conversation）》，71.4 × 62.1cm，約作於1654-1655年，1815年始藏
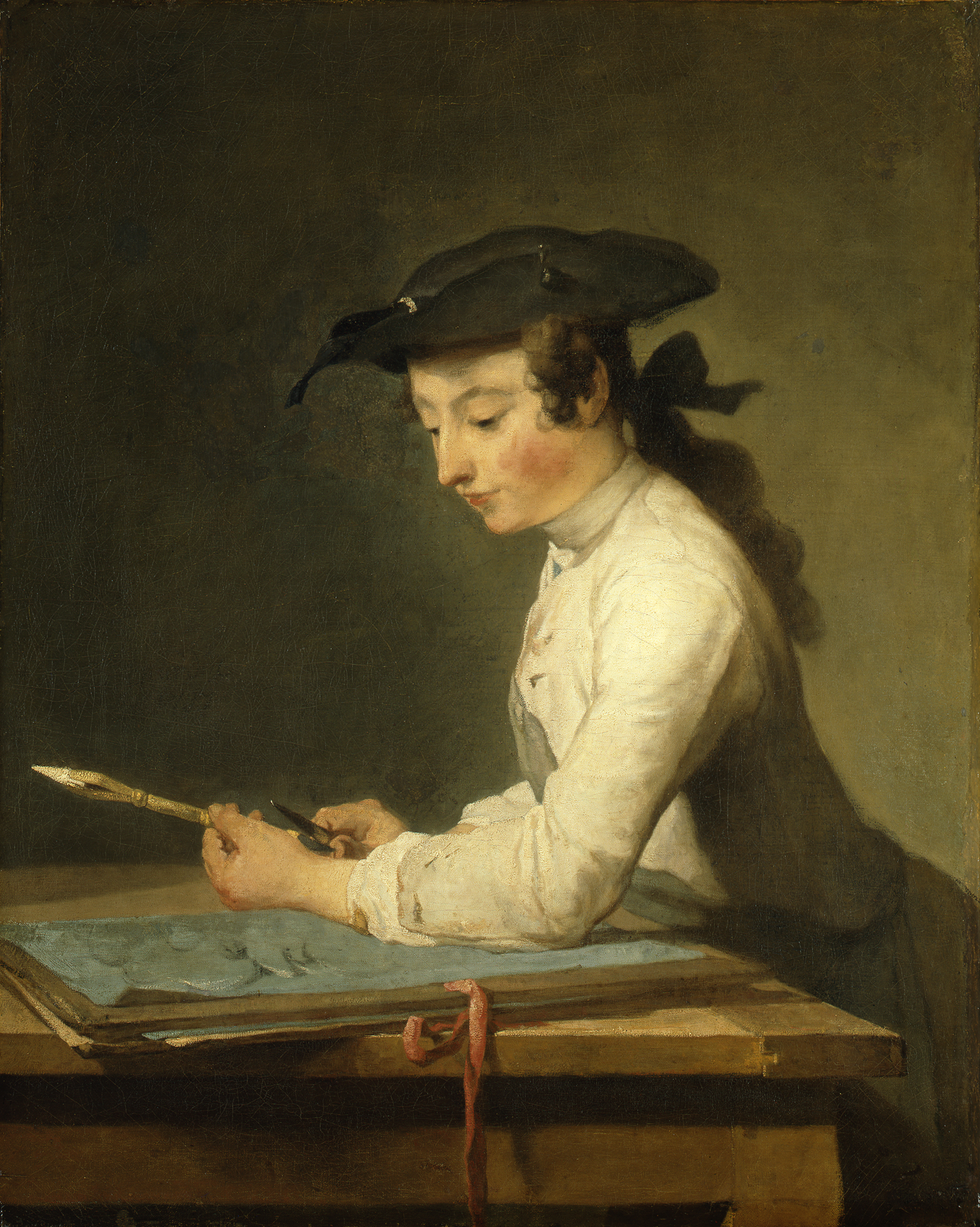
尚·巴蒂斯特·西梅翁·夏爾丹的《繪圖者》（Der Zeichner），81.3 × 65cm，約作於1737年，來自普魯士的王室收藏
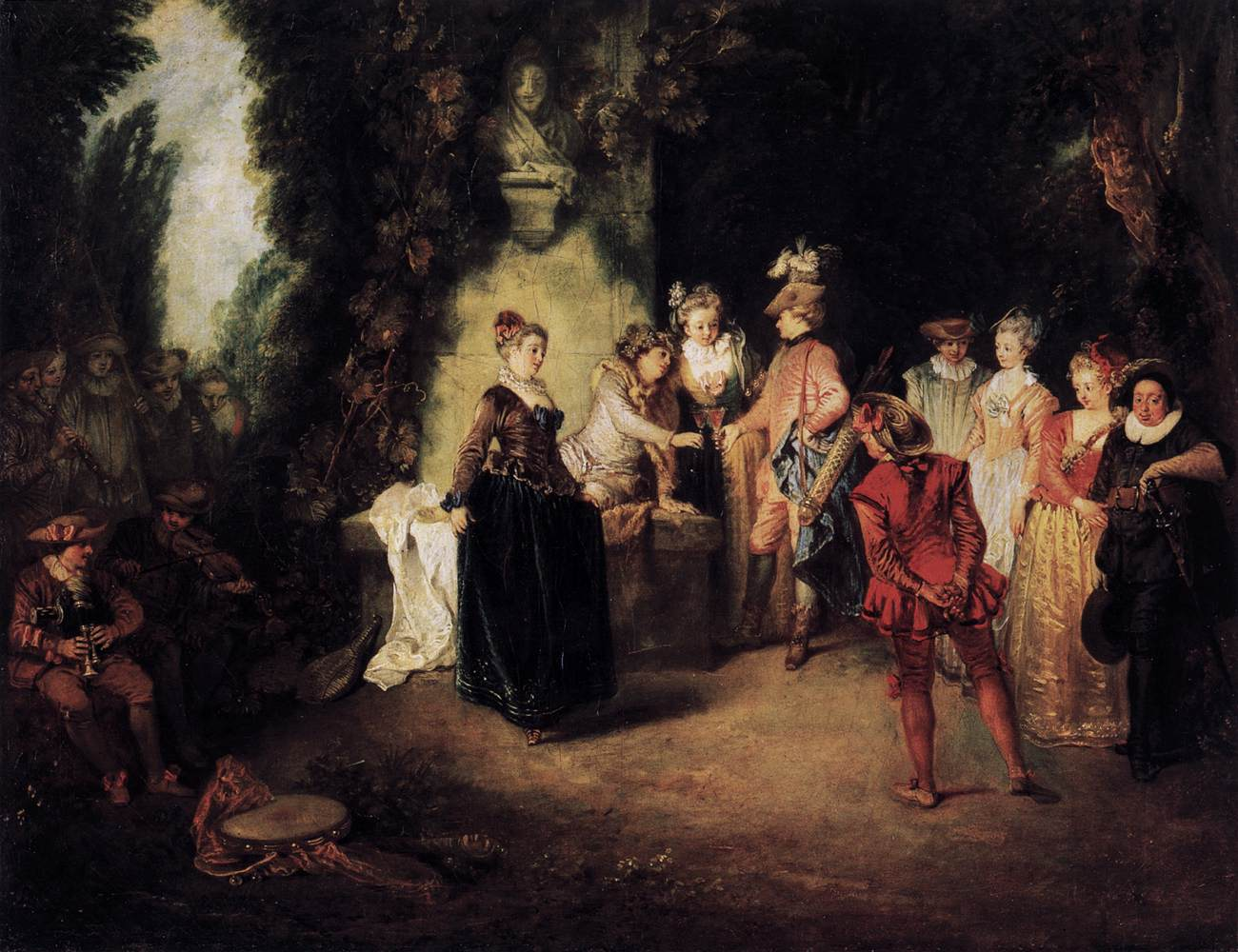
尙-安托萬·華鐸的《法國喜劇》（La Comédie française），37 × 48cm，約作於1712-1720年，來自普魯士的王室收藏
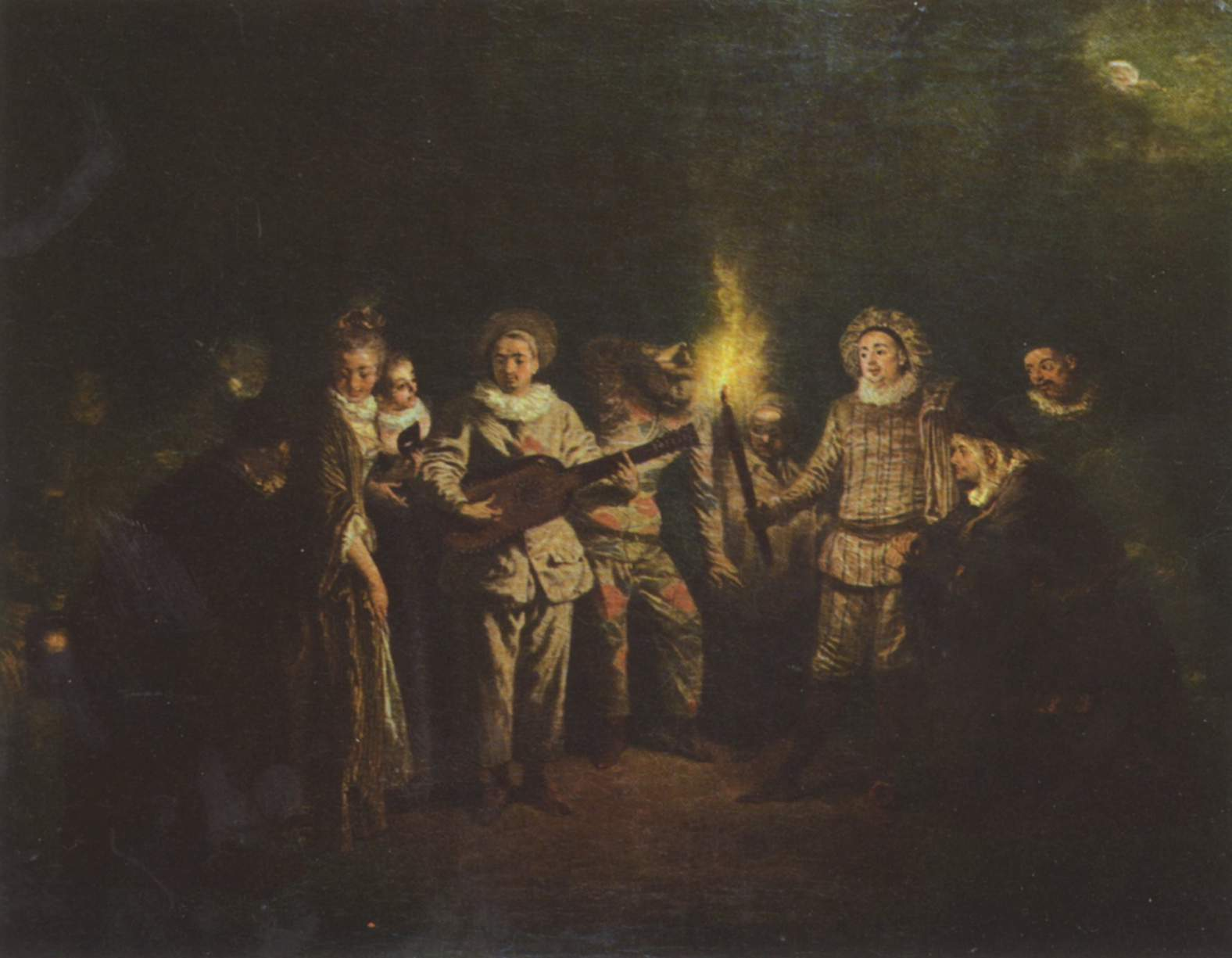
尙-安托萬·華鐸的《義大利喜劇》（La Comédie italienne），37 × 48cm，約作於1718-1719年，來自普魯士的王室收藏
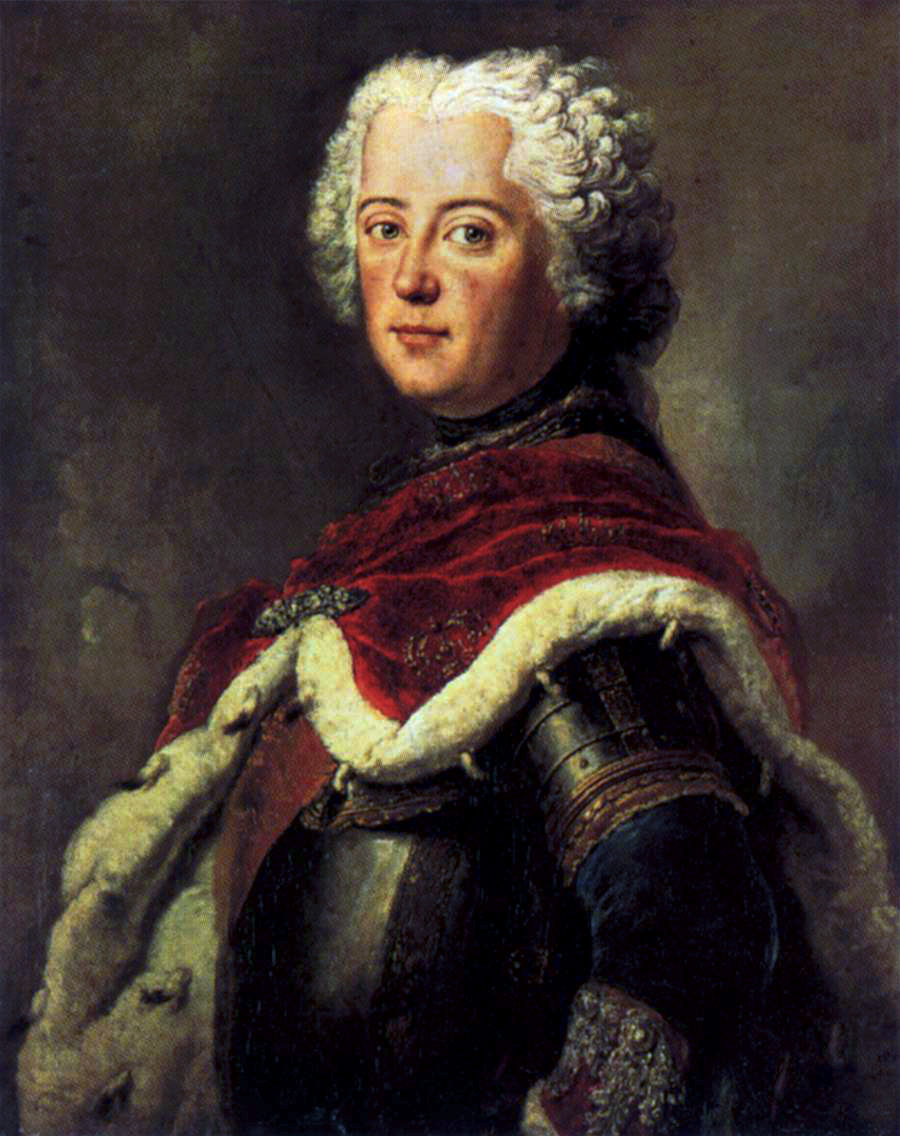
安托萬·佩內的《腓特烈大帝》（Friedrich der Große），80.5 × 65cm，約作於1739年，1841年始藏
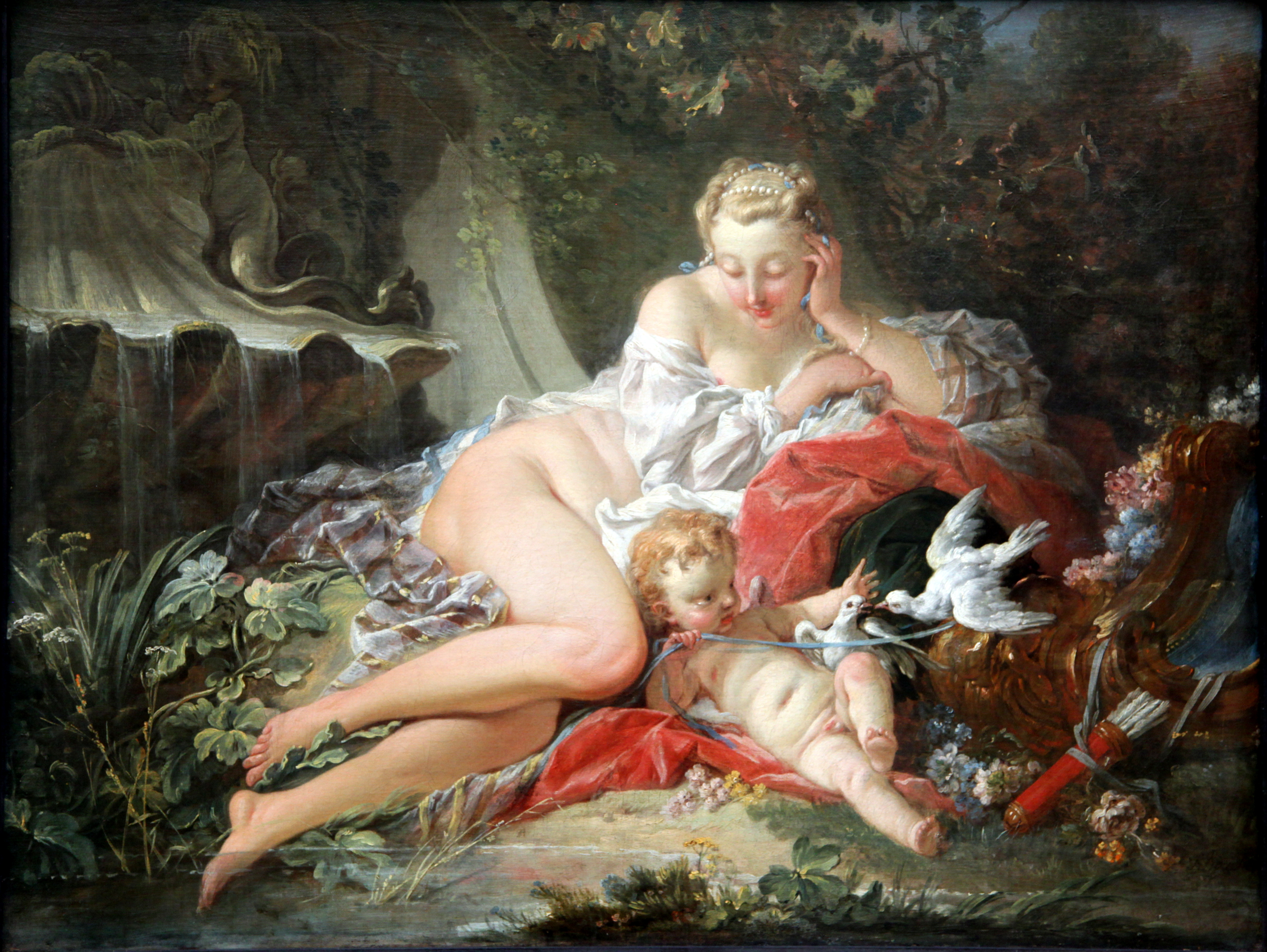
法蘭索瓦·布雪的《維納斯與愛神》（Venus und Amor），58.6 × 73.7cm，約作於1742年，1978年購入
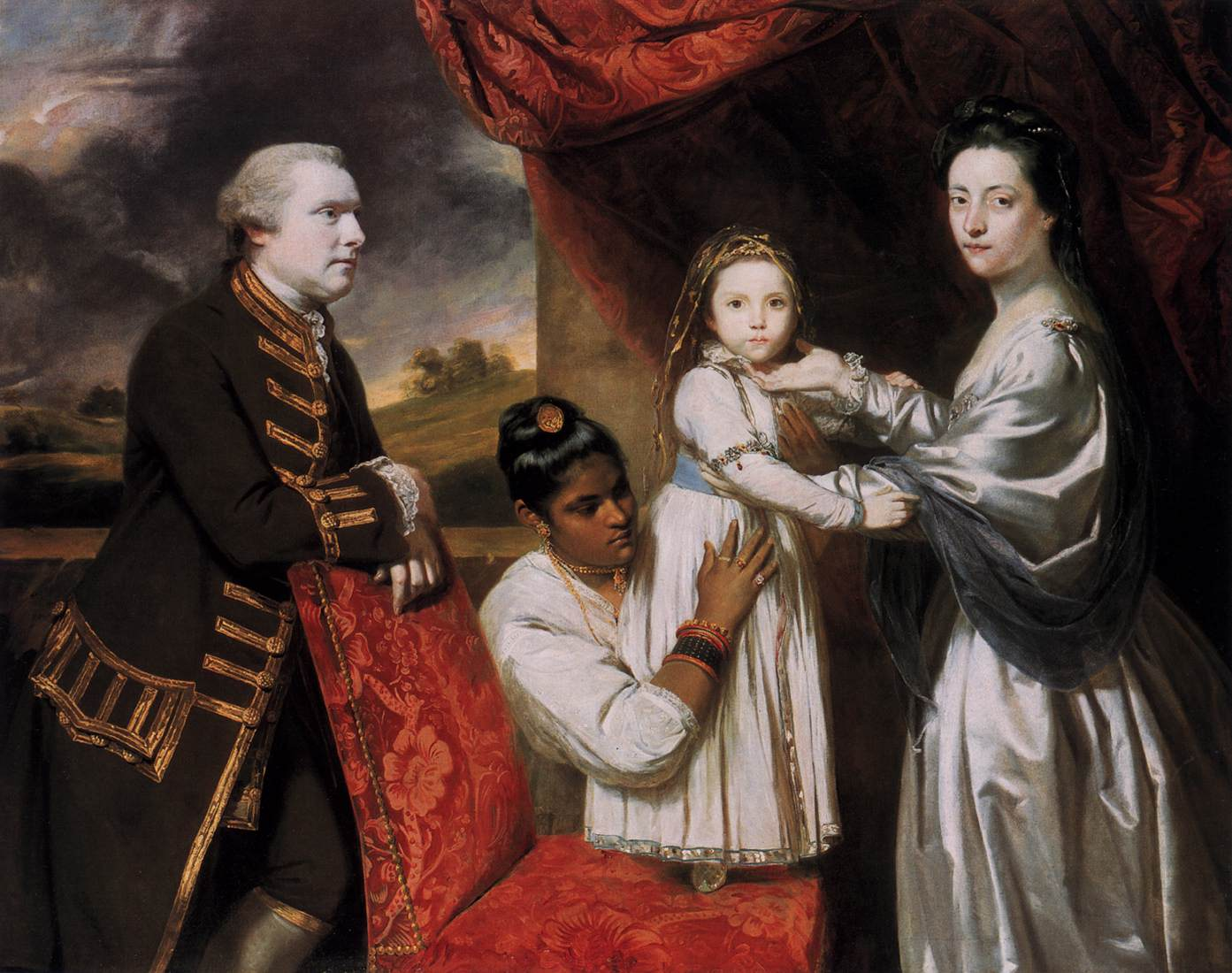
約書亞·雷諾茲的《泰索·漢考克與他的家人及印度女僕》（Tysoe Hancock and his Family with an Indian Maid），140.8 × 173.7cm，約作於1765年，1978年購入
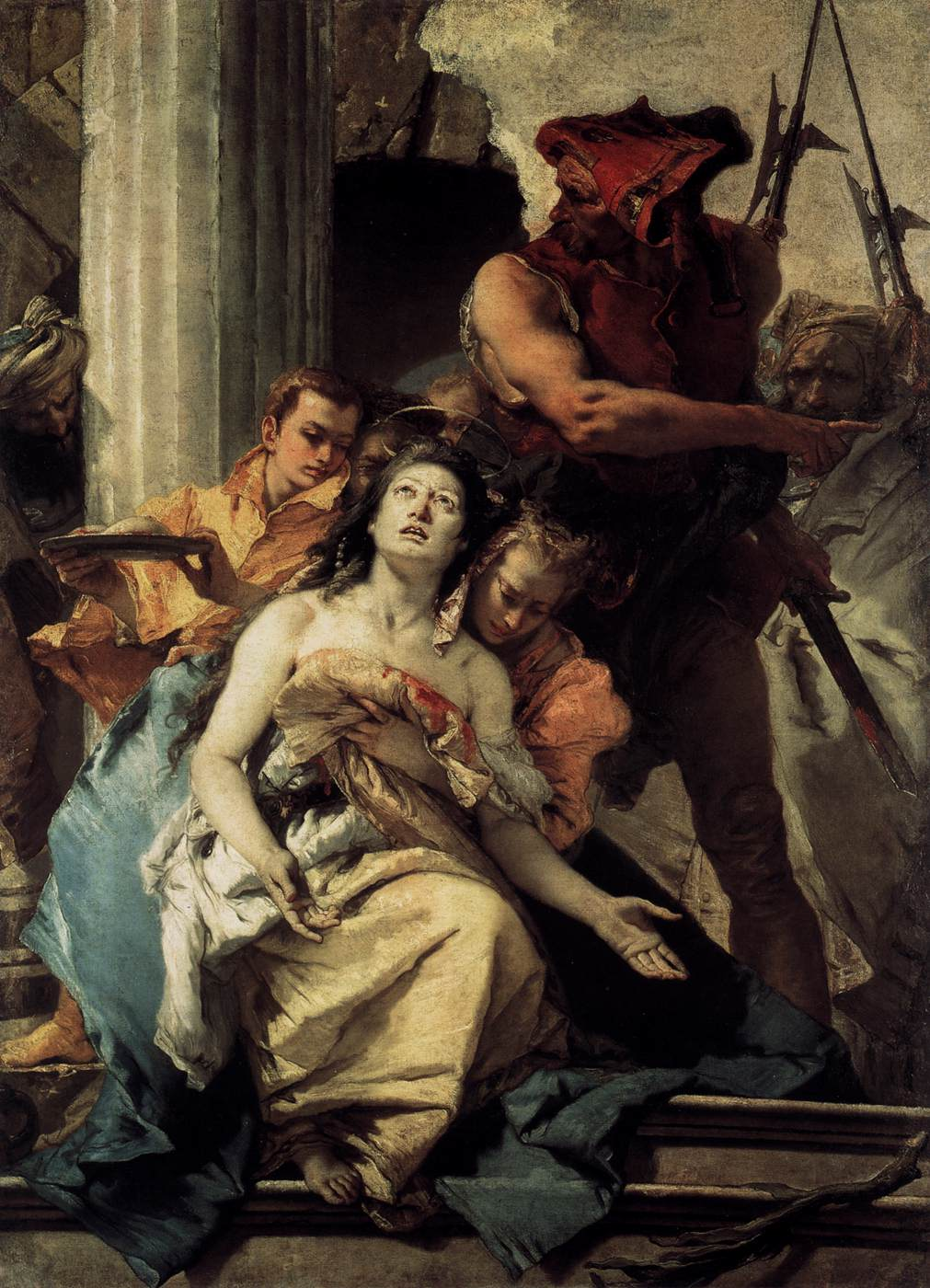
喬瓦尼·巴提斯塔·提也波洛的《西西里的阿加莎的殉道》（Martirio di sant'Agata），184 × 131cm，約作於1755年，1878年購入
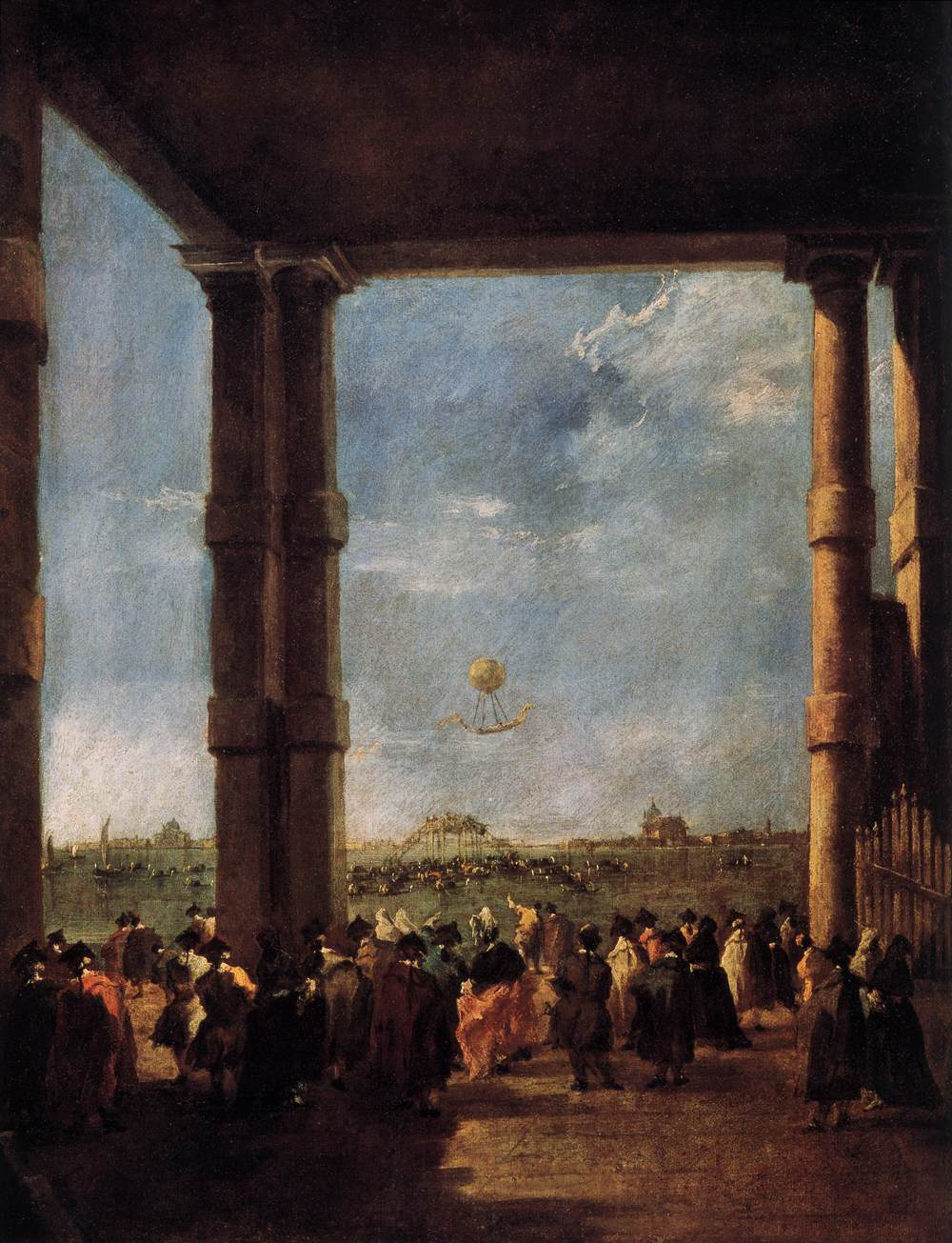
弗朗切斯科·瓜爾迪的《熱氣球升空》（Der Ballonaufstieg），66 × 51cm，約作於1784年，1901年始藏

### 引用
1. ↑  Nicola Kuhn. . Tagesspiegel. 2019-12-16 （德语）.
 （页面存档备份，存于）
2. ↑  Tilmann von Stockhausen: Gemäldegalerie Berlin – Die Geschichte ihrer Erwerbungspolitik 1830–1904.
3. ↑   Dello Russo, pp.13-14.
4. ↑   Dello Russo, p.17.
5. ↑  Prestel, pp.8-9.
6. ↑  Prestel, pp.10-11.
7. ↑   Dello Russo, p.22.
8. ↑   Dello Russo, p.24.
9. ↑   Dello Russo, p.25.
10. ↑   Dello Russo, p.26.
11. ↑   Dello Russo, p.28.
12. ↑   Dello Russo, p.30.
13. ↑   Dello Russo, p.32.
14. ↑   Dello Russo, p.34.
15. ↑   Dello Russo, p.38.
16. ↑   Dello Russo, p.41.
17. ↑   Dello Russo, p.42.
18. ↑   Dello Russo, p.43.
19. ↑   Dello Russo, p.44.
20. ↑   Dello Russo, p.46.
21. ↑   Dello Russo, p.47.
22. ↑   Dello Russo, p.48.
23. ↑   Dello Russo, p.50.
24. ↑   Dello Russo, p.52.
25. ↑   Dello Russo, p.54.
26. ↑   Dello Russo, p.57.
27. ↑   Dello Russo, p.58.
28. ↑   Dello Russo, p.60.
29. ↑   Dello Russo, p.62.
30. ↑   Dello Russo, p.64.
31. ↑   Dello Russo, p.65.
32. ↑   Dello Russo, p.66.
33. ↑   Dello Russo, p.68.
34. ↑   Dello Russo, p.70.
35. ↑   Dello Russo, p.71.
36. ↑   Dello Russo, p.74.
37. ↑   Dello Russo, p.76.
38. ↑   Dello Russo, p.78.
39. ↑   Dello Russo, p.79.
40. ↑   Dello Russo, p.82.
41. ↑   Dello Russo, p.86.
42. ↑   Dello Russo, p.87.
43. ↑   Dello Russo, p.88.
44. ↑   Dello Russo, p.90.
45. ↑   Dello Russo, p.91.
46. ↑   Dello Russo, p.92.
47. ↑   Dello Russo, p.94.
48. ↑   Dello Russo, p.96.
49. ↑   Dello Russo, p.98.
50. ↑   Dello Russo, p.99.
51. ↑   Dello Russo, p.100.
52. ↑   Dello Russo, p.104.
53. ↑   Dello Russo, p.105.
54. ↑   Dello Russo, p.108.
55. ↑   Dello Russo, p.110.
56. ↑   Dello Russo, p.112.
57. ↑   Dello Russo, p.118.
58. ↑   Dello Russo, p.119.
59. ↑   Dello Russo, p.120.
60. ↑   Dello Russo, p.122.
61. ↑   Dello Russo, p.124.
62. ↑   Dello Russo, p.125.
63. ↑   Dello Russo, p.126.
64. ↑   Dello Russo, p.128.
65. ↑   Dello Russo, p.129.
66. ↑   Dello Russo, p.130.
67. ↑   Dello Russo, p.132.
68. ↑   Dello Russo, p.134.
69. ↑   Dello Russo, p.136.
70. ↑   Dello Russo, p.138.
71. ↑   Dello Russo, p.139.
72. ↑   Dello Russo, p.140.
73. ↑   Dello Russo, p.142.
74. ↑   Dello Russo, p.144.
75. ↑   Dello Russo, p.145.
76. ↑   Dello Russo, p.148.
77. ↑   Dello Russo, p.150.
78. ↑   Dello Russo, p.151.